# Luigi IX di Francia
Luigi IX di Francia, conosciuto semplicemente come San Luigi, Luigi il Santo o San Luigi dei Francesi (Poissy, 25 aprile 1214 – Tunisi, 25 agosto 1270), è stato il quarantaquattresimo re di Francia, nono della dinastia capetingia, dal 1226 fino alla sua morte.
Figlio del re Luigi VIII di Francia e della principessa Bianca di Castiglia, ricevette durante l'infanzia un'educazione molto severa e religiosa. Ereditò il regno all'età di dodici anni, quando il padre morì; l'incoronazione avvenne il 29 novembre 1226 nella cattedrale di Reims, ma fino alla maggiore età fu la regina madre, secondo la volontà del defunto re, a esercitare la reggenza. Una volta adulto, Luigi IX mise fine al conflitto tra Capetingi e Plantageneti, estese il dominio reale annettendo il siniscalcato di Beaucaire e Carcassonne, consolidò la sua sovranità su altri territori e conseguì la vittoria definitiva nella crociata contro gli albigesi, iniziata vent'anni prima. Condusse un regno ispirato ai valori del cristianesimo, fondato sull'idea che i poteri spirituali e politici potessero essere incarnati da un solo uomo. Mitigò gli eccessi del feudalesimo a favore del concetto di bene comune e sviluppò la giustizia in modo che il sovrano potesse essere "il supremo vigilante" di essa. Pertanto, proseguendo sulla scia dell'attività del nonno Filippo Augusto, portò gradualmente la Francia da una monarchia feudale a un moderno assolutismo ispirato al diritto imperiale romano, non più basato esclusivamente sui rapporti personali del re con i suoi vassalli.
Luigi IX fu un re riformatore che volle lasciare un regno in cui i sudditi fossero soggetti a un potere giusto: introdusse la presunzione d'innocenza, ridusse il ricorso alla tortura, proibì l'ordalia e la vendetta privata. La sua reputazione, che lo fece un re beneamato da tutti gli strati della società della popolazione della Francia, andò oltre i confini del regno: il suo arbitrato venne infatti richiesto da diverse monarchie d'Europa. Stabilì, inoltre, una moneta unica per tutto il regno e fondò alcune delle istituzioni destinate a diventare il Parlamento e la Corte dei conti. Molto religioso, fece costruire chiese, abbazie e ospizi, venne in aiuto dei deboli, i venerdì scelse di farsi castigare per i suoi peccati con un frustino di catene e praticava la lavanda dei piedi a poveri mendicanti quando si trovava a corte. Lavorò alla conversione dei principi mongoli, sostenne la fondazione del collegio della Sorbona e acquisì alcune delle più importanti reliquie della Passione di Gesù, per contenere le quali fece erigere nel 1242 la Sainte-Chapelle, un famoso esempio di architettura e arte rayonnant gotica francese, nella sua residenza del Palais de la Cité, che fu eretta in un tempo estremamente corto per una gran chiesa d'epoca: due anni.
In accordo con il voto pronunciato durante una grave malattia, poi confermato dopo una guarigione considerata miracolosa, partì per l'Egitto per combattere la settima crociata. Al suo ritorno, convinto che il fallimento della spedizione fosse dovuto alla corruzione dei costumi del regno, lavorò per rafforzare la sua autorità e ripristinare la morale cristiana. Decise, quindi, di punire blasfemia, gioco d'azzardo, usura e prostituzione (anche se due anni dopo rese legale e regolamentata quest'ultima, rendendosi conto che la proibizione era inutile); cercò anche di convertire gli ebrei francesi. Nel 1270 tornò in Tunisia per guidare l'ottava crociata, durante la quale morì di una malattia che si è ipotizzato essere peste, dissenteria o febbre tifoide; studi effettuati nel 2019 hanno suggerito che fosse gravemente malato di scorbuto e, forse, di schistosomiasi.
Fu canonizzato l'11 agosto 1297 dal papa Bonifacio VIII durante il regno del nipote Filippo IV di Francia. La sua festa liturgica venne fissata per l'anniversario della morte, il 25 agosto. Oggi è considerato un monarca che ha portato alla Francia un risveglio economico, intellettuale e artistico; è considerato uno dei tre grandi Capetingi del ramo diretto, insieme con il nonno Filippo Augusto e il nipote Filippo il Bello.
È l'unico sovrano di Francia a essere stato canonizzato e quindi, per questo e per la sua fama di gran diligente, devoto re cristiano, la maggior parte dei sovrani francesi che lo seguirono furono chiamati Luigi. Dopo la sua morte, fu considerato l'ideale re cristiano in Europa.

## Fonti
Sono numerose le fonti che hanno permesso di ricostruire la vita e il regno di Luigi IX. Innanzitutto, la sua intensa attività amministrativa e legislativa ha lasciato una quantità di documenti ufficiali da lui siglati nettamente superiore rispetto ai suoi predecessori. Inoltre, anche per aiutare il processo di canonizzazione iniziato poco dopo la morte, molti cronisti dell'epoca ne scrissero delle biografie; tuttavia solo tre di essi ebbero la possibilità di conoscerlo personalmente, e in tutti e tre i casi si nota l'influenza positiva che egli ebbe su di loro. Tra questi vi fu Jean de Joinville, siniscalco, caro amico, confidente e consigliere del re, il quale scrisse la celebre cronaca Vita di San Luigi, un'attenta biografia che copre in particolare il periodo della prima esperienza crociata di Luigi a cui lo stesso Joinville partecipò. Gli altri due furono il confessore personale del re nei suoi ultimi vent'anni di vita, Goffredo di Beaulieu, che scrisse l'agiografia Vita et sancta conversation piae memoriae Ludovici quondam regis Francorum, e il suo cappellano, Guglielmo di Chartres, che assistette personalmente alla morte del sovrano raccontandola nel breve Libellus di tredici pagine.
In seguito alla sua morte, molti altri cronisti scrissero di lui e tra questi si può citare Guglielmo di Nangis che compose, probabilmente dopo il 1285, Gesta Ludovici IX; il monaco benedettino inglese Matteo Paris che parlò di Luigi nella sua Chronica major; il francescano Guillaume de Saint-Pathus che redasse la verosimilmente miglior descrizione della santità di Luigi vista dai suoi contemporanei.

## Il regno di Luigi IX

### Infanzia ed educazione

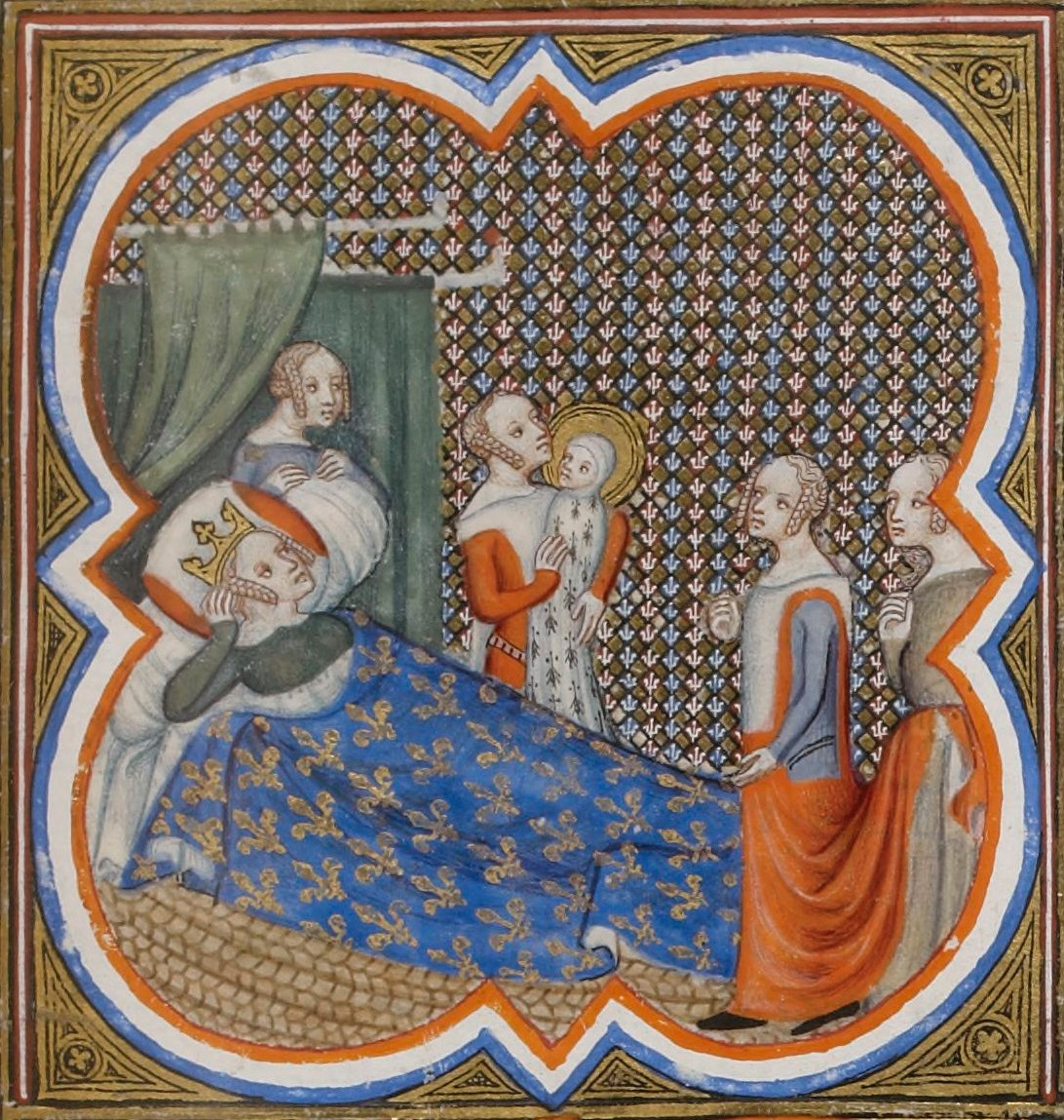
Nascita di Luigi

Nato con grande probabilità intorno al 25 aprile 1214 nel castello di Poissy, durante il regno del nonno Filippo Augusto, si suppone che il futuro Luigi IX fosse il terzo o quarto figlio di Luigi VIII, noto come "il Leone", e della principessa Bianca di Castiglia. inizialmente non destinato a salire al trono, divenne erede del Regno di Francia solo alla prematura morte del fratello maggiore Filippo, avvenuta quando Luigi aveva quattro anni. Subito dopo la nascita fu battezzato nella collegiata di Notre-Dame de Poissy; luogo che gli rimase per sempre caro, tanto che spesso usò firmarsi come "Louis de Poissy", o anche "Luigi, signore di Poissy", volendo considerare il battesimo come il momento della sua reale nascita.
I genitori vollero che gli venisse impartita un'educazione molto approfondita in modo che fosse, sia religiosamente sia moralmente, preparato a diventare re di Francia e protettore della Chiesa. I tutori scelti da sua madre Bianca gli insegnarono latino, abilità oratoria, scrittura, arti militari e di governo. La madre di Luigi lo aiutò a instillare il suo devoto cristianesimo. Una volta fu notata aver detto:
(Bianca di Castiglia)
Il piccolo Luigi ebbe la possibilità di conoscere il nonno paterno Filippo Augusto, il quale esercitò una grande influenza su di lui: Filippo fu il primo re di Francia a conoscere il proprio nipote, accentuando in lui il senso di appartenenza alla dinastia capetingia.

### L'incoronazione del re bambino

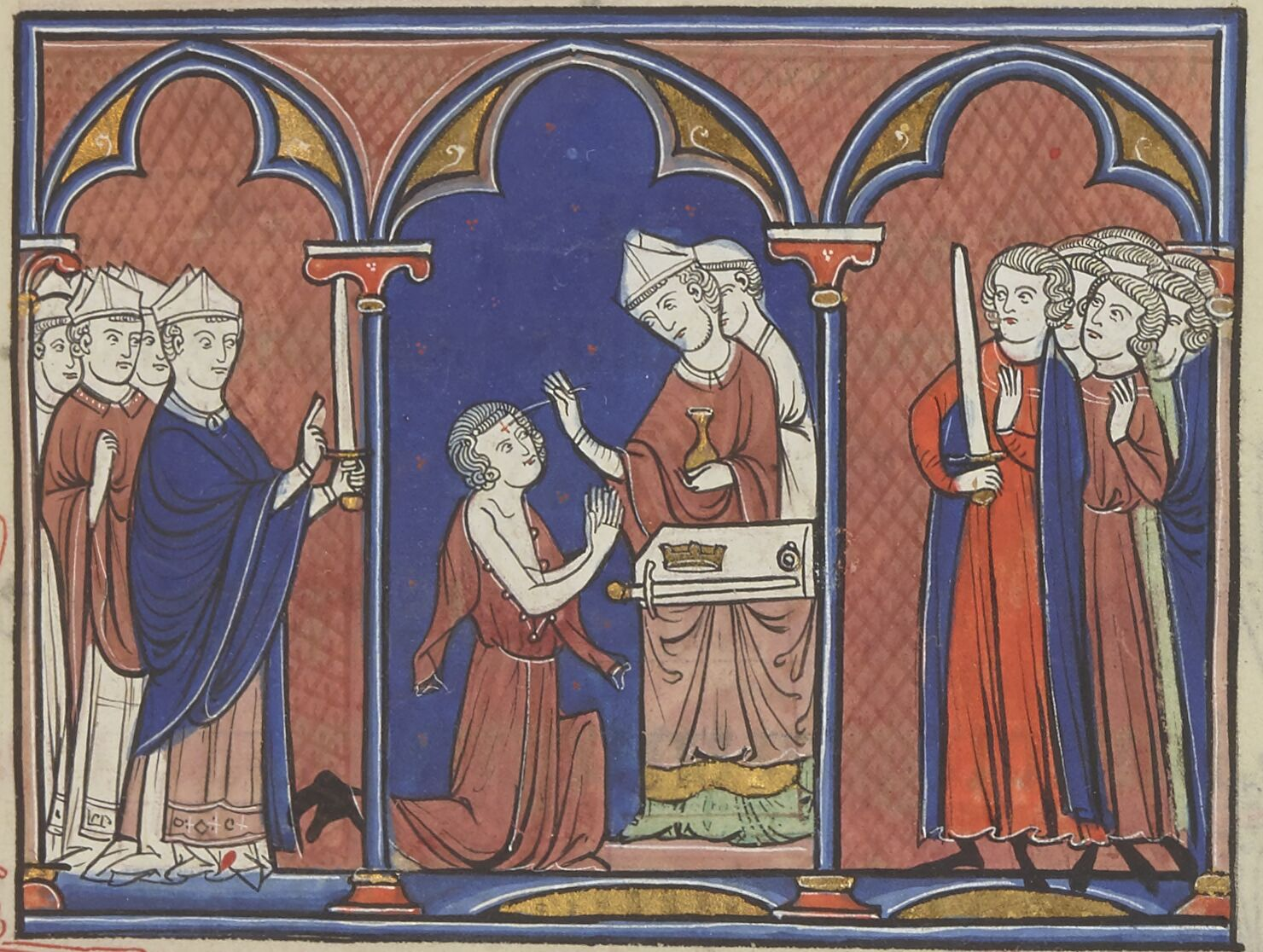
Incoronazione di Luigi IX, miniatura del 1250

Il 14 luglio 1223, quando suo nonno Filippo Augusto morì, Luigi aveva nove anni. Suo padre Luigi VIII salì al trono di Francia, ma il regno durò assai poco poiché questi morì a sua volta tre anni dopo, l'8 novembre 1226. Pochi giorni prima di morire, egli convocò nella sua stanza i baroni, i prelati e i più alti rappresentanti dell'esercito affinché gli giurassero che avrebbero reso omaggio al figlio e che «lo avrebbero incoronato re il più presto possibile». Secondo il cronista Filippo Mouskes, il re raccomandò ai suoi più stretti consiglieri, Bartolomeo di Roye, Giovanni di Nesle e fra Guerino, di prendersi cura dei suoi figli.
Alla morte del padre Luigi aveva dodici anni e la preoccupazione per la giovane età del sovrano si diffuse per tutto il regno. Sebbene il nuovo re bambino mostrasse già una grande maturità e non vi fosse nessun documento o consuetudine che indicasse chi dovesse governare nel caso di un re troppo giovane, la reggenza passò nelle mani della regina madre, Bianca di Castiglia. Questa situazione venne legalizzata da un atto senza precedenti in cui l'arcivescovo di Sens e i vescovi di Chartres e di Beauvais affermarono che, sul letto di morte, Luigi VIII avesse indicato suo figlio come legittimo erede al trono e, fintantoché non avesse raggiunto l'età matura, il regno dovesse essere posto sotto la «custodia e tutela» di Bianca.

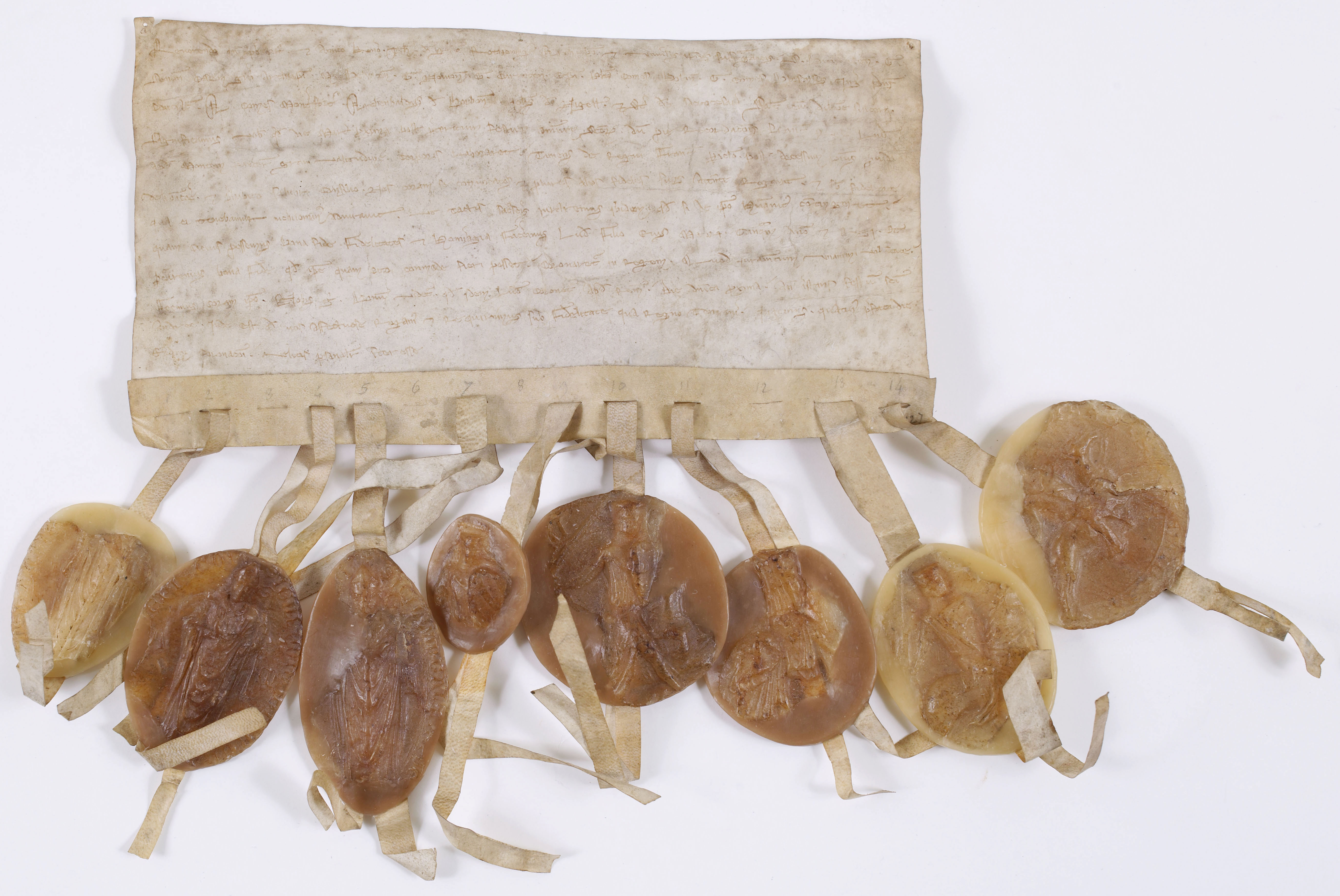
Lettera circolare indirizzata dai prelati e dai baroni del regno ai vescovi e ai grandi signori feudali per invitarli a partecipare all'incoronazione del giovane Luigi IX, 29 novembre 1226

Luigi IX venne incoronato re il 29 novembre 1226 nella cattedrale di Reims dal vescovo di Soissons, Jacques de Bazoches. La sua incoronazione fu contrassegnata da tre aspetti: la rapidità dell'evento, così che nessuno potesse esercitare nel frattempo pressioni su di lui o sulla sua cerchia; la precoce investitura a cavaliere, avvenuta a Soissons sulla strada che portava a Reims, perché il re di Francia doveva necessariamente essere cavaliere; infine, aspetto su cui insistono i cronisti, l'assenza delle grandi personalità del regno, sia ecclesiastiche sia laiche, alla cerimonia.
In attesa che Luigi arrivasse all'età necessaria per governare in autonomia, sua madre esercitò il potere con il titolo di "baillistre". Non si trattava propriamente di una reggenza, poiché i documenti ufficiali potevano essere firmati indistintamente da Luigi come dalla madre, ma di fatto Bianca governò da sola fino alla maggiore età del figlio. Solo per breve tempo fu circondata da alcuni esperti consiglieri che avevano servito nei due regni precedenti: fra Guerino, cancelliere di Francia morto nel 1227; Bartolomeo di Roye, Grand Chambrier de France, spirato nel 1237 dopo essere lentamente caduto nell'ombra, e Giovanni di Nesle, che influì sulla politica solo sporadicamente. Il principale sostenitore della regina fu Gauthier Cornu, arcivescovo di Sens.

### La congiura dei baroni

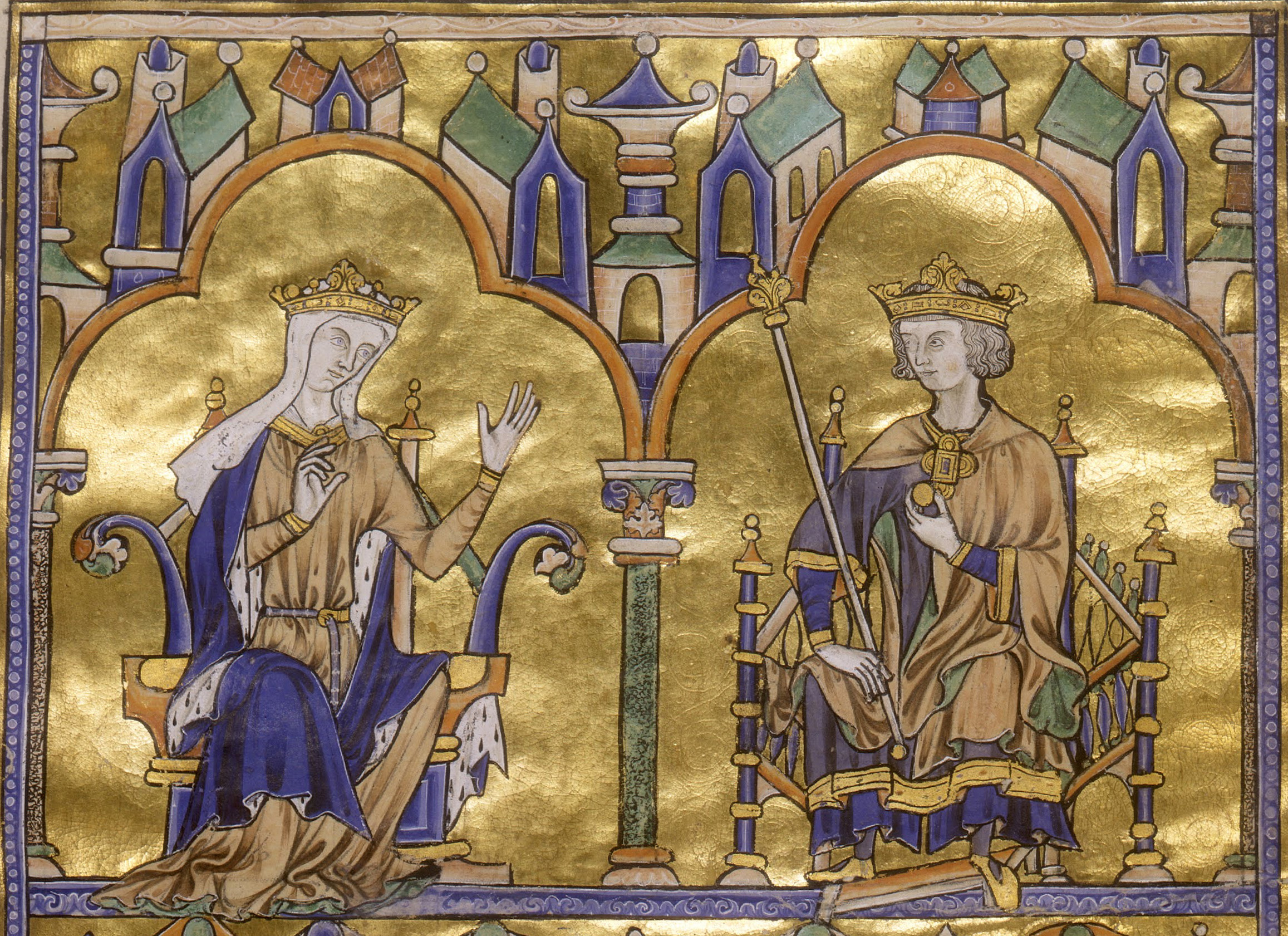
Bianca di Castiglia con il figlio Luigi IX

Bianca di Castiglia dovette fare i conti con una feudalità riottosa, sempre pronta a spostarsi per convenienza tra i re di Francia e d'Inghilterra, protagonisti da tempo di un difficile conflitto politico, militare e dinastico. Tra la nobiltà si distinguevano, per potere territoriale e prestigio, i conti di Fiandra, di Bretagna e di Marche, tutti non sempre fedeli alla corona francese. Per tentare una riconciliazione, vennero assegnati a Filippo Hurepel di Clermont, fratellastro di Luigi VIII, alcuni castelli a Mortain e a Lillebonne nonché l'omaggio della contea di Saint-Pol, oltre a una rendita vitalizia di seimila lire tornesi. Su richiesta di alcuni signori, all'Epifania del 6 gennaio 1227 Bianca, in accordo con il figlio e i loro fedeli, decise di rilasciare, in cambio di un riscatto e della sua lealtà, Ferdinando del Portogallo, imprigionato dopo aver tradito Filippo Augusto nella battaglia di Bouvines. Inoltre, Luigi IX intraprese alcune politiche matrimoniali favorevoli ai suoi feudatari più irrequieti: promise che suo fratello Giovanni avrebbe sposato la figlia di Pietro I di Bretagna, ricevendo in pegno Angers, Le Mans, Baugé e Beaufort-en-Vallée, mentre il fratello Alfonso e la sorella Isabella sarebbero andati in sposi ai figli di Ugo X di Lusignano. Il tentativo di riconciliazione più notevole venne fatto nei confronti del re d'Inghilterra Enrico III quando, nell'aprile del 1227, fu conclusa una tregua tra la Francia e Riccardo di Cornovaglia, fratello di Enrico.

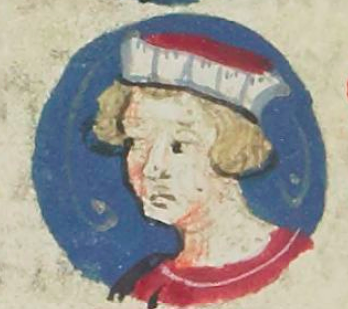
Il fratello minore Alfonso di Poitiers

Così, all'inizio dell'estate del 1227, il giovane re Luigi si trovò a governare un regno sostanzialmente pacificato, anche se alcuni baroni mal sopportavano di dover sottostare a un bambino e a una donna, per giunta straniera; molti di essi, radunatisi a Corbeil, progettarono il rapimento del re per separarlo dalla madre e dai suoi consiglieri, al fine di governare poi in suo nome. La guida dei congiurati, nonostante la poca convinzione, fu assunta dallo zio del re, Filippo Hurepel, e Pietro I di Bretagna, il più potente dei vassalli della corona di Francia. Il piano fu messo in atto mentre il giovane re e la regina madre, di ritorno da Vendôme dove si erano recati per negoziare con i baroni locali, si trovavano sulla strada che conduceva da Orléans a Parigi. Bloccati a Montlhéry dai cospiratori, ricevettero aiuto dai parigini che accorsero in armi rispondendo alla richiesta di Bianca. La folla portò in trionfo Luigi; fu la prima manifestazione popolare di simpatia nei suoi confronti e una prova inconfutabile di fedeltà alle istituzioni monarchiche.

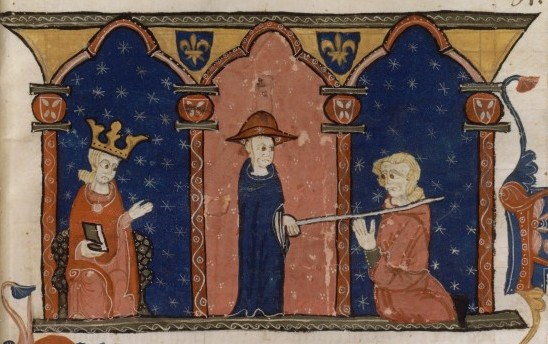
Raimondo VII di Tolosa si sottomette a Luigi

L'anno successivo la coalizione dei baroni tornò alla carica, questa volta guidata da Enguerrand III di Coucy. A differenza di quanto accadde nel 1227, i congiurati non attaccarono direttamente il re, bensì si scagliarono contro Tebaldo IV di Champagne, uno dei suoi più importanti sostenitori. La rivolta ebbe inizio con la diffusione di voci offensive riguardanti la regina madre, Bianca, con i baroni che l'accusarono di dilapidare le casse reali, di essere l'amante del suo consigliere Romano Bonaventura e, persino, di Tebaldo. Fortunatamente per il re, i baroni si dimostrarono volubili e alcuni di loro, intimoriti, passarono dalla ribellione alla totale obbedienza. Tuttavia, per Luigi risultò ancora necessario ricorrere alle armi e, nel 1230, il giovane monarca prese il comando dell'esercito per dirigersi verso occidente a fronteggiare Pietro I di Bretagna, colpevole quest'ultimo di avere, nell'ottobre precedente, reso omaggio al re d'Inghilterra. Nonostante un minimo apporto da parte dei baroni, con l'eccezione del conte di Champagne, la campagna militare ebbe un grande successo, concludendosi con la presa di Bellême e la riconquista di Angers, Baugé e Beaufort. Su consiglio di Romano Bonaventura, l'esercito reale devastò anche i campi, i raccolti e le proprietà di Raimondo VII di Tolosa, costringendolo a chiedere la pace. Così, nello stesso anno, venne firmato il trattato di Meaux con Raimondo VII e, contemporaneamente all'accordo, venne combinato il matrimonio tra una delle figlie del conte e il fratello minore di Luigi, Alfonso di Poitiers: quest'eredità avrebbe garantito alla Corona un accesso diretto al mar Mediterraneo, sulle cui rive sarebbe sorto l'approdo di Aigues-Mortes, che il re avrebbe utilizzato per raggiungere l'Oriente. Raimondo, inoltre, si impegnò a fondare un'università a Tolosa, che avrebbe contribuito a estirpare l'eresia catara. Si pose così fine alla cosiddetta "crociata albigese", iniziata nel 1209.
A maggio Enrico III d'Inghilterra, chiamato in aiuto da Pietro I di Bretagna, sbarcò a Saint-Malo, ma non osò dare inizio alle ostilità e si rinchiuse a Nantes senza combattere. Luigi si mise alla testa di un nuovo esercito e, grazie all'aiuto di Ugo X di Lusignano, conquistò Clisson, mise sotto assedio Ancenis e rase al suolo il castello di Haye-Pesnel, appartenente al ribelle Fouques Pesnel. Dopo un'ulteriore campagna favorevole in Occidente, si spostò nella Champagne, i baroni ribelli a Tebaldo non osarono dargli battaglia e le ostilità ebbero fine. Vittorioso su tutti i fronti, Luigi IX apparve ora ai suoi sudditi come «un valoroso guerriero e un vero sovrano. Il piccolo cavaliere di Soissons era diventato un re cavaliere, un comandante militare. Convocava i suoi baroni, i quali, a eccezione di quelli della Bretagna, andavano da lui e gli obbedivano».

### Fidanzamento e matrimonio

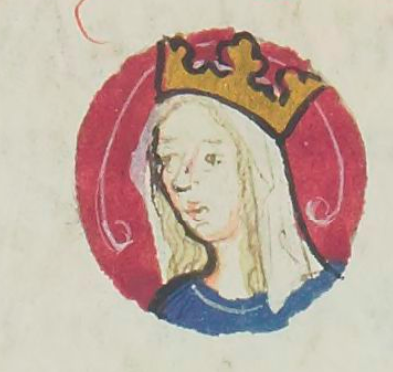
Margherita di Provenza: la «giovane regina», chiamata così nei documenti ufficiali per distinguerla dalla suocera. Pensate per consolidare strategicamente l'alleanza tra il regno di Francia e la contea di Provenza, le sue nozze con Luigi IX si rivelarono un'ottima unione coniugale, sia a livello fisico sia spirituale, tanto che la regina madre e alcuni consiglieri giunsero a dolersene.

Si ritiene che Luigi IX possa essere stato riconosciuto adulto nel 1234, all'età di vent'anni, o addirittura nel 1235. Appare lecito supporre che la regina madre procrastinò il passaggio del figlio alla maturità al fine di mantenere più a lungo possibile il potere. Lo stesso motivo può spiegare il lungo celibato di Luigi, sebbene il cronista benedettino Guillaume de Nangis riporti che lo stesso sovrano abbia espresso il desiderio di sposarsi solo al momento di volere dei figli. In seguito sarebbe stata lanciata un'accusa rivolta al re e a sua madre, secondo cui Luigi IX avrebbe avuto un legame passeggero prematrimoniale con una dama del suo seguito o un'iniziazione sessuale in un postribolo: la diceria andrebbe a confermare come il seguito del re lo considerasse un giovane ardente ed esuberante.
La scelta della futura sposa cadde sulla tredicenne Margherita di Provenza, la maggiore delle quattro figlie del conte di Provenza, Raimondo Berengario IV, personaggio di spicco del tempo, e di Beatrice di Savoia. In previsione delle possibili nozze, Jean de Nesle e Gauthier Cornu vennero nominati principali negoziatori del contratto di matrimonio. Già nel 1233 Luigi IX aveva ordinato al cavaliere Gilles de Flagy, in missione a Tolosa, di passare per la Provenza, forse per conoscere la giovane principessa di cui le voci lodavano la perfezione. Nonostante fosse legato a Margherita da una lontana parentela, il 2 gennaio 1234 papa Gregorio IX concesse loro la dispensa per la consanguineità.
Il 30 aprile 1234, a Sisteron, i genitori di Margherita si obbligarono a versare prima del 1º novembre 1239 una dote di 8 000 marchi d'argento, e a impegnare il castello di Tarascona e le sue entrate. La risposta non tardò a giungere: Jean de Nesle e Gauthier Cornu, incaricati di scortare Margherita verso il luogo prescelto per le nozze, fecero redigere per iscritto la promessa di matrimonio del re che si impegnava a sposarla prima dell'Ascensione, festeggiata quell'anno il 1º giugno. Il 17 maggio 1234 Raimondo Berengario completò la dote con ulteriori 2 000 marchi nominando Raimondo Audibert, arcivescovo di Aix, quale garante nei confronti del futuro genero; il conte cedette quindi le entrate dal castello di Tarascona. L'imponente dote, tuttavia, fu superiore alle disponibilità del conte, che riuscì a versarne in tutto solo un quinto.

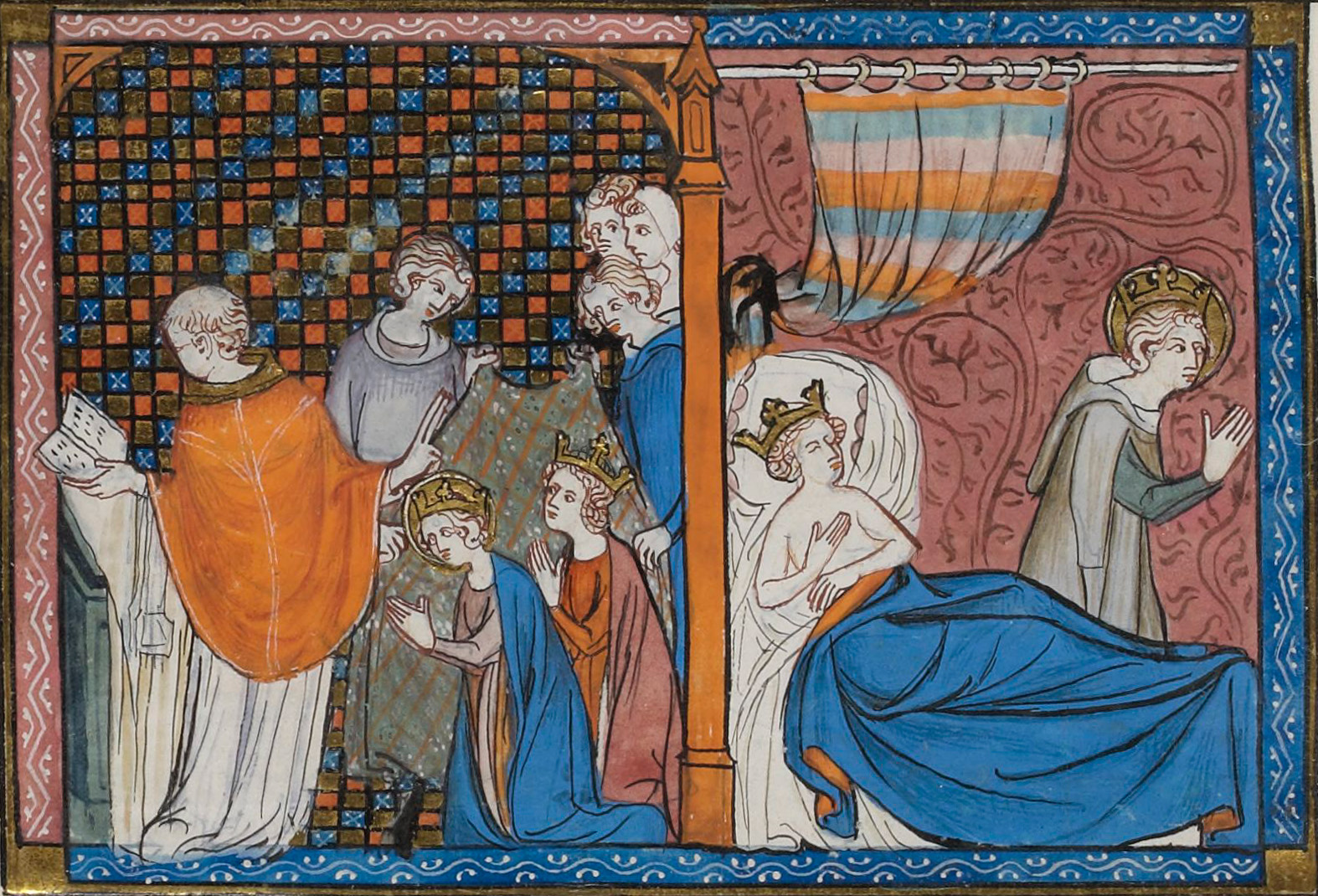
Gauthier le Cornu celebra il matrimonio tra Luigi e Margherita di Provenza

Il 27 maggio 1234 il matrimonio di Luigi e Margherita venne celebrato nella cattedrale di Sens da Gauthier le Cornu, alla presenza di importanti personalità del regno e della corte: la madre Bianca, i fratelli Roberto I d'Artois e Alfonso di Poitiers, il cugino Alfonso III del Portogallo, molti nobili tra cui il fedele Bartolomeo di Roye e diverse nobildonne facenti parte della corte di Margherita. Lo sposalizio si svolse in due fasi: inizialmente si tenne una cerimonia all'aperto davanti alla chiesa con l'unione delle mani della coppia da parte di Guglielmo di Savoia, vescovo di Valence e zio di Margherita, a simboleggiare il loro consenso, seguita dallo scambio degli anelli e dalla benedizione e incensazione. La seconda fase si risolse in una messa durante la quale vennero letti e cantati diversi inni. Al momento dell'invocazione il re ricevette un bacio dall'arcivescovo di Sens che poi rimise alla giovane moglie, promettendole così amore e protezione. Infine, si procedette con la benedizione della camera nuziale, un rito che enfatizzava il dovere procreativo. Il giorno dopo il matrimonio la giovane Margherita venne incoronata regina. Secondo Guillaume de Saint-Pathus, confessore e confidente di Margherita di Provenza, Luigi non toccò la moglie durante la prima notte di nozze; trascorse invece le prime tre notti da sposo a pregare, rispettando così le tre "notti di Tobia" raccomandate dalla Chiesa.
In occasione del suo matrimonio, il re istituì anche l'Ordine cavalleresco del Baccello di Ginestra.

### Conflitto con il re d'Inghilterra

#### La coalizione dei signori Poitou

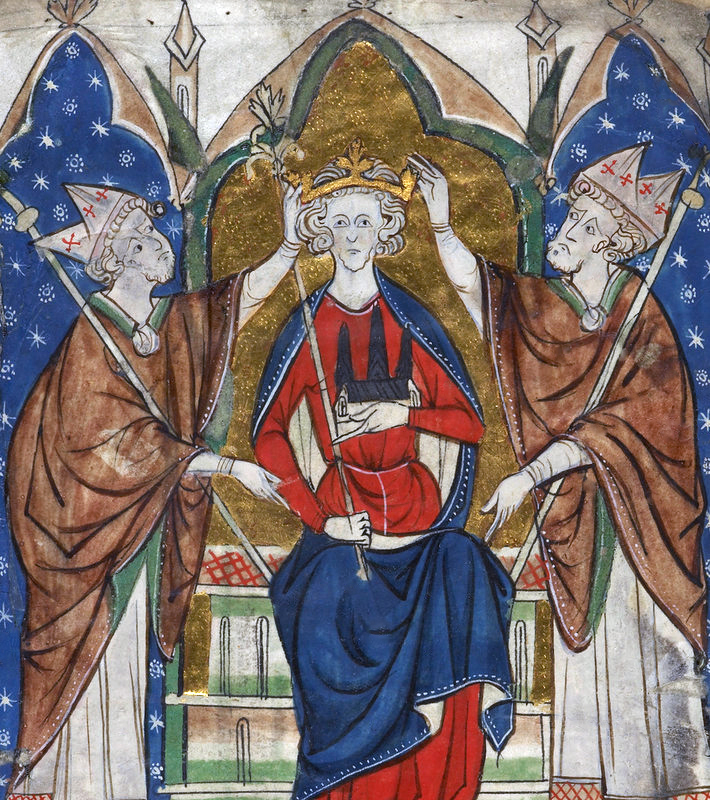
Enrico III d'Inghilterra, grande avversario della monarchia francese, non rinunciò alla riconquista dei territori che i suoi predecessori possedevano in Francia in qualità di duchi di Aquitania e Normandia, strappati loro da Filippo Augusto. Contestò la legittimità della confisca dei feudi già di suo padre Giovanni d'Inghilterra nell'Ovest della Francia, ma i vincoli al suo potere sanciti dalla Magna Carta non gli permisero di mettere in pratica i suoi progetti.

In Francia una nuova ribellione cominciò a prendere vita a causa della mancata conclusione di due matrimoni tra la monarchia francese e la famiglia di Ugo X di Lusignano, precedentemente decisi nel trattato di Parigi-Meaux del 1229. Una figlia di Ugo X avrebbe dovuto sposare il fratello minore di Luigi IX, Alfonso, che però era già fidanzato con Giovanna di Tolosa; mentre la sorella del re, Isabella avrebbe dovuto sposare Ugo de la Marche, primogenito del conte di Lusignano, il quale però era convolato a nozze con Iolanda di Bretagna nel 1238. Alfonso invece sposò effettivamente Giovanna di Tolosa.
Nel 1241, assecondando le volontà testamentarie del padre, Luigi IX donò le contee di Poitiers e Alvernia ad Alfonso. Quei possedimenti circondavano la contea della Marche e Ugo X avrebbe dunque dovuto trasferire il suo omaggio vassallatico da re Luigi ad Alfonso, quest'ultimo di rango inferiore. Quando Ugo si decise a rendergli omaggio, trovò il disappunto della moglie Isabella d'Angoulême, la quale, essendo vedova di Giovanni d'Inghilterra e madre di Enrico III d'Inghilterra, non intendeva abbandonare il suo rango di regina.

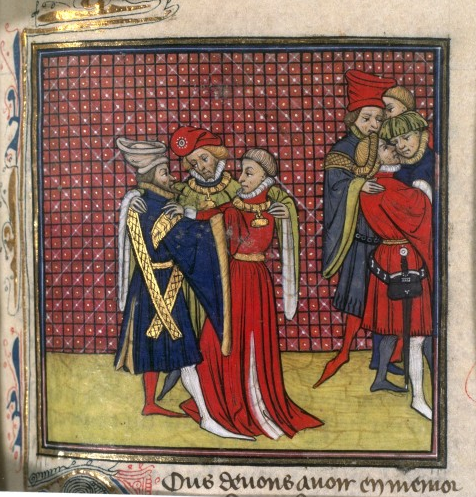
Ugo X di Lusignano, Teobaldo I di Navarra e Pietro I di Bretagna in una miniatura

Il conflitto scoppiò quando Luigi IX, sostenendo che il fidanzamento fosse stato rotto, chiese la restituzione dell'Aunis e di Saint-Jean-d'Angély, conferite a Ugo X nel 1230 in occasione della promessa di matrimonio tra sua sorella e il giovane Ugo de la Marche.
Nel dicembre 1241, determinato a combattere, Ugo X distrusse in modo simbolico la casa che possedeva a Poitiers e si oppose pubblicamente al re durante la solenne assemblea dei vassalli del conte di Poitou. Dapprima il sovrano francese cercò invano di riconciliarsi con il conte, poi sottopose il caso alla Corte dei Pari di Francia, la quale si pronunciò per la confisca dei domini dei ribelli. Il conte formò così una lega armata contro Luigi IX a cui aderì la maggioranza dei baroni del Poitou, tra i quali i conti di Comminges, Bigorre, Armagnac, Rodez, e Ruggero IV di Foix. Il re d'Inghilterra si dimostrò fin da subito disponibile a far parte di questa coalizione contro il re francese, ma alcuni impegni presi in occasione della tregua del 1238 lo fermarono dal passare in azione. Dovette aspettare la decadenza di Ugo X da tutti i suoi diritti per poter, finalmente, aderire alla coalizione con l'obiettivo di far valere le sue ragioni in Francia.

#### Guerra di Saintonge e la battaglia di Taillebourg

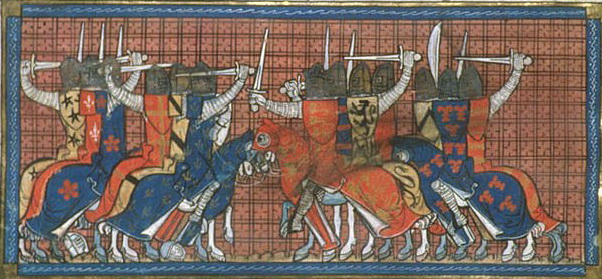
Battaglia tra i francesi (Luigi IX) e gli inglesi (Enrico III). (British Library, Royal 16 G VI f. 399).

La cosiddetta guerra di Saintonge, tra Luigi IX e la coalizione a lui avversa, durò circa un anno, dal 28 aprile 1242 al 7 aprile 1243. Secondo Jacques Le Goff il conflitto si svolse in tre fasi: fino al 20 luglio 1242 si trattò di una guerra d'assedio, durante la quale Luigi combatté solo contro Ugo X di Lusignano e i suoi alleati; dal 21 luglio al 4 agosto 1242 il re sconfisse gli inglesi davanti a Saintes e li respinse a Blaye; infine, dal 4 agosto 1242 al 7 aprile 1243, le operazioni belliche si concentrarono contro il conte di Tolosa. Il conflitto terminò in una tregua tra Enrico III d'Inghilterra e la corona francese.
Il 28 aprile 1242 Luigi convocò l'esercito regio (ost royal) a Chinon, e il 4 maggio seguente a Poitiers diede inizio alla campagna militare alla testa di mille carri, quattromila cavalieri e ventimila scudieri, sergenti e balestrieri. Per prima cosa le sue truppe assediarono e conquistarono i castelli ribelli di Montreuil, Béruges, Fontenay, Prez, Saint-Gelais, Tonnay-Boutonne, Matus, Thoré e Saint-Affaire.

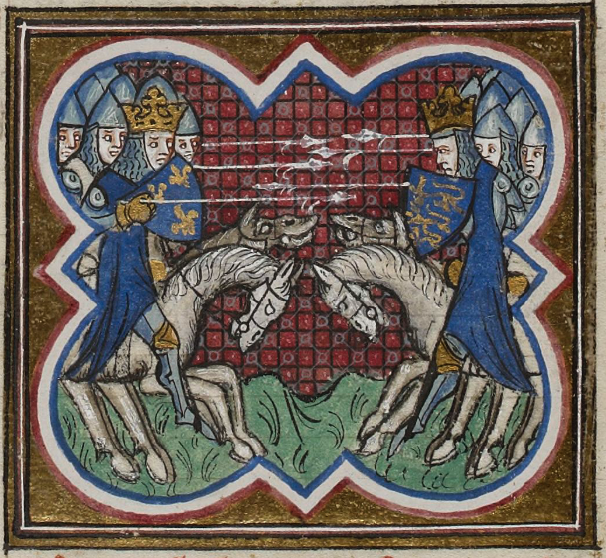
Battaglia di Taillebourg

Il 9 maggio Enrico III lasciò Portsmouth, giungendo a Royan in soli quattro giorni. Il 16 giugno dichiarò guerra al Regno di Francia nello stesso momento in cui quest'ultimo completava la conquista del Poitou. Il 20 luglio i francesi arrivarono davanti a Taillebourg, e il giorno successivo i due contendenti si incontrarono faccia a faccia separati solo dal fiume Charente. Gli inglesi tentarono di raggiungere i francesi tramite il ponte di pietra che attraversava il corso d'acqua, in quel punto non guadabile, ma furono presto respinti e obbligati a ritirarsi precipitosamente a Saintes. L'indomani, il 22 luglio, Luigi con il suo esercito attraversò il fiume e diede inizio alla battaglia di Taillebourg. Secondo Guillaume de Nangis il combattimento durò molto a lungo, fino a quando gli inglesi non furono più in grado di reagire ai continui assalti e iniziarono a fuggire; nel parapiglia molti caddero prigionieri. Il re d'Inghilterra riparò a Saintes, da dove fuggì dopo il tramonto insieme con Ugo X e le sue truppe. La mattina successiva, il 24 luglio, i cittadini di Saintes consegnarono le chiavi della città a Luigi IX.
Enrico III si ritirò a Pons ma, il 25 luglio, Rinaldo signore della città si sottomise a Luigi IX che, nel frattempo, era giunto a Colombières. Il giorno successivo fu la volta di Ugo X di Lusignano a presentare la sua sottomissione e richiesta di perdono del monarca. Il re d'Inghilterra si rifugiò quindi a Barbezieux-Saint-Hilaire, abbandonandola precipitosamente nella notte tra il 26 e il 27 luglio. Più tardi entrò a Blaye ma, di fronte all'avanzata del re di Francia, il 4 agosto dovette abbandonare anche quella posizione e fare ritorno a Bordeaux.
Durante la campagna re Luigi perse in combattimento relativamente pochi uomini, ma dovette affrontare un'epidemia di dissenteria che decimò il suo esercito. Lo stesso re si ammalò, ma si rimise in poco tempo e, convalescente, fece ritorno a Parigi nell'agosto 1242.

#### La sottomissione del conte di Tolosa e la tregua

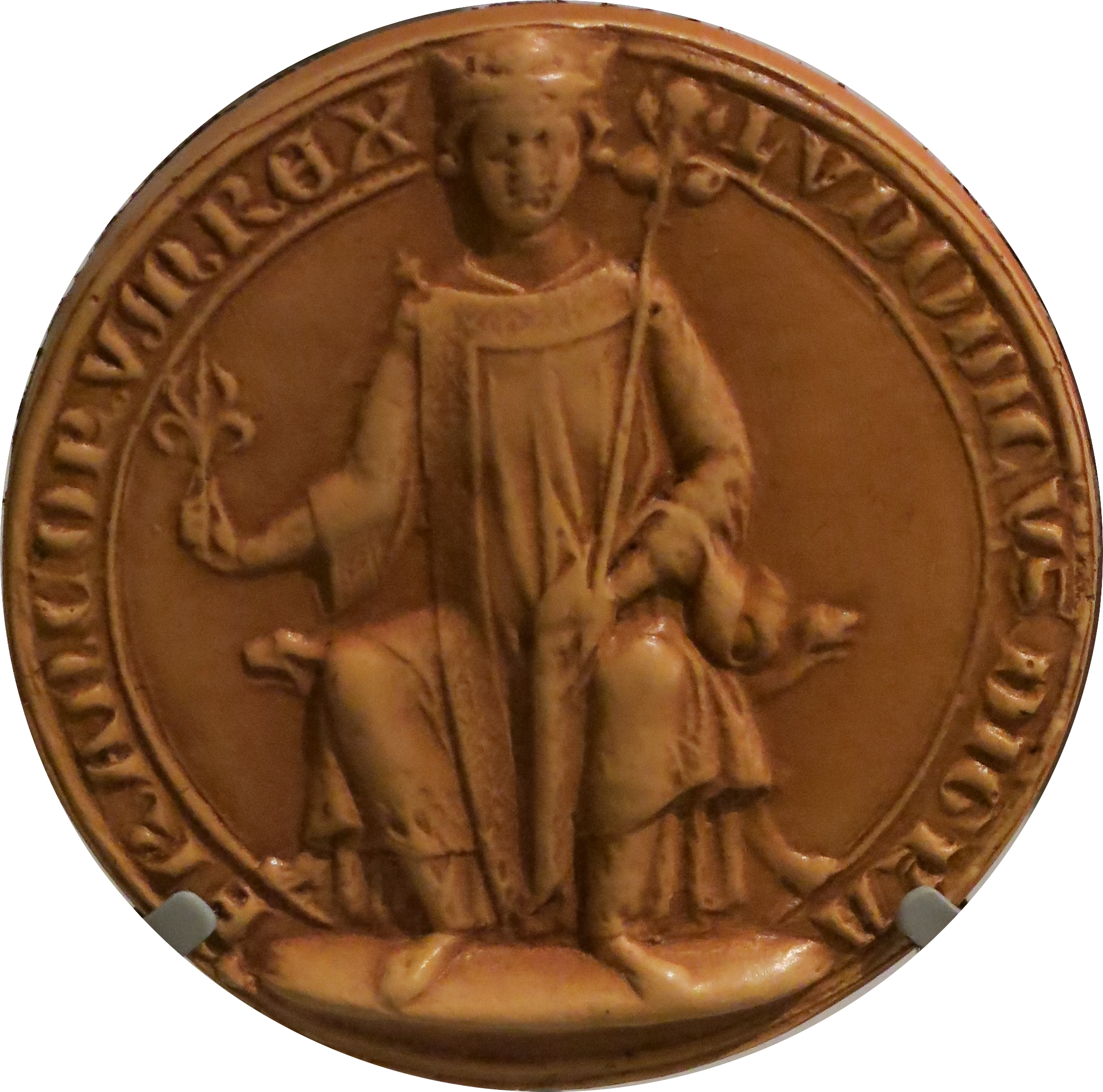
Sigillo reale di Luigi IX il santo

Da parte sua Raimondo VII di Tolosa, nonostante avesse rinnovato il suo omaggio a Luigi nel 1241, si era alleato con la coalizione dei baroni del Poitou e con il re d'Inghilterra. Dopo la battaglia di Taillebourg si era riunito all'esercito di Enrico III a Blaye, da dove poi fece ritorno a Narbona il 17 agosto 1242, dal visconte Aimery, prendendo Albi e proclamando il ritorno delle due città tra i suoi possedimenti. Il sovrano francese inviò dunque due eserciti in Linguadoca, portando Ruggero IV di Foix ad abbandonare la coalizione di ribelli e il conte di Tolosa. Così, ormai solo, il 20 ottobre Raimondo VII dovette chiedere perdono al re di Francia, che glielo concesse in cambio della rinuncia a Narbona e Albi e alla promessa di combattere l'eresia e di adempiere al suo voto crociato.
Tra ottobre e novembre del 1242 Enrico III tentò un'ultima volta di far valere i suoi diritti provando a istituire un blocco navale sulla città di La Rochelle. Tuttavia, l'iniziativa fallì, come del resto si arenò anche lo sforzo di ricostruire il suo esercito e le sue alleanze. Nel giugno dello stesso anno aveva inviato una lettera a Federico II, imperatore del Sacro Romano Impero, al quale chiedeva un'alleanza, ma solo l'8 gennaio 1243 gli annunciò la fine delle sue speranze di vittoria. Il 12 marzo dell'anno seguente fu infine costretto a chiedere al re di Francia una tregua di cinque anni.

### Arbitro nel conflitto tra impero e papato

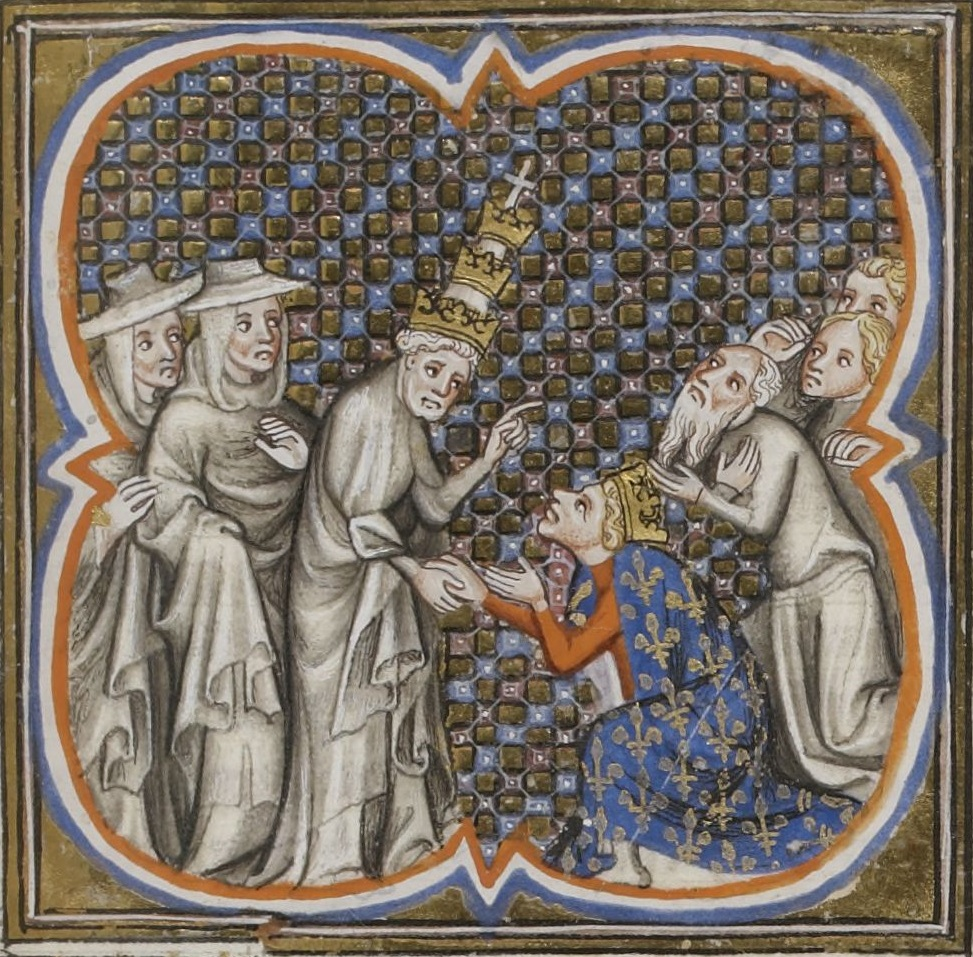
Papa Innocenzo IV incontra san Luigi. Miniatura da Grandes Chroniques de France de Charles V.

Luigi si trovò spesso coinvolto nello scontro in atto tra l'imperatore Federico II di Svevia e il papato, scegliendo di mantenere una rigorosa neutralità; riconosceva al papa l'obbedienza e la preminenza simbolica sull'imperatore, ma mantenendo la propria indipendenza temporale. Negli anni 1240 il conflitto si intensificò e Luigi venne più volte chiamato a intervenire come pacificatore.
Il 3 maggio 1241 una flotta genovese su cui erano imbarcati alcuni prelati, tra cui numerosi arcivescovi e abati, diretti a un concilio convocato da papa Gregorio IX, venne attaccata da una flotta pisana al servizio dell'imperatore. Luigi, convinto della benevolenza di quest'ultimo, inviò l'abate di Corbie e il cavaliere Gervais d'Escrenne per chiedere la liberazione degli ostaggi. Federico, che precedentemente aveva chiesto che i prelati francesi disertassero il concilio, rispose che il re di Francia «non si stupisca se Cesare tiene ristretti e in angoscia coloro che erano venuti per mettere Cesare in angoscia». Luigi quindi inviò l'abate di Cluny all'imperatore con una lettera in cui dichiarava che il suo regno non era così debole da lasciarsi «guidare dai vostri speroni». Federico II tornò subito sui suoi passi e, per paura di irritare Luigi, liberò i prelati francesi.
Lo scontro riprese vigore con l'elezione, nel giugno 1243, di papa Innocenzo IV. A una richiesta del nuovo pontefice di asilo in Francia per difendersi dagli attacchi dell'imperatore, Luigi, dopo essersi consultato con i suoi baroni, rispose negativamente giudicando necessario mantenere la dovuta neutralità. Innocenzo IV riparò dunque a Lione, città quasi indipendente, e qui, il 27 dicembre 1244, convocó per il 24 giugno 1245 un concilio in cui si sarebbe dovuto giudicare l'imperatore. Luigi declinò l'invito a partecipare, anche questa volta per non schierarsi; tuttavia offrì al papa di incontrarsi a Cluny nel tentativo di mettere fine allo scontro, ma, nonostante gli sforzi di Luigi, il papa rifiutò qualsiasi ipotesi di riconciliazione con l'imperatore.
Nel 1246 Luigi IX tentò nuovamente, senza successo, di intercedere presso il papa a favore di Federico II. Tuttavia, quando apprese che l'imperatore stava radunando un grande esercito per marciare su Lione, dove il pontefice ancora risiedeva, mobilitò considerevoli truppe a sua difesa. Tale mossa costrinse Federico II, oramai in procinto di superare le Alpi, a ripiegare su Parma. A parte ciò, successivamente re Luigi continuò nella sua politica di neutralità e le sue relazioni con l'imperatore rimasero cordiali.

### La prima crociata di Luigi

#### Il voto del re

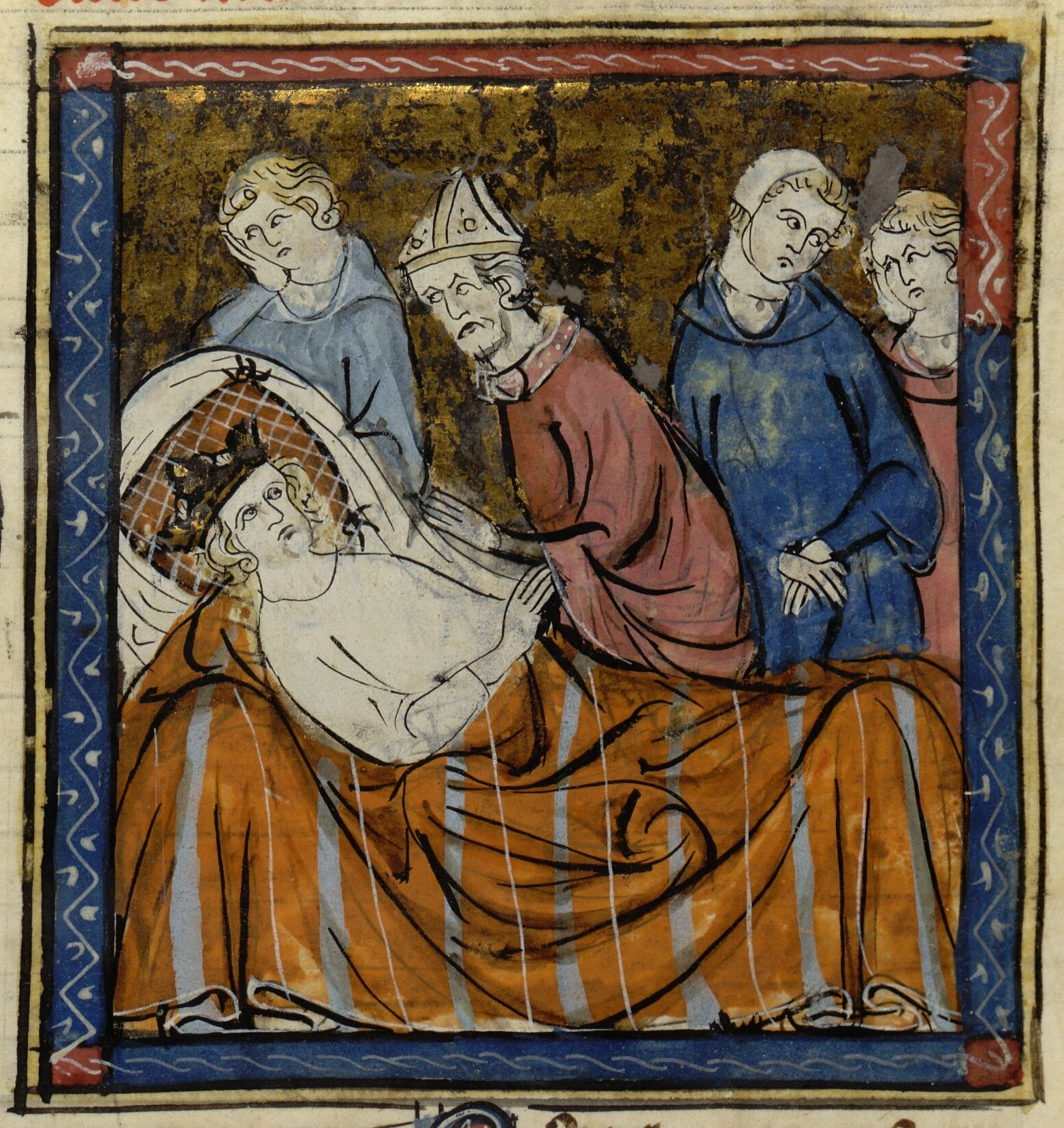
San Luigi malato che dichiara il voto di andare in crociata. Miniatura di Maître de Fauvel tratta da Histoire d'Outremer di Guglielmo di Tiro.

Tornato gravemente malato dalla campagna militare a Saintonge, la sua salute non migliorò. Il 10 dicembre 1244 mentre si trovava a Pontoise peggiorò, probabilmente a causa della dissenteria, tanto da sembrare sul punto di morire. Il 14 dicembre, per essere in completa comunione con Dio, con la Chiesa e con la sua coscienza, nominò due arbitri per risolvere le controversie che aveva con il capitolo di Notre-Dame. In tutto il regno si organizzarono preghiere e solenni processioni, mentre Bianca di Castiglia fece portare al suo capezzale le reliquie conservate della cappella reale.
La guarigione, avvenuta poche settimane dopo, venne vista come un miracolo. Secondo l'amico Jean de Joinville, quando era oramai ritenuto morto, il re riacquistò miracolosamente la salute e l'uso della parola, che ben presto utilizzò per fare voto di partecipare a una crociata. La regina madre, insieme con il grosso dei consiglieri reali laici ed ecclesiastici, cercò di convincerlo a rinunciare all'impresa. Secondo Matteo Paris, Bianca e il vescovo di Parigi, Guglielmo d'Alvernia, in un ultimo tentativo, gli fecero notare come il voto non fosse valido, poiché fatto durante la malattia e dunque senza il possesso di tutte le sue facoltà mentali. Luigi decise allora di ripeterlo in quel momento poiché era indubbiamente sano, sia nel corpo sia nella mente.

#### La partenza

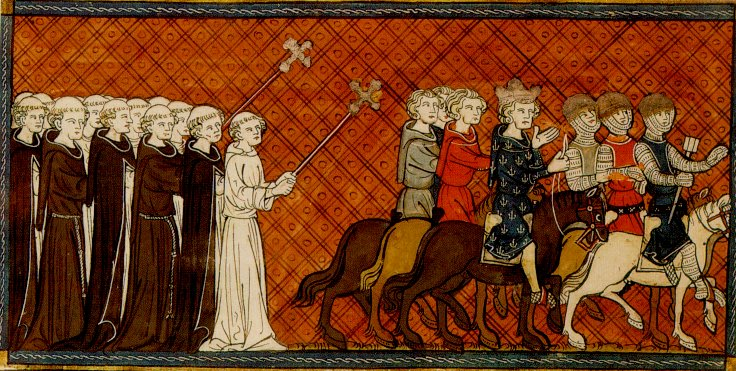
Re Luigi parte per la crociata

Facendo seguito al voto, il 12 giugno 1248 il re si recò a Saint-Denis per ricevere l'Orifiamma dalle mani del cardinale Eudes de Châteauroux; prese anche il bastone e la bisaccia del pellegrino, associando così il simbolo reale a quello del pellegrinaggio. Tornò dunque a Parigi a piedi nudi accompagnato da un'enorme processione popolare dirigendosi all'abbazia Saint-Antoine-des-Champs per chiedere alle suore di pregare per lui. Dopo una notte trascorsa nel palazzo reale di Corbeil nominò ufficialmente la madre come reggente del regno e mise a sua disposizione i propri consiglieri.
A seguito della sua parentesi a Corbeil Luigi si congedò dalla madre e si diresse verso sud, facendo una lunga sosta a Sens, dove era in corso il capitolo generale dell'ordine francescano. In quest'occasione, ebbe modo di incontrare fra Salimbene de Adam, che nella sua Cronica descrisse così il sovrano francese:
Luigi si fermò quindi a Lione per incontrare papa Innocenzo IV, il quale promise di proteggere la Francia da eventuali attacchi perpetrati dal re d'Inghilterra, ma non dette seguito al tentativo del monarca di farlo riconciliare con l'imperatore Federico II.

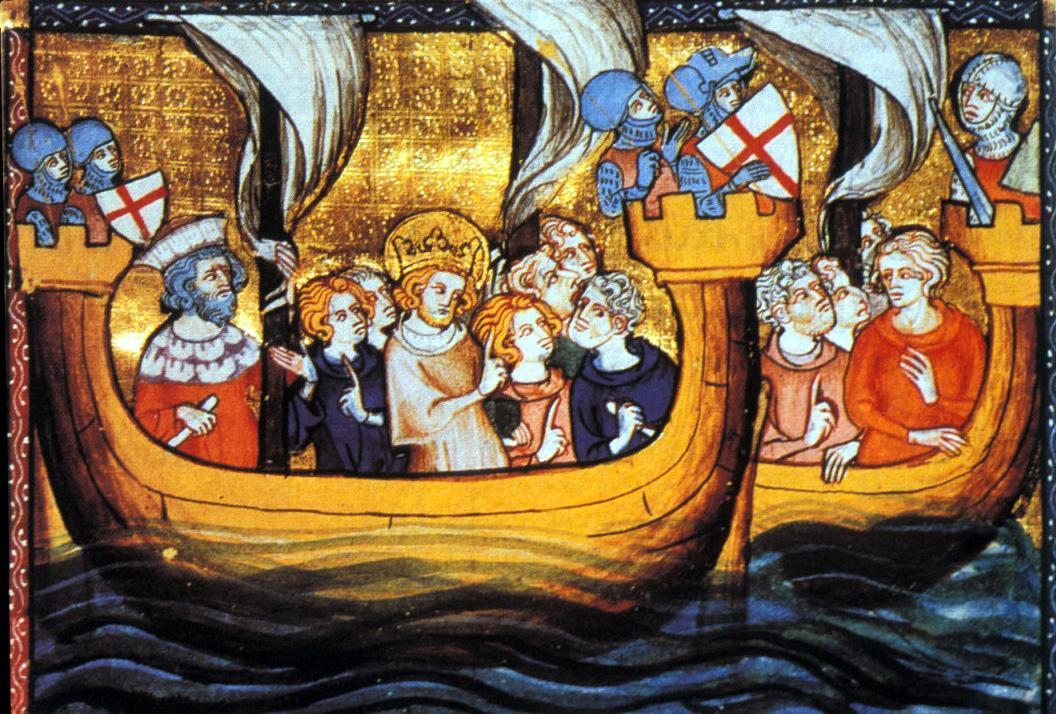
L'esercito crociato con Luigi in navigazione

Il sovrano discese quindi lungo il Rodano e, a La Roche-de-Glun, incontrò uno scudiero, Roger de Clérieu, che chiese a tutti il pagamento di un pedaggio. Al rifiuto del re si scatenò una battaglia che durò alcuni giorni, con la presa del castello da parte delle truppe reali che lo demolirono immediatamente. A metà agosto Luigi giunse finalmente ad Aigues-Mortes e il 25 si imbarcò su una nave insieme con quasi tutti i più stretti membri della famiglia, tra cui la moglie Margherita di Provenza, i fratelli Roberto I d'Artois, Carlo I d'Angiò con sua moglie Beatrice di Provenza, Alfonso di Poitiers e il patrigno di quest'ultimo Raimondo VII di Tolosa. Sebbene le cifre siano state contestate, si stima che l'esercito crociato fosse composto da circa 2 500 cavalieri, 2 500 scudieri e valletti, 10 000 fanti e 5 000 balestrieri, un numero di armati considerevole per il tempo. Secondo lo storico Louis-Sébastien Le Nain de Tillemont la flotta comprendeva trentotto grandi navi e centinaia di piccole imbarcazioni.

#### Luigi in Terra santa

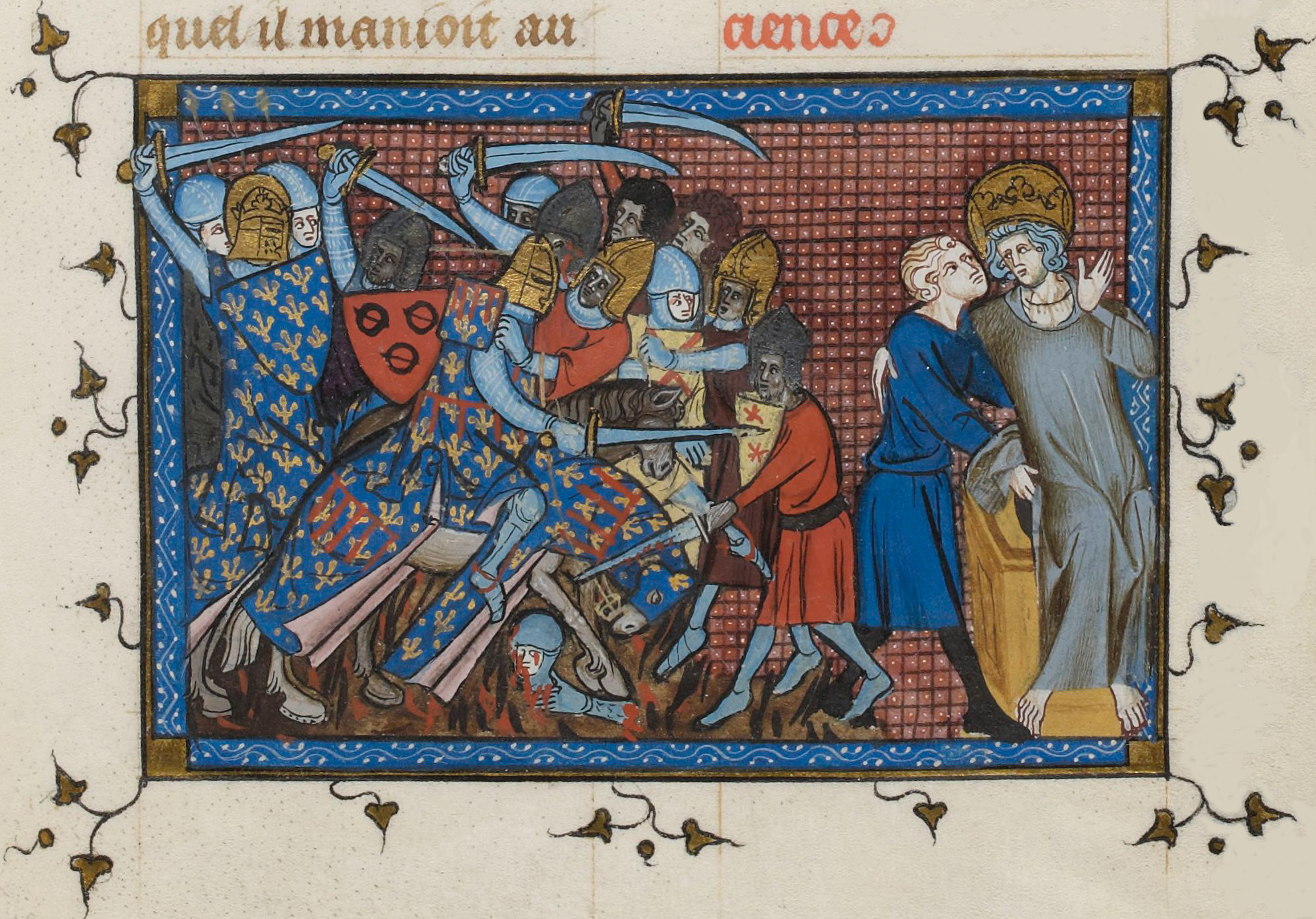
La battaglia di Mansura

La mancanza di vento ritardò la partenza della flotta reale, tanto che solo il 28 agosto l'esercito poté salpare dalla Francia. I crociati fecero tappa a Cipro, a quel tempo governata da Enrico di Lusignano, dove trascorsero l'inverno per riprendere il mare il 30 maggio 1249. Infine l'esercito cristiano sbarcò nei pressi di Damietta che venne conquistata poco dopo, precisamente il 5 giugno 1249. Luigi IX si diresse quindi al Cairo e, nonostante i continui attacchi dell'emiro Fakhr al-Dīn Yūsuf, i crociati riuscirono, a costo di sanguinosi combattimenti, ad attraversare la sponda orientale del Nilo. Fu allora che si svolse la battaglia di Mansura, durante la quale l'esercito cristiano dovette affrontare il genio militare dei musulmani. Nonostante l'esercito guidato da Luigi fosse riuscito a cogliere, il 9 febbraio 1250, una vittoria, i francesi uscirono dal campo di battaglia molto indeboliti: Roberto I d'Artois era morto e i suoi compagni flagellati da diverse epidemie di dissenteria, tifo e scorbuto, aggravate dalla siccità. Anche il re soffrì di dissenteria ma si rifiutò di lasciare il suo esercito.

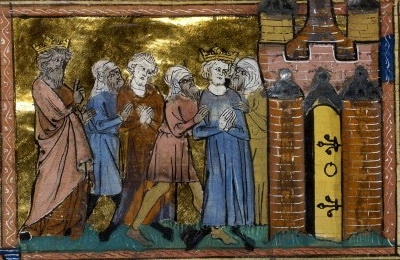
Re Luigi viene fatto prigioniero

Alla fine, l'esercito cristiano, indebolito e privo di provviste, dovette ritirarsi; mentre stava ripiegando venne attaccato nei pressi del Nilo e ne uscì completamente sbaragliato, il 6 aprile 1250, nella battaglia di Fariskur. Lo stesso Luigi venne fatto prigioniero insieme con numerosi suoi uomini, mentre i malati e i feriti vennero massacrati. In Occidente la notizia della disfatta dette origine alla prima spedizione della cosiddetta crociata dei pastori.

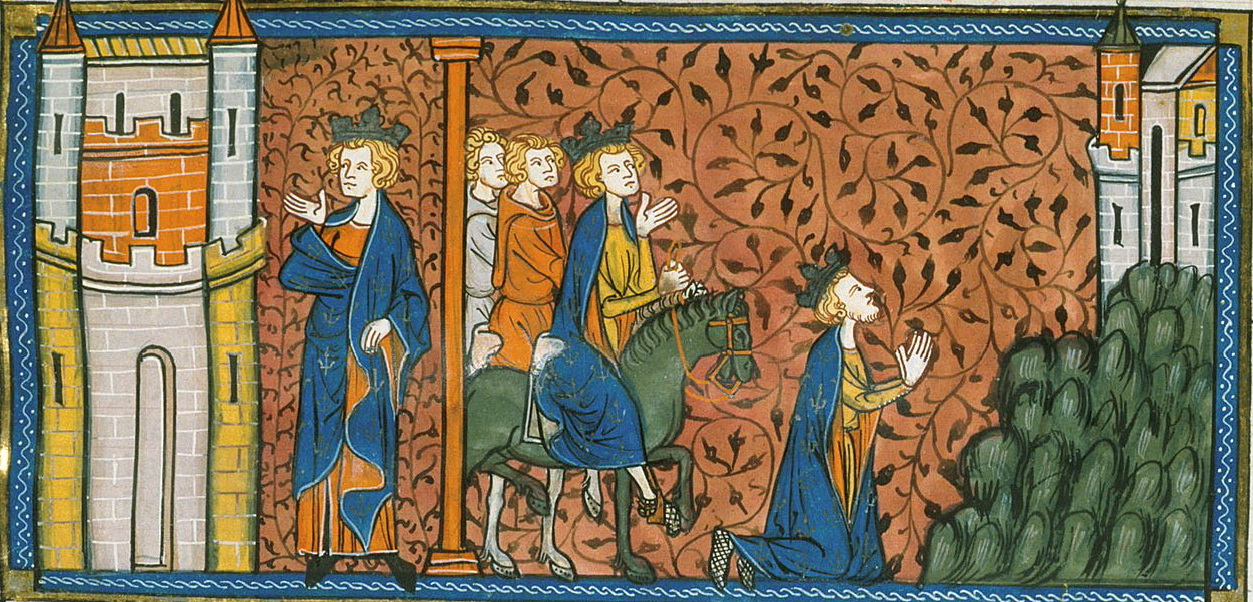
Luigi in pellegrinaggio in Terra santa: a sinistra costruisce delle fortezze, a destra in preghiera a Nazareth

Durante la detenzione di suo marito, la regina Margherita di Provenza esercitò la funzione di comandante dell'esercito e riuscì a riunire, in tempi velocissimi, 400 000 bisanti che consentirono il primo pagamento del riscatto e, il 6 maggio 1250, re Luigi venne liberato. Qualche tempo dopo, nel maggio 1250, Luigi IX iniziò un pellegrinaggio in Terra santa, chiamando i suoi sudditi a unirsi a lui ma ordinando ai suoi fratelli Alfonso di Poitiers e Carlo I d'Angiò di tornare in Francia per aiutare la madre nell'esercitare la reggenza. Nella primavera del 1253, mentre Luigi si trovava a Sidone, venne a sapere della morte della madre, avvenuta il 27 novembre 1252; dopo diversi giorni di grande lutto il re prese la decisione di tornare in patria e, tra il 24 e il 25 aprile 1254, lasciò San Giovanni d'Acri per fare rotta verso la Francia.
Il 10 luglio sbarcò presso le saline di Hyères, dove chiese di incontrare il frate francescano Ugo di Digne. Partendo da Hyères il sovrano si recò quindi ad Aix-en-Provence per un pellegrinaggio dedicato a Maria Maddalena, quindi entrò in Francia da Beaucaire e, dopo aver effettuato diverse soste in diverse città, riportò l'Orifiamma e la croce a Saint-Denis. Alla fine entrò a Parigi il 7 settembre 1254, dove venne accolto particolarmente bene dai suoi sudditi. La settima crociata risultò, tuttavia, da lui vissuta come un fallimento totale, suscitando un certo scetticismo nei confronti della guerra santa e amarezza verso il clero, accusato di non essersi impegnato abbastanza.

### Pace con l'Inghilterra e il trattato di Parigi

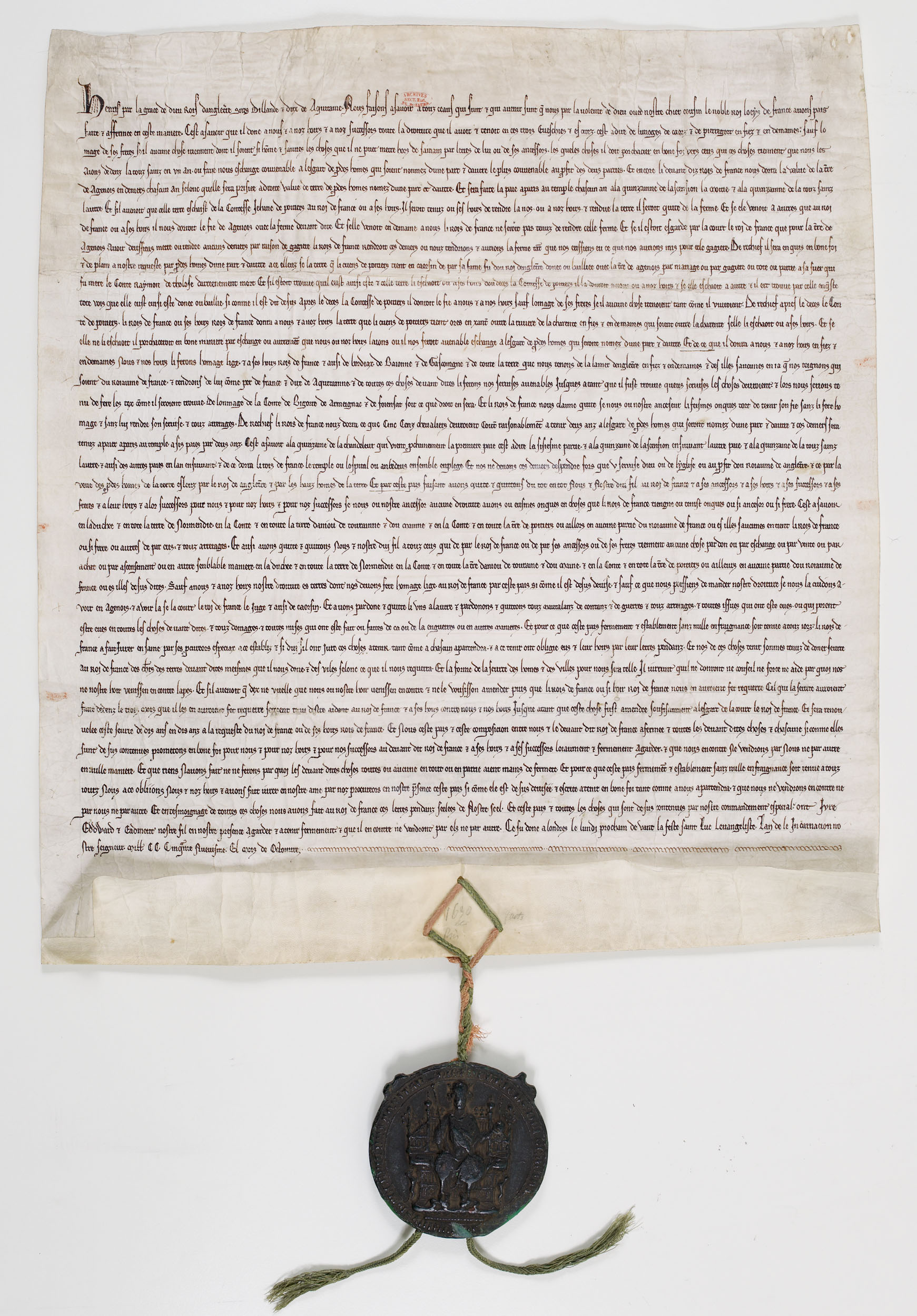
Atto originale di ratifica del trattato da parte di Enrico III d'Inghilterra, 13 ottobre 1259. Archivi Nazionali Francesi

Luigi IX acconsentì che Enrico II viaggiasse, tra il 1253 e il 1254, attraverso la Francia per visitare l'abbazia di Fontevrault, luogo di sepoltura dei suoi antenati, il Pontigny, dove riposano le reliquie di san Edmondo di Canterbury, morto in esilio, così come la cattedrale di Chartres. Inoltre, invitò il re inglese, che era anche suo cognato, per celebrare il Natale a Parigi. Nell'occasione nacque una forte amicizia tra i due re, al punto che, qualche tempo dopo, Luigi offrì a Enrico un elefante a sua volta ricevuto in dono dal sultano d'Egitto. Enrico chiese, dunque, il rinnovo della tregua stipulata nel 1243 al termine della guerra di Saintonge, e il re francese gliela concesse volentieri.
Nel 1257 il re d'Inghilterra inviò il vescovo di Winchester alla corte francese con il mandato di proporre alla Corona la sostituzione della tregua con un vero trattato. Sebbene Enrico rifiutasse ancora di rinunciare a quelli che considerava i suoi diritti sui territori francesi appartenuti ai propri antenati, entrambi i sovrani intendevano raggiungere una pace duratura. I negoziati si rivelarono lunghi e laboriosi ma, il 28 maggio 1258, Enrico III e Luigi IX poterono siglare quello che sarebbe stato poi conosciuto come il trattato di Parigi.
Con questo accordo, i due re misero fine al conflitto tra Capetingi e Plantageneti riguardante le terre conquistate da Filippo Augusto 55 anni prima. L'intesa prevedeva che Enrico III rinunciasse a rivendicare la Normandia, l'Angiò, la Turenna, il Maine e il Poitou, mentre il monarca di Francia gli avrebbe conferito la somma necessaria per mantenere 500 cavalieri per due anni, nonché le entrate dell'Agenais e i suoi domini nelle diocesi di Limoges, di Cahors e di Périgueux.
Il 10 febbraio 1259 il trattato fu ratificato una prima volta da Riccardo di Cornovaglia mentre, il 17 febbraio, la stessa procedura venne approntata a Westminster da pubblici ministeri a nome del re, a cui si aggiunsero, il 4 dicembre successivo, Simone V di Montfort ed Eleonora d'Inghilterra. Enrico III arrivò in Francia il 14 novembre e rese l'omaggio feudale a Luigi il 4 dicembre 1259.

### La contesa delle Fiandre
Margherita II delle Fiandre si trovava in guerra con i figli avuti dal suo primo matrimonio con Burcardo d'Avesnes, che erano stati messi in svantaggio in favore dei figli nati dal suo secondo matrimonio con Guglielmo II di Dampierre. Si scatenò così il conflitto tra gli Avesnes, che avanzavano il loro diritto di nascita, e i Dampierre, che negavano l'eredità dei fratellastri, considerati figli illegittimi per via dell'annullamento del matrimonio dei genitori.
In tale disputa, re Luigi venne chiamato più volte a intervenire dall'una o dall'altra parte in virtù della sua carica. Nel 1235 suggerì una divisione ineguale della terra: due settimi ai d'Avesnes e cinque settimi ai Dampierre.
Nel 1246, per pacificare il regno prima di affrontare la crociata, Luigi IX ed Eudes de Châteauroux stabilirono un accordo tra le due parti: Hainaut sarebbe appartenuta ai d'Avesnes, mentre le Fiandre ai Dampierre. Successivamente Guglielmo III partì effettivamente per la crociata insieme con il re, ma morì accidentalmente nel 1251, l'anno successivo del ritorno in Francia. Come suo successore, la madre riconobbe suo fratello minore, Guido di Dampierre. Tuttavia, la curia romana riconobbe la legittimità degli Avesnes, e Margherita si rifiutò di riconoscere a Giovanni d'Avesnes il titolo di conte di Hainaut lasciandogli solamente il marchesato di Namur.
Dopo aver tentato invano di impadronirsi delle isole della Zelanda, nel luglio 1253, su istigazione della madre, i figli di Dampierre, accompagnati da diversi baroni francesi, finirono prigionieri per mano di Guglielmo II d'Olanda, fratello dell'imperatore. Margherita fece quindi appello al fratello del re di Francia, Carlo d'Angiò, al quale promise l'Hainaut, ignorando così i diritti degli Avesnes, affinché ottenesse la loro liberazione. Carlo accettò e occupò Valenciennes e Mons, cercando tuttavia di evitare un conflitto armato con l'imperatore. Al ritorno dalla crociata, Luigi IX prese molto male l'iniziativa del fratello e intervenne richiamandolo a Parigi e, attraverso il "Dit de Péronne" del 24 settembre 1256, confermò l'accordo firmato nel 1246. Tuttavia, per tener conto della donazione della contea di Hainaut a Carlo, Margherita lo acquistò da lui a un prezzo molto alto. Dovette anche pagare un sostanzioso riscatto al Conte d'Olanda per la liberazione dei Dampierre e, poco dopo, si riconciliò con suo figlio Baldovino d'Avesnes.

### Dit d'Amiens

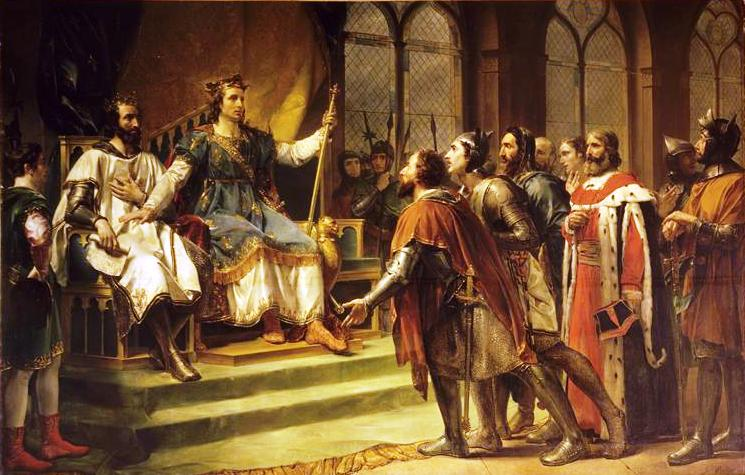
San Luigi si dichiara arbitro ad Amiens tra Enrico III re d'Inghilterra e i baroni inglesi, dipinto storico di Georges Rouget, 1820

Grazie al suo prestigio, Luigi fu spesso chiamato a intervenire come arbitro in contenziosi anche al di fuori del suo regno. Nel 1215 i baroni di Inghilterra avevano ottenuto la sottoscrizione della Magna Carta con cui si limitava il potere reale; questa venne seguita dalle disposizioni di Oxford nel 1258 e, infine, dalle disposizioni di Westminster nel 1259. Con il tempo i vari documenti avevano attraversato una lunga serie di revoche e reintegrazioni, permettendo al re riuscì a essere esonerato da alcuni obblighi, in particolare grazie all'intervento di papa Alessandro IV e poi di papa Urbano IV che lo avevano sollevato dal giuramento di rispettare le disposizioni del 1258. I baroni, tuttavia, non avevano accettato l'intervento pontificio e così, nel dicembre 1263, venne chiesto a Luigi IX di intervenire in proposito, con le parti in causa che promettevano di rispettare la sua decisione.
Il 23 gennaio 1264 il re emise il verdetto, conosciuto come il dit d'Amiens (la "decisione" d'Amiens), in cui ratificò la bolla papale con cui erano state annullate le disposizioni di Oxford e dichiarò, da fermo sostenitore delle prerogative reali, che Enrico Plantageneto doveva recuperare la piena sovranità sul suo popolo. L'arbitrato venne quindi considerato come un giudizio reso dal re francese in quanto signore del re d'Inghilterra e quindi come sovrano dei baroni inglesi, considerati suoi valvassori.

### L'ultima crociata e la morte

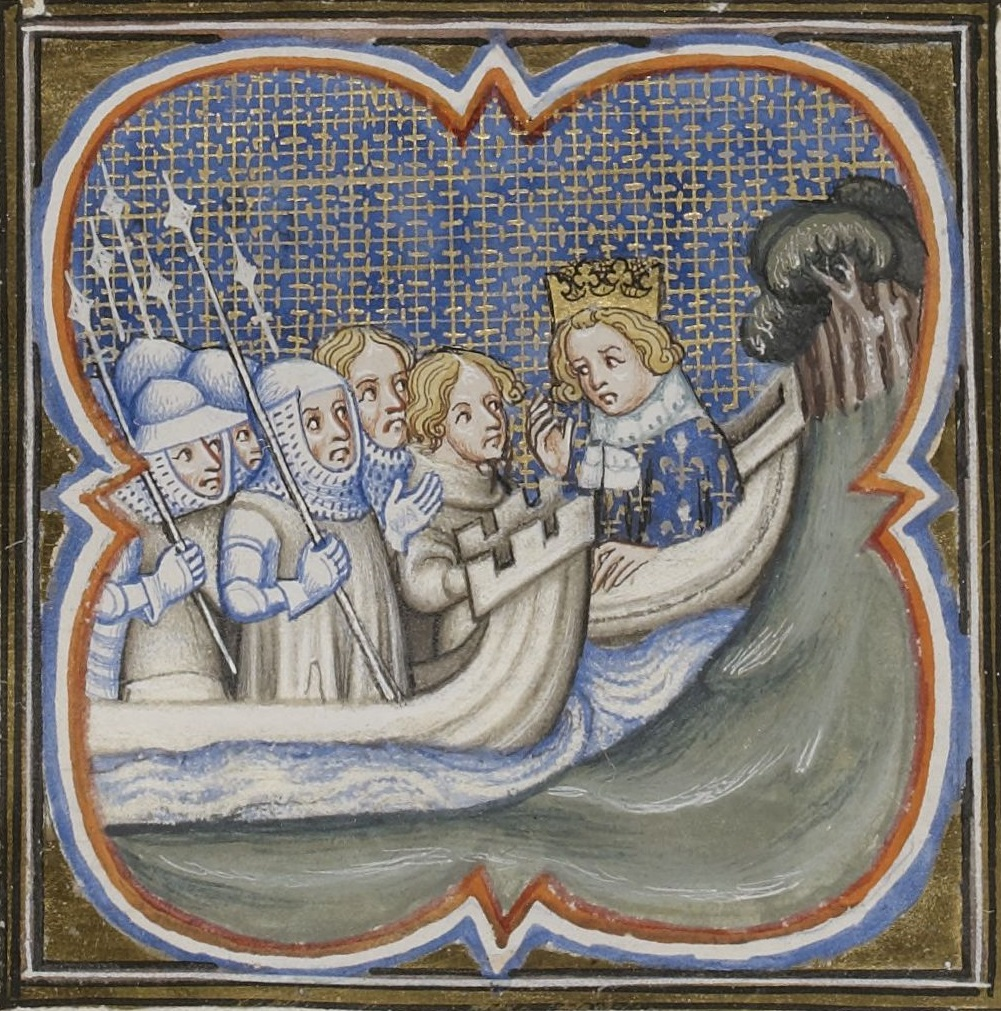
Partenza di Luigi IX per l'ultima crociata

Il fallimento della settima crociata, interpretato dal re come una punizione divina, influì molto su di lui. Nell'estate del 1266, annunciò segretamente a papa Clemente IV la volontà di prendere la croce per una seconda volta. Rese, quindi, pubblica la sua decisione a un'assemblea di prelati e baroni durante la festa dell'Annunciazione del 25 marzo 1267. Quindi, in un'altra riunione, il 9 febbraio 1268, comunicò che la partenza sarebbe stata fissata nel mese di maggio 1270. La sua decisione apparve a molti contemporanei, tra cui lo stesso Jean de Joinville (che decise di non partecipare), una scelta ormai anacronistica.
L'evoluzione della situazione militare e politica nel Mediterraneo orientale può spiegare questa decisione. Il fratello del re, Carlo d'Angiò, era diventato re di Sicilia e quindi l'isola poteva diventare una base operativa più sicura e più vicina a Cipro. Inoltre, Luigi IX sperava di convertire l'emiro hafside Muhammad I al-Mustansir e rendere l'Ifriqiya (l'attuale Tunisia) una base terrestre sicura per attaccare successivamente i mamelucchi d'Egitto. La preparazione di questa nuova impresa fu meticolosa come la precedente. Il finanziamento venne curato dalle città e dall'innalzamento dei decreti ecclesiastici, tuttavia i preliminari diplomatici ebbero meno successo rispetto alla crociata precedente: Clemente IV era nel frattempo morto, il periodo di sede vacante si era prolungato e quindi non vi era un papa, pertanto gli unici personaggi di rilievo che espressero la volontà di partecipare alla spedizione furono, oltre allo stesso re, il principe Edoardo I d'Inghilterra e il re Giacomo I d'Aragona, ma quest'ultimo rinunciò dopo che la sua flotta venne decimata da una tempesta.

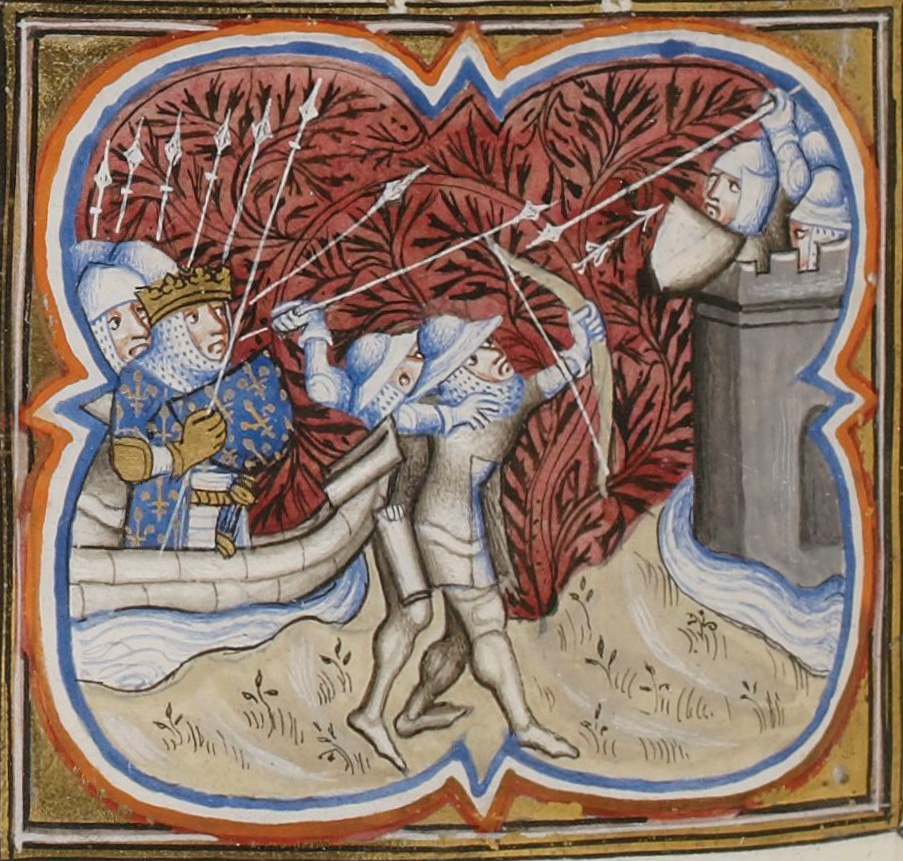
L'assedio di Tunisi

Il 14 marzo 1270 Luigi andò nuovamente a prendere il bastone del pellegrino e l'Orifiamma a Saint-Denis. Il giorno seguente si recò a piedi nudi dal suo palazzo sino a Notre-Dame, dove prese congedo dalla moglie. Dopo tappe nei vari santuari, il re e i suoi figli arrivarono ad Aigues-Mortes e si unirono a Tebaldo II di Navarra e altri crociati. Nell'attesa dell'arrivo delle navi, scoppiò una battaglia tra francesi e catalani che provocò un centinaio di morti. Alla fine, Luigi poté salpare il 2 luglio 1270, un mese dopo la data preventivata, a bordo della nave La Montjoie. Dopo una breve sosta in Sardegna i crociati sbarcarono a La Goletta, vicino a Tunisi. Il sultano, che in realtà non aveva alcuna intenzione di convertirsi, aveva preparato la sua città per sostenere un assedio e attaccò i cristiani appena sbarcati. Re Luigi decise di prendere d'assalto l'insediamento di Cartagine per acquartierare i suoi uomini in sicurezza in attesa di rinforzi provenienti dal fratello Carlo. I crociati conquistarono facilmente la città ma, ancora una volta, andarono incontro a un'epidemia di dissenteria o di tifo, che risultò fatale per molti uomini, tra cui il principe Giovanni Tristano di Valois; lo stesso re trovò la morte il 25 agosto 1270, all'età di 56 anni dopo più di 43 anni di regno. Sul letto di morte, il sovrano crociato ricevette l'estrema unzione e chiese, come segno di umiltà, di essere poggiato su un letto di ceneri e pronunciò le parole «Gerusalemme! Gerusalemme!» Con la dipartita del re il fratello Carlo d'Angiò, arrivato nel frattempo a Tunisi, decise per il ritiro immediato dell'esercito cristiano.

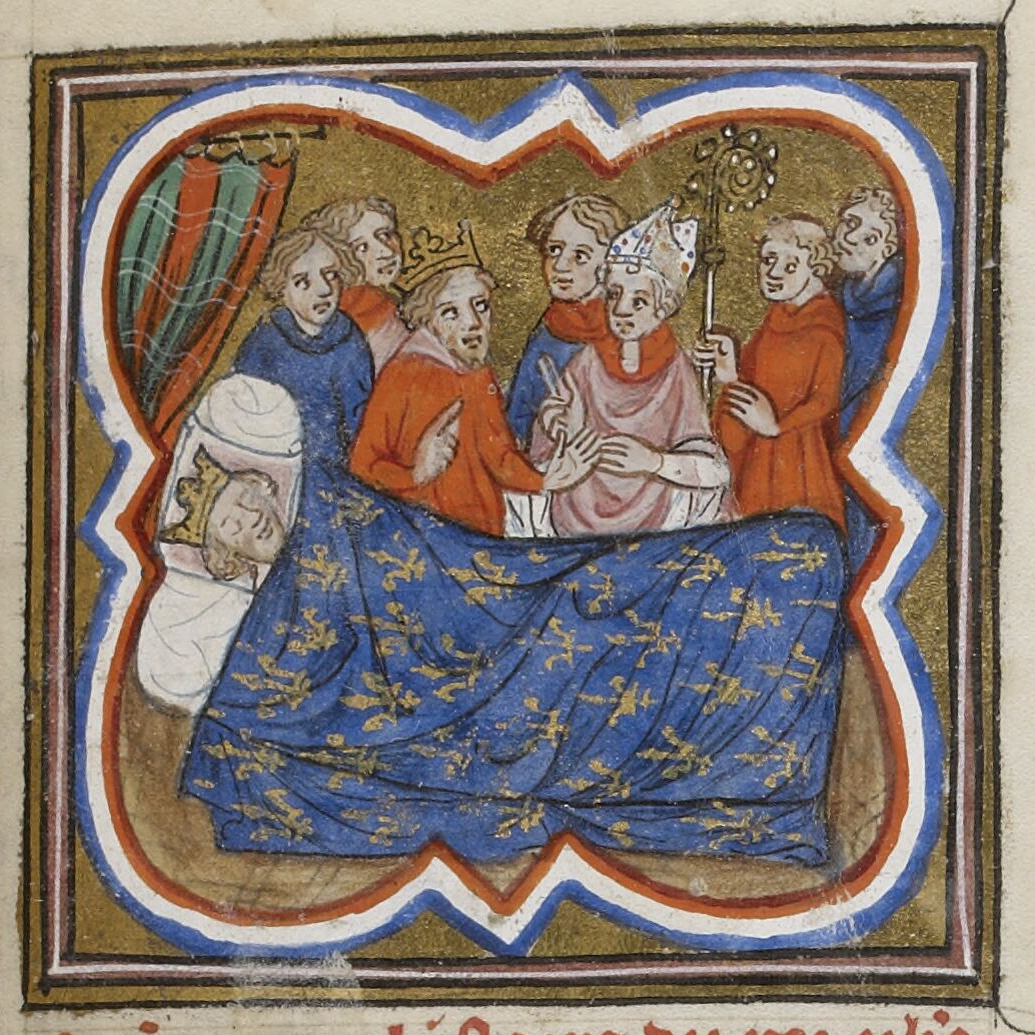
La morte di Luigi IX di Francia

Uno studio condotto nel 2015 dal paleopatologo Philippe Charlier sulle reliquie attribuite al re e disperse durante la sua canonizzazione, ipotizzò che abbia sofferto di scorbuto e sia morto di schistosomiasi. Uno studio del 2019 confermò lo scorbuto come una delle cause primarie più probabili del decesso.

## Dopo la morte del re

### Le spoglie reali

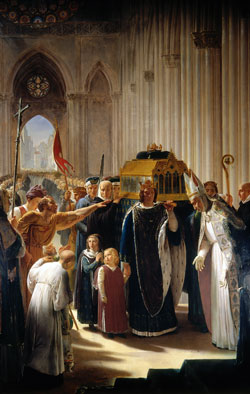
Filippo III trasporta a Saint-Denis il corpo di san Luigi

Quando re Luigi morì, per non lasciare il suo corpo su una terra infedele lontana dal Regno di Francia e dal cristianesimo, il fratello Carlo d'Angiò cercò di acquisire il controllo dell'esercito a discapito di suo nipote, divenuto nel frattempo re Filippo III di Francia, che considerava troppo inesperto; nonostante ciò, quest'ultimo riuscì ad affermare immediatamente la sua autorità. Da allora in poi, il destino dei resti del defunto sovrano divenne una questione politica giocata tra il giovane successore e lo zio: Filippo voleva che le spoglie venissero rimpatriate in Francia al più presto mentre Carlo, facendone presente la vicinanza geografica, proponeva che fossero tumulate nel suo Regno di Sicilia. Alla fine venne concordata una ripartizione: i visceri sarebbero stati consegnati a Carlo, che li avrebbe conservati nel Duomo di Monreale, mentre le ossa vennero traslate nella necropoli reale della basilica di Saint-Denis. Filippo, preoccupato di esporre il corpo del padre ai pericoli di un viaggio, per il rimpatrio volle aspettare fino a quando non fosse stato disponibile un gruppo di armati in grado di scortarlo. Il corpo venne, quindi, bollito e disossato attraverso la procedura del mos Teutonicus.
Il 30 ottobre gli armati francesi che scortavano il corpo del re firmarono un accordo con l'emiro di Tunisi per poi imbarcarsi, l'11 novembre successivo, e far ritorno in patria. Alla fine del lungo viaggio, in cui perì Tebaldo II di Navarra, giunsero a Parigi il 21 maggio 1271. La bara del defunto sovrano venne esposta nella Cattedrale di Notre-Dame mentre il funerale si svolse nella basilica di Saint-Denis il giorno successivo.

### La tomba

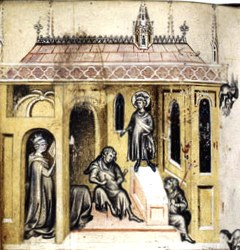
La tomba di san Luigi. Jean Pucelle, Libro delle ore di Giovanna d'Évreux, Metropolitan Museum of Art

Luigi IX aveva chiesto di essere seppellito in una tomba molto semplice, ma già nel 1274 la sua sepoltura era ben più elaborata della lastra originale con una struttura in legno. Nel 1282 questa seconda tomba lasciò il posto a una terza, in gran parte decorata con oro e argento, probabilmente simile a quelle in cui riposavano le spoglie dei predecessori Filippo Augusto e Luigi VIII. Scomparsa intorno al 1420, senza dubbio distrutta e dispersa dagli eserciti inglesi di Enrico V d'Inghilterra o del duca di Bedford durante le fasi finali della guerra dei cent'anni, le sue fattezze rimangono incerte. Una miniatura presente su un documento conservato al Walters Art Museum di Baltimora, mostra una figura sdraiata, mentre quelle presenti sul manoscritto di Guillaume de Saint-Pathus e sul Libro delle ore di Giovanna d'Évreux conservati al Metropolitan Museum of Art di New York raffigurano una figura in piedi.

## Un re riformatore
Vissuto tra il regno di suo nonno Filippo Augusto e quello di suo nipote Filippo il Bello, Luigi IX il Santo è stato il re che ha trasformato la Francia da una monarchia feudale a una monarchia moderna, non più basata sui rapporti personali del re con i suoi vassalli, ma sui rapporti del re come capo della Corona con i suoi "soggetti". Questa transizione verso uno Stato moderno avvenne, secondo lo storico Jacques Le Goff, in forme transitorie, graduali, evitando qualsiasi trauma istituzionale.

### Riforme giudiziarie

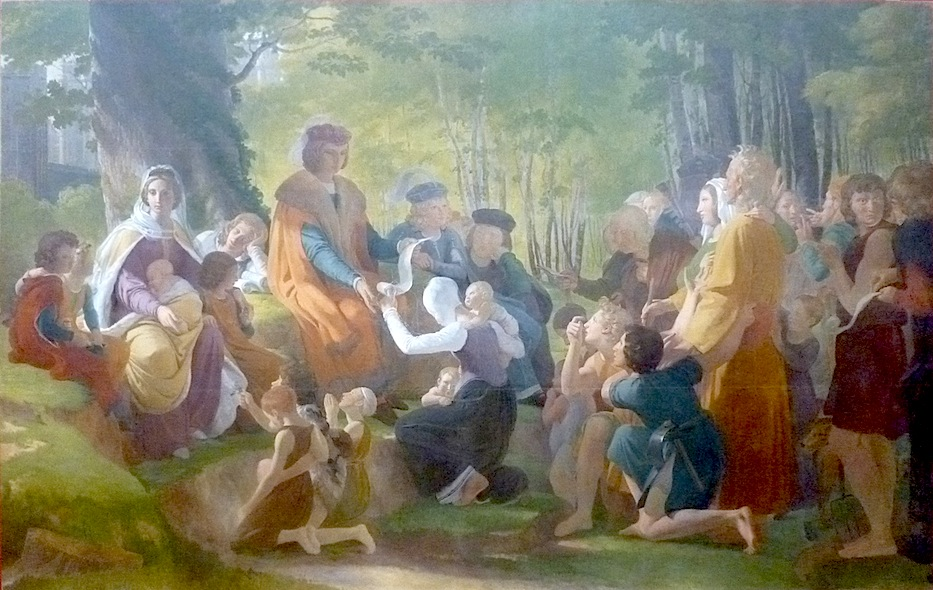
San Luigi rende giustizia sotto la quercia di Vincennes, Pierre-Narcisse Guérin, 1816

Nell'ordinanza reale del 1245, il re istituì la "quarantine-le-roi", con la quale veniva disposta una tregua di almeno quaranta giorni dalla data in cui sorgeva una controversia tra due parti, al fine di limitare le guerre private. Pertanto fu vietata qualsiasi vendetta fino alla scadenza del periodo, consentendo una possibile pacificazione o, perlomeno, un attenuarsi delle tensioni.
Nel 1247 Luigi inviò investigatori reali a informarlo dello stato del Paese e a sovrintendere ai tribunali, all'amministrazione, alla fiscalità e all'esercito. Nel Regno di Francia vennero introdotti anche balivi e preposti; questi ultimi cessarono di essere ispettori itineranti divenendo amministratori nominati e pagati dal monarca, che esercitavano le proprie funzioni in una ventina di circoscrizioni distinte in cui era stato diviso il regno. Assunti dalla nobiltà locale o dalla borghesia, questi ufficiali furono costretti a rispettare rigide regole, stabilite con un'ordinanza del 1254. Gli ufficiali reali venivano anche controllati da ispettori che ne garantivano i limiti giurisdizionali e trasmettevano per iscritto tutti i reclami alla corte reale, la quale a sua volta iniziò a dividersi in sezioni: il Consiglio, che si occupava dei casi politici, la Curia in parlamento, che divenne in seguito il Parlamento, e la Curia in compotis, precursore della Corte dei conti, che si installò nella Torre del Tempio.
A dicembre del 1254 il re francese promulgò la "Grande Ordinanza", detta anche "statutum generale" o "statuta sancti Ludovici" o "istituzione del re", con cui tentò di riformare profondamente il governo. Con tali disposizioni, infatti, si accorparono diversi testi promulgati tra il luglio e il dicembre dello stesso anno, la maggior parte dei quali abolì le misure prese dai siniscalchi reali, in violazione delle antiche usanze locali. Questi testi, inoltre, ordinavano agli ufficiali reali di rendere giustizia senza distinzione e di rifiutare qualsiasi dono per sé stessi o la propria famiglia. A essi non era consentito revocare alcuna sanzione senza processo, dovevano presupporre l'innocenza di qualsiasi accusato che non fosse ancora stato condannato, ed ebbero il divieto di impedire il trasporto del grano, una misura intesa a combattere le carestie. Inoltre in dicembre Luigi aggiunse una serie di norme morali, contro la blasfemia, il gioco d'azzardo, l'usura e il divieto per gli ufficiali reali di frequentare bordelli e taverne. Al fine di condurre i sudditi verso la salvezza, il re proibì la prostituzione, prevedette punizioni per la volgarità, mise al bando i giochi di dadi, nonché gli scacchi, la dama e il backgammon. Infine, le taverne vennero riservate ai viaggiatori e vietate alla popolazione.
La "Grande Ordinanza" fu ripetuta nel 1256 con diverse differenze rispetto alla precedente, trasformando le istruzioni per gli ufficiali giudiziari in un'ordinanza generale da applicarsi a tutto il regno. Con questa, Luigi rimosse ogni riferimento all'uso della tortura e ritornò a un severo divieto della prostituzione. Fu stabilito che dovessero essere rispettati i diritti delle donne circa le eredità e le doti: il sesso femminile era considerato debole e spettava alla giustizia reale proteggerlo. Il re santo rifiutò, per esempio, che una donna venisse punita per le colpe del marito. Nel 1261, in accordo con il Concilio Lateranense IV, una nuova ordinanza reale abolì l'ordalia: le prove del fuoco e dell'acqua da cui l'imputato doveva uscire incolume o i combattimenti in cui doveva vincere, furono sostituite da prove razionali o testimonianze.

### Riforme monetarie

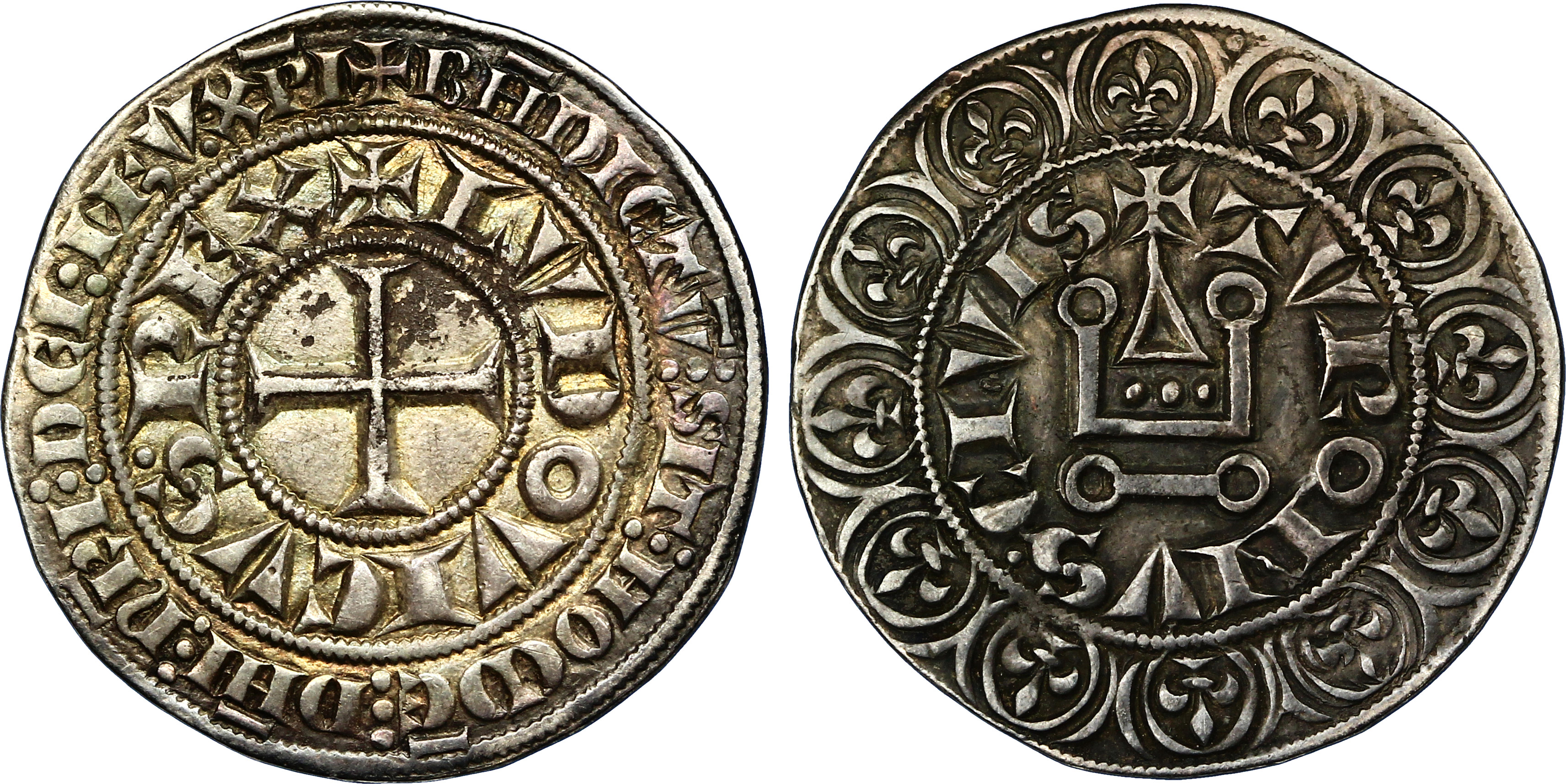
Grosso tornese, coniato durante il regno di Luigi IX

Alla fine del suo regno, tra il 1262 e il 1270, Luigi IX attuò importanti riforme monetarie in risposta allo sviluppo commerciale e alla diffusione dell'economia monetaria. I provvedimenti introdussero innanzitutto il divieto di contraffazione della moneta reale e la Corona si arrogò il monopolio di questa, con l'eccezione delle monete battute dai signori dietro specifica autorizzazione e riguardante esclusivamente il loro territorio. Pertanto, due ordinanze successive vietarono l'uso delle esterlins, la moneta inglese; la prima, pubblicata tra il 1262 e il 1265, richiese che le persone assoggettate all'autorità reale facessero promessa di non utilizzare tale moneta, quella del 1265 fissò a metà agosto dell'anno successivo il termine per la loro circolazione.
Nel 1265 una nuova ordinanza riprese quella del 1262 e confermò il privilegio della moneta reale di circolare in tutto il regno, ma autorizzò anche alcune valute regionali. Nel luglio 1266 un'ulteriore ordinanza decretò la ripresa della coniazione di livre parisis a nuove condizioni di peso e contenuto di metallo raffinato, nonché la coniazione del grosso tornese. Infine, tra il 1266 e il 1270, un'altra ordinanza dette origine allo scudo. La livre parisis e lo scudo d'oro si rivelarono dei fallimenti, ma il grosso tornese fu un successo, sia in Francia sia sul mercato internazionale, tanto che continuò a circolare fino al XIV secolo.

### La regolamentazione della prostituzione
Nel Medioevo, solitamente, i responsabili dell'ordine pubblico, sia laici sia ecclesiastici, consideravano la pratica della prostituzione come un male minore; vi furono persino bordelli di proprietà di monasteri o di capitoli. Ma al suo ritorno dalla Terra santa, il re si impegnò a ripristinare l'ordine morale nel regno vietando con un'ordinanza del 1254 integralmente il meretricio e obbligando tutte le donne e le ragazze coinvolte a rinunciare a praticarlo. Le prostitute vennero, dunque, espulse dalle città, lontano da chiese e cimiteri, e chiunque avesse messo loro a disposizione una casa si sarebbe visto confiscare un anno di affitto. Se, dopo un primo avvertimento, le prostitute avessero continuato l'attività, l'ordinanza prevedeva che i loro vestiti venissero confiscati e la loro casa sequestrata e venduta a beneficio del fisco. In caso di ulteriore recidiva, era previsto il bando dalle città, dai villaggi e, in taluni casi, anche dal regno. Allo stesso tempo, il re stanziò dal tesoro reale i fondi necessari per consentire al convento delle Figlie di Dio, appositamente destinato all'accoglienza delle ragazze pentite, di ricevere duecento donne in più.
L'esperienza, tuttavia, dimostrò al sovrano quanto l'ordinanza fosse inutile. Messe al bando, le prostitute cambiarono il loro aspetto per assomigliare a quello delle "donne oneste", esponendo queste ai commenti dei libertini. Nel 1256, con una seconda ordinanza che in qualche modo revocò la prima, il re permise alle meretrici di esercitare, ma esclusivamente al di fuori dalle mura delle città e distanti dai luoghi di culto. Sorsero così postriboli lontano dalle abitazioni private e costretti a chiudere alle sei di sera. Secondo lo storico Jacques Le Goff questo fu «un abbozzo di ghetto per la prostituzione».

## Un re costruttore e mecenate
Durante il regno di Luigi IX l'architettura religiosa visse un periodo di grande fermento: le grandi cattedrali francesi erano in costruzione o erano state appena completate o si trovavano sottoposte a importanti modifiche. Il re ebbe così la possibilità di contribuire alla costruzione delle cattedrali di Chartres, di Amiens, di Reims, di Rouen, di Beauvais, di Auxerre e di Notre-Dame. Il re finanziò e ordinò anche l'edificazione di numerosi conventi, chiese e abbazie, ma il suo ruolo in questo è poco noto.
Secondo lo storico dell'arte Robert Branner, sotto l'influenza di Luigi IX l'architettura parigina si trasformò in uno stile sofisticato chiamato "stile curiale". Parigi divenne pertanto una capitale artistica con un'architettura elegante e laboratori in cui si producevano manoscritti miniati, oggetti d'avorio, ricami, arazzi, gioielli, pietre preziose e oggetti liturgici. Oltre all'architettura civile, il re promosse anche quella militare; ad esempio sostenne la costruzione dei bastioni di Aigues-Mortes e di Giaffa e la realizzazione del castello di Tours.

### Edifici sacri

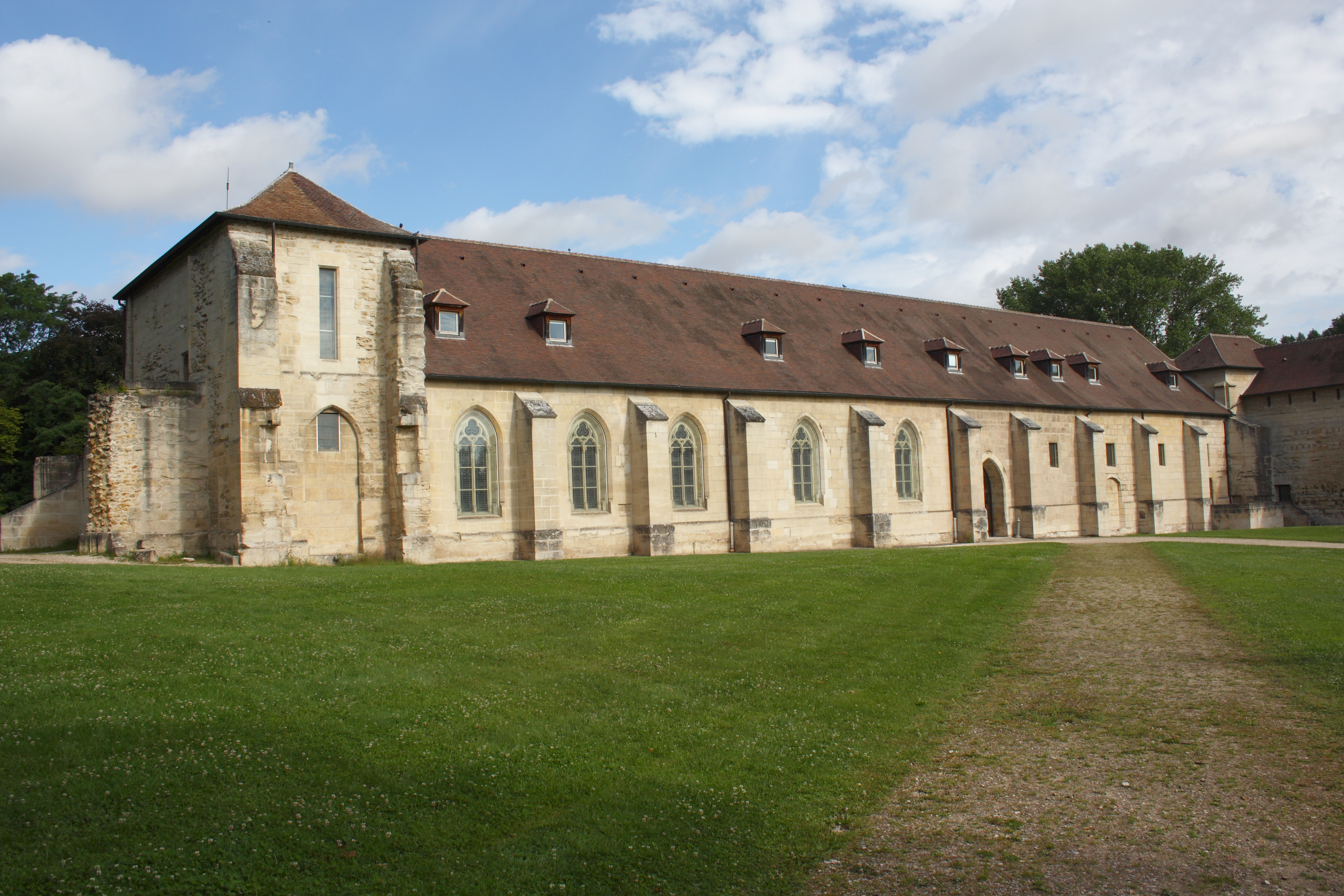
L'abbazia di Maubuisson, edificata su volere di Luigi IX

Re Luigi VIII, nelle sue volontà testamentarie, aveva deciso di destinare un'ingente somma per fondare un monastero vicino a Parigi. Per adempiere a tale disposizione, il figlio Luigi IX scelse un posto vicino ad Asnières-sur-Oise, dove aveva risieduto insieme con la madre, procedendo quindi all'acquisto dei terreni che vennero ribattezzati "monte reale", a simboleggiare lo stretto legame tra la famiglia reale e la futura abbazia. Tra il 1229 e il 1234 il sovrano, consigliato dalla madre Bianca di Castiglia, fondò ufficialmente l'abbazia attribuendola all'ordine cistercense, contrariamente alle indicazioni del defunto monarca che voleva fosse affiliata ai canonici regolari della Congregazione di San Vittore.
La fondazione dell'abbazia di San Vittore, terminata nel 1235, dimostra l'emergente attrazione del re per gli ordini mendicanti, ai quali i cistercensi appartenevano. Fu anche un'opportunità per il giovane re di mostrare umiltà e penitenza: durante tutto il periodo in cui l'edificio rimase in costruzione, egli stesso controllò attentamente lo stato di avanzamento dei lavori e partecipò in maniera attiva al cantiere aiutando gli artigiani, arrivando perfino a trasportare personalmente le pietre e la malta.
Qualche anno dopo, nel 1241, Bianca di Castiglia fece costruire l'abbazia di Maubuisson nei pressi di Saint-Ouen-l'Aumône. A partire dal 1231, su richiesta del figlio, si eseguirono imponenti lavori presso la basilica di Saint-Denis; iniziato sotto l'abate Eudes Clément (1228-1245), il cantiere permise di collegare l'abside e il nartece della chiesa che era stata costruita da Sugerio al piano più grande del nuovo edificio. Nel 1267 il re inaugurò il nuovo complesso sepolcrale destinato a suggellare la continuità delle tre dinastie reali francesi.

### La Sorbona
Nel 1253 Luigi IX contribuì alla fondazione del collegio della Sorbona, dedicato ai maestri delle arti che studiavano la teologia, su richiesta di Robert de Sorbon, suo cappellano, confessore e amico. Come gli altri collegi dell'Università di Parigi, quello di Sorbon accoglieva i meno abbienti che disponevano di borse di studio così come studenti non residenti. Quando fu fondato, il collegio venne pensato per ospitare una ventina di persone. A tal fine, il sovrano donò alcune case in Rue Coupe-Gueule, di fronte all'Hôtel de Cluny, per alloggiare gli studenti. Robert de Sorbon, attraverso Guillaume de Chartres, acquisì rapidamente gli edifici che si affacciavano su questa strada tanto che, nel 1260, la maggior parte di essi gli apparteneva. Si trattò quindi di una raccolta sparsa di vari edifici, case e fienili, disposti intorno a un giardino. La grande semplicità dell'edificio venne mantenuta da de Sorbon che stabilì per i residenti una regola di vita austera e pia.

### Gli ospizi
Luigi IX fondò nei pressi della porte Saint-Honoré l'ospizio di Quinze-Vingts, allo scopo di ospitare i ciechi indigenti di Parigi. La data della sua costruzione rimane sconosciuta, ma un documento siglato il 23 luglio 1260 specifica che la fondazione fu completata nel mese di giugno. L'ospizio venne organizzato come una congregazione dotata di una dirigenza piuttosto "democratica" che ricorda quella degli ordini mendicanti. Dalla sua fondazione, l'ospizio beneficiò di numerosi privilegi concessi dalla corona e dalle autorità ecclesiastiche; in particolare egli concesse una rendita di 30 livre parisis, destinate a sfamare gli ospiti. In cambio, ogni residente doveva impegnarsi a pregare il più frequentemente possibile per il re, la regina, la famiglia reale e tutti i suoi benefattori.
Secondo la storica Zina Weygand, sostenendo i non vedenti, il re manifestò, per la prima volta nella storia, la responsabilità della monarchia nei confronti dei disabili ponendo la prima pietra miliare sul dovere da parte di uno Stato di occuparsi di un problema sociale, un dovere fino a quel momento lasciato interamente alla Chiesa e alla generosità individuale.
Intorno al 1248, il monarca fece restaurare l'Hôtel-Dieu da Eudes de Montreuil e incaricò la madre Bianca di Castiglia di sovrintendere ai lavori. Nello stesso periodo, partecipò alla fondazione dell'ospedale "Audriettes", destinato a ospitare le donne vedove e indigenti. Intorno al 1259, Luigi fondò l'Hôtel-Dieu a Pontoise e vi collocò inizialmente tredici monache agostiniane; la generosità delle suore verso i poveri e i malati attirò una tale folla che, nel 1261, il re ritenne necessario lasciare in eredità la propria casa di campagna e il parco di Pontoise per mantenere tutte le religiose necessarie. Spese anche 30 000 sterline per fondare l'Hôtel-Dieu a Vernon, in cui insediò venticinque suore.

### Le fortificazioni

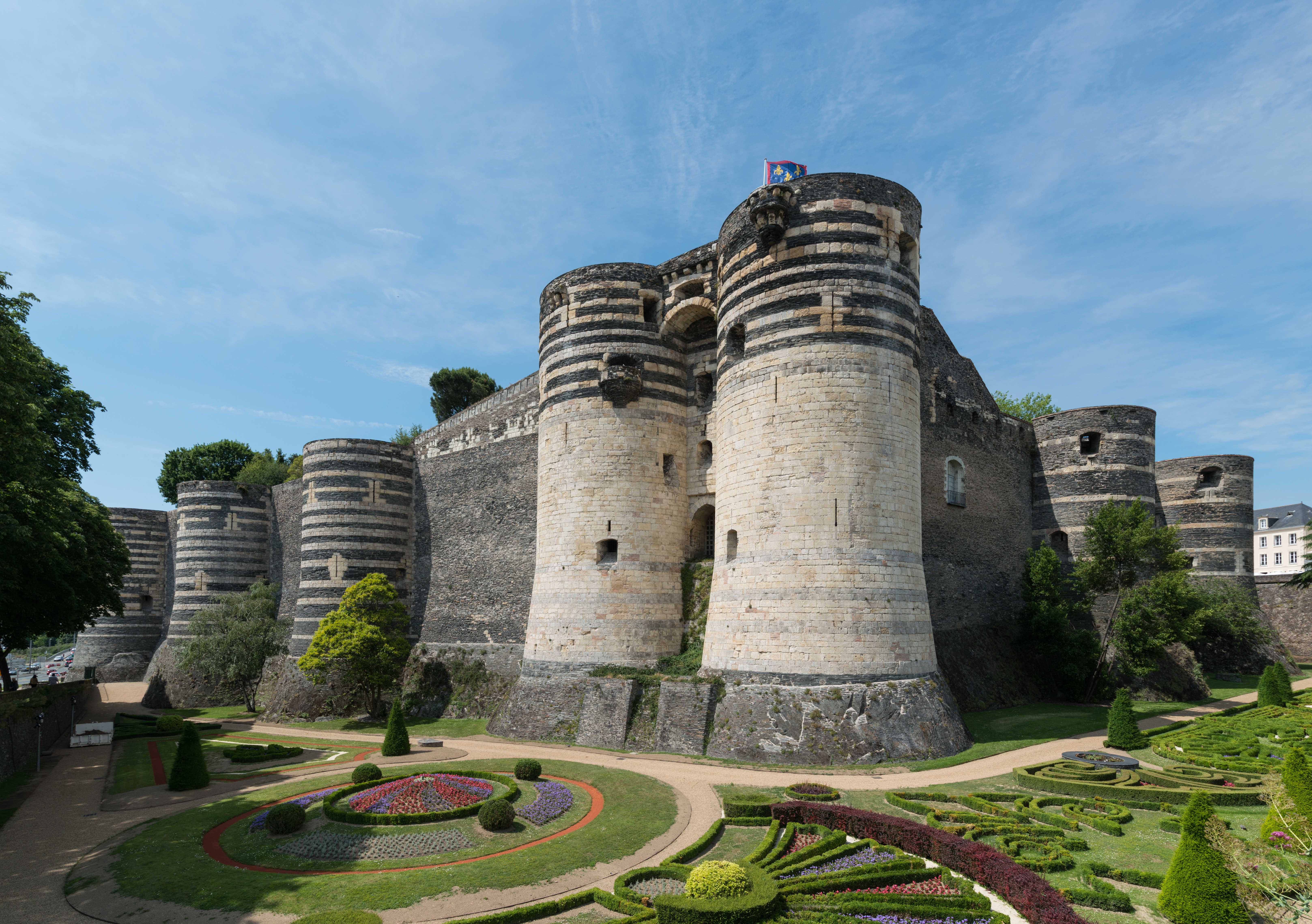
Castello di Angers

Agli inizi degli anni 1230, con l'annessione dell'Angiò al dominio reale, Bianca e Luigi fecero costruire il castello di Angers e ampliare le fortificazioni, in quanto la città era diventata zona di frontiera rispetto ai possedimenti inglesi.
Intorno al 1240, in vista della settima crociata, Luigi IX decise di fortificare Aigues-Mortes per renderla una base navale sicura e per disporre di un porto dove armare la flotta reale. Aigues-Mortes venne preferita a Narbona e Montpellier, nonché ai porti esterni come Marsiglia o Genova già utilizzate dai crociati ai tempi di Filippo Augusto. Aigues-Mortes diventò così l'inizio e la fine dell'iter hierosolymitanum ("la strada per Gerusalemme"). Secondo Le Goff, tale fortificazione rappresentò uno degli interventi urbanistici più vasti mai effettuati nella Francia medievale.
Nel 1250, liberato dalla prigionia in Egitto, il re arrivò a Giaffa insieme alla moglie. Rimase a Cesarea dal marzo 1251 al maggio dell'anno successivo e fece ricostruire le mura della città. Nel 1252 rinforzò anche i bastioni di Giaffa e fece realizzare un convento e una chiesa. Infine, innalzò o ampliò le fortificazioni di Ascalona, Sidone, Tiro e Acri; nel 1257, a quanto racconta Matteo Paris, promosse la realizzazione di diverse fortificazioni in Normandia.

## La religiosità del re

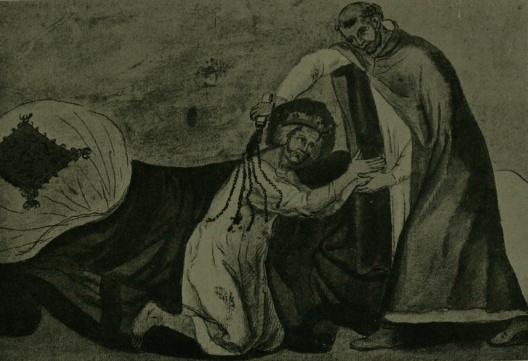
San Luigi IX si lascia frustare come penitenza

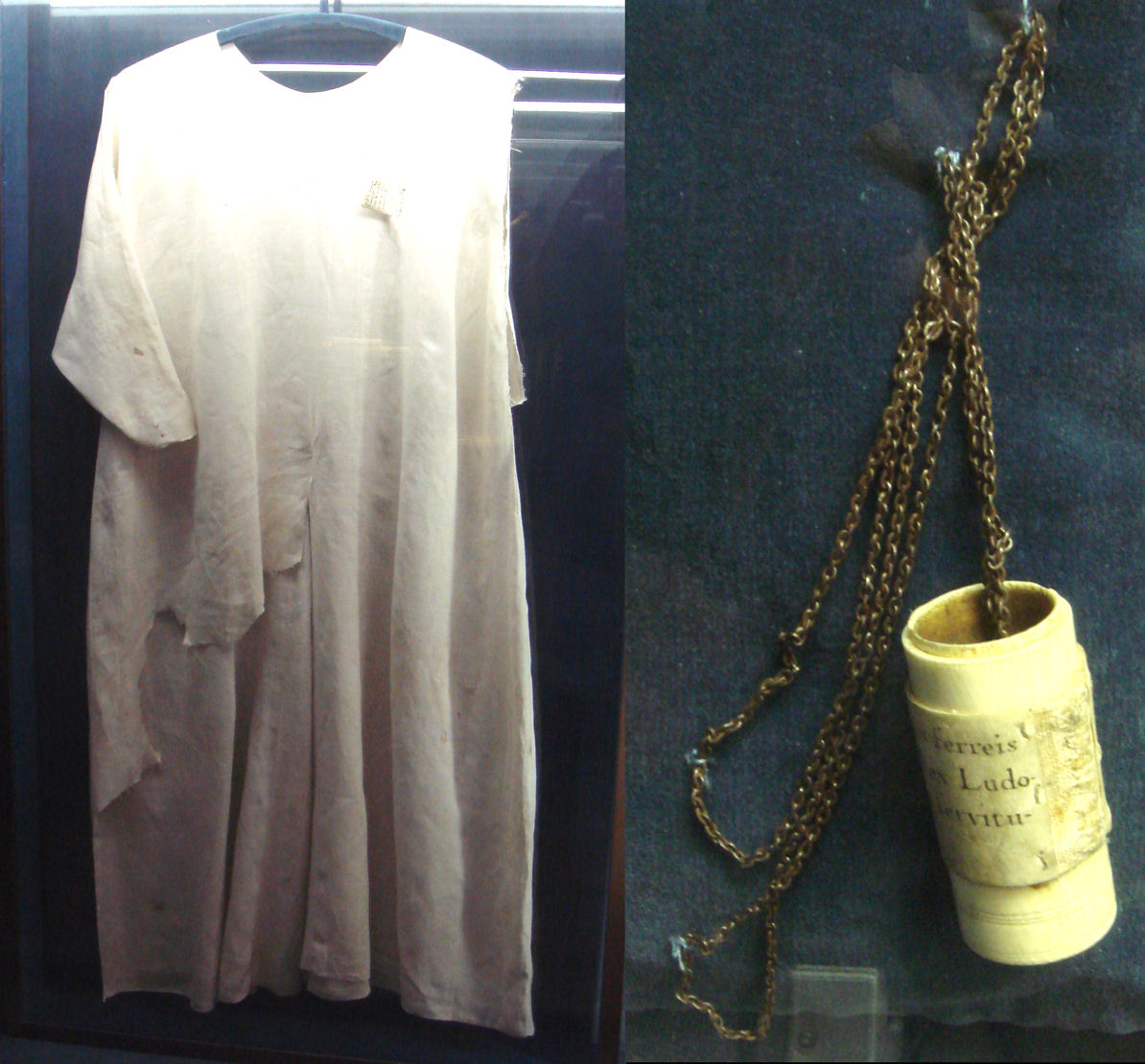
Cilicio e flagello di San Luigi IX. Tesoreria di Notre-Dame de Paris.

Anche al fine di ottenerne la canonizzazioni, molti biografi di Luigi IX hanno dato ampio spazio all'intensa e sincera religiosità del re, una religiosità di tipo "devozionale", secondo Le Goff, quella «di un laico che cerca di ottenere la sua salvezza personale soprattutto attraverso l'esercizio della sua funzione regale». Il re santo visse la sua fede abbracciando tutte le forme devozionali, dal culto delle reliquie, alla penitenza nel corpo (utilizzava, ad esempio, il cilicio e ricorreva a pratiche ascetiche) e nello spirito, partecipava assiduamente alle funzioni religiose e ai sacramenti, praticava la carità e supportava la Chiesa con una predilezione particolare per gli ordini mendicanti. Nelle sue funzioni di re cristiano non mancò di confrontarsi con l'ebraismo e con l'eresia catara, al tempo diffusa nel Regno di Francia.
Luigi scrisse e inviò gli Enseignements, o insegnamenti, a suo figlio, il futuro Filippo III. La lettera delineò come Filippo dovrebbe seguire l'esempio di Gesù Cristo per essere un leader morale. Si stima che la lettera sia stata scritta nel 1267, tre anni prima della morte di re Luigi.

### Venerazione delle reliquie
Per i cristiani il possesso delle reliquie era segno di grande devozione, nonché fonte di prestigio. Nel 1237 Baldovino II di Courtenay, imperatore latino di Costantinopoli, si recò in Francia per chiedere aiuto a suo nipote, Luigi IX, contro i Bizantini. Durante la sua permanenza, il sovrano apprese che i baroni latini di Costantinopoli, in difficoltà economiche, apparivano intenzionati a vendere la corona di Cristo.
Essendo la più preziosa delle reliquie custodite, Baldovino implorò Luigi e Bianca di evitare che questa cadesse in mani straniere; l'idea di acquisire la famosa reliquia riempì di gioia il re transalpino. Così, da Parigi, Baldovino II inviò un messaggero con una lettera in cui ordinava di consegnare la corona agli inviati del monarca, vale a dire due domenicani, Giacomo e Andrea, il primo dei quali priore dell'ordine dei Predicatori a Costantinopoli e quindi in grado di riconoscere l'autenticità della reliquia.
Quando gli inviati arrivarono a destinazione, appresero che il bisogno di denaro era diventato così urgente che i baroni lo avevano preso in prestito dai mercanti veneziani e avevano dato loro in pegno la corona di spine, con l'accordo che se non fosse stata riscattata prima della festa dei santi Gervasio e Protasio, il 18 giugno, sarebbe passata di diritto ai veneziani e trasportata nella città lagunare. Gli inviati di Baldovino iniziarono i negoziati con i veneziani, i quali accettarono di vendere la reliquia alla Francia a condizione che passasse attraverso Venezia.
Le trattative terminarono nel dicembre 1238 e, sebbene l'inverno fosse ostile alla navigazione e i greci avessero inviato galee in pattuglia per impossessarsi della reliquia, la corona arrivò in salvo a Venezia, dove fu esposta nella basilica di San Marco. Andrea rimase a sorvegliarla mentre Giacomo proseguì verso la Francia per annunciare la notizia a Luigi e Bianca; tornò poi a Venezia con l'enorme somma necessaria a perfezionare l'acquisto, il cui importo non è noto, accompagnato dagli uomini di Baldovino, garanti dell'operazione. Si svolsero quindi nuove trattative e i veneziani, che non osarono opporsi alla volontà del re di Francia, con riluttanza lasciarono partire la reliquia. Questa volta, il viaggio verso ovest avvenne via terra. Per garantire la sicurezza della delegazione, era stato approntato un salvacondotto imperiale di Federico II, la più alta garanzia giuridica del mondo cristiano.
Giunta la corona a Villeneuve-l'Archevêque, il re si precipitò a vederla, accompagnato dalla madre, dai fratelli, da Gauthier Cornu e da molti baroni e cavalieri. Il giorno successivo la reliquia venne trasportata via fiume sulla Yonne e sulla Senna a Vincennes dove la si espose su un grande ponteggio per essere vista da tutti i presenti. Quando la reliquia giunse nella capitale, venne portata dallo stesso Luigi e dal fratello Robert, a piedi nudi, seguiti da prelati, chierici, religiosi e cavalieri, anch'essi scalzi. Per breve tempo, la si collocò nella cattedrale di Notre-Dame per poi giungere finalmente nella cappella di Saint-Nicolas del palazzo reale. In seguito l'imperatore Baldovino, sempre bisognoso di denaro, vendette al re a caro prezzo altre reliquie della Passione di Gesù: nel 1241, la Francia acquisì gran parte della Vera Croce, la sacra spugna e il ferro della lancia sacra.

### La costruzione della Sainte-Chapelle

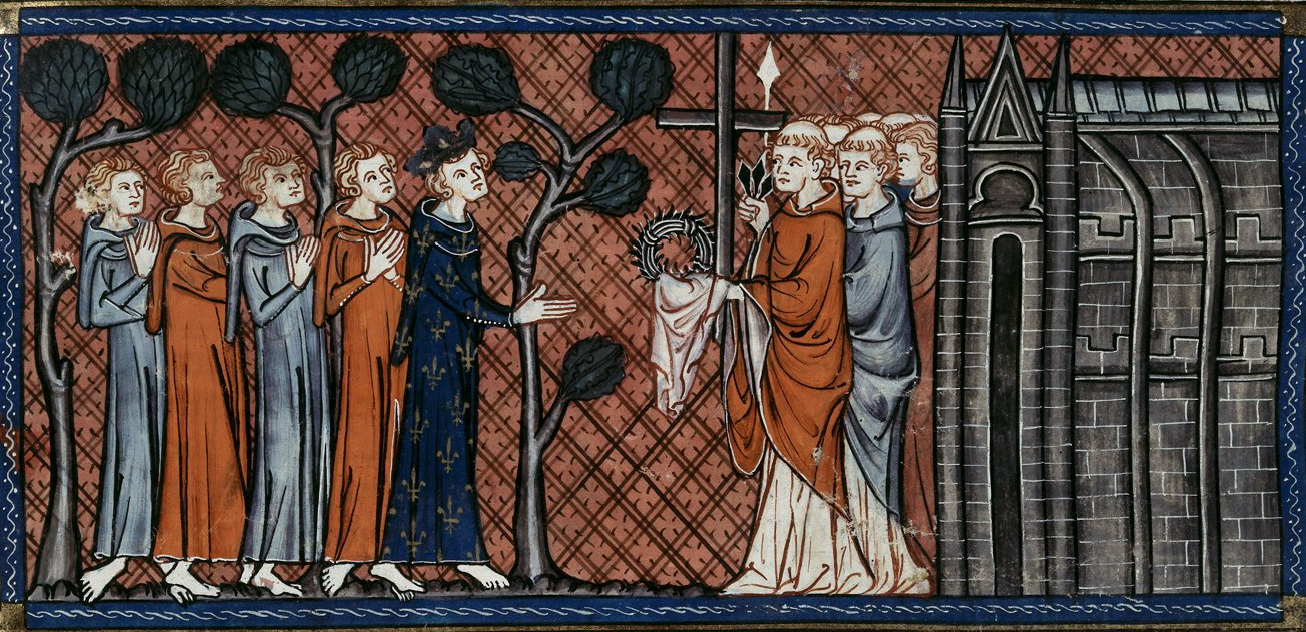
Luigi IX riceve le sacre reliquie, Chroniques de Saint-Denis

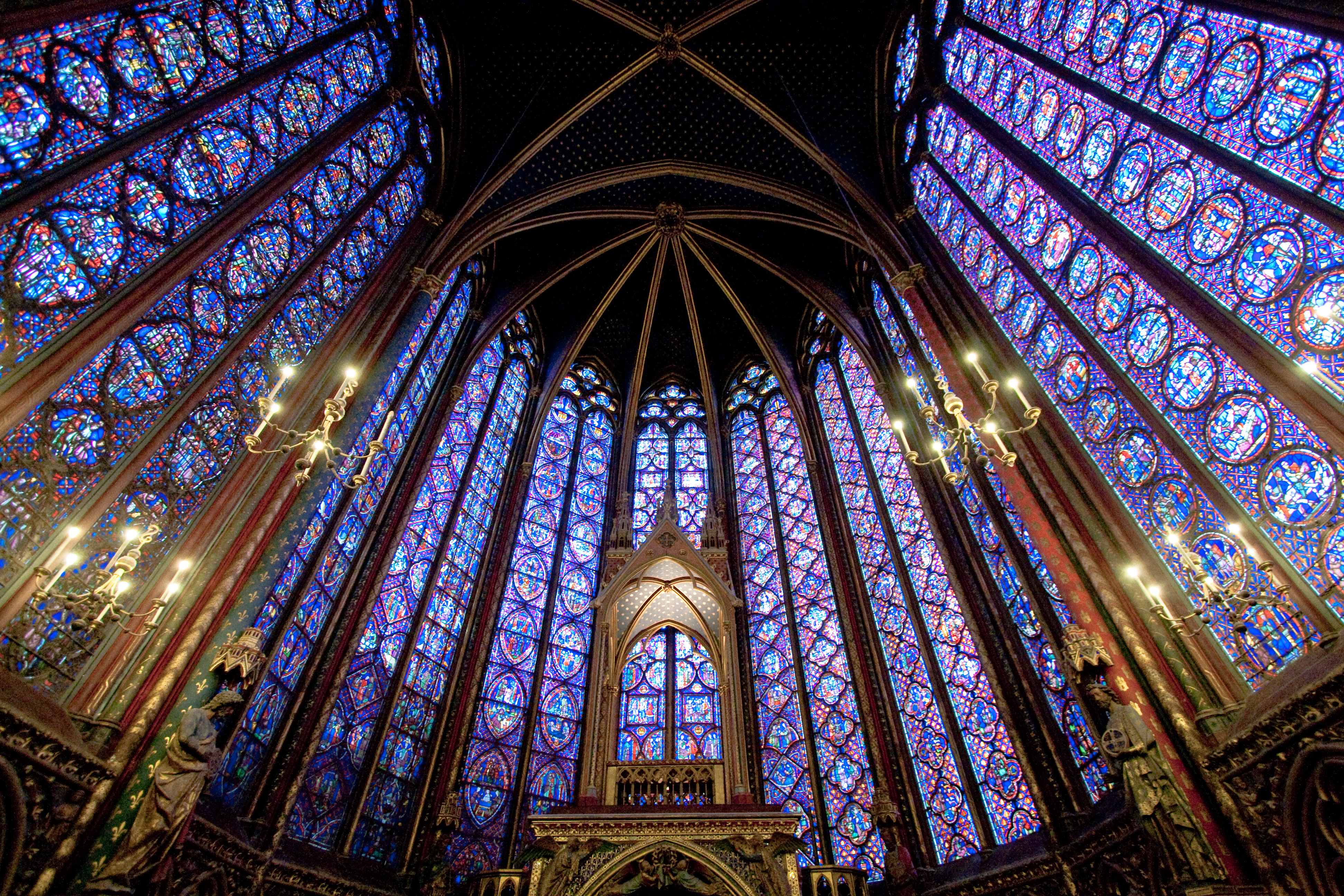
Interno della Sainte-Chapelle

Ben presto Luigi decise che la cappella di Saint-Nicolas fosse troppo modesta per le pregiate reliquie che aveva appena acquisito e quindi dette ordine di erigere un nuovo edificio che, secondo Louis Grodecki, servisse come reliquiario monumentale e santuario reale. Secondo quanto suggerisce Jean-Michel Leniaud, la scelta di costruire la Sainte-Chapelle nel palazzo reale non apparì scontata: questo servì per affermare il legame tra il re e la sacralità, così come era d'uso per gli imperatori bizantini e germanici. La vicinanza ebbe anche una valenza giudiziaria in quanto fu sulle reliquie che, da quel momento, i vassalli giuravano fedeltà ai signori. In effetti, secondo Jacques Le Goff, Luigi IX non perse occasione per associare la gloria del re a quella di Dio.

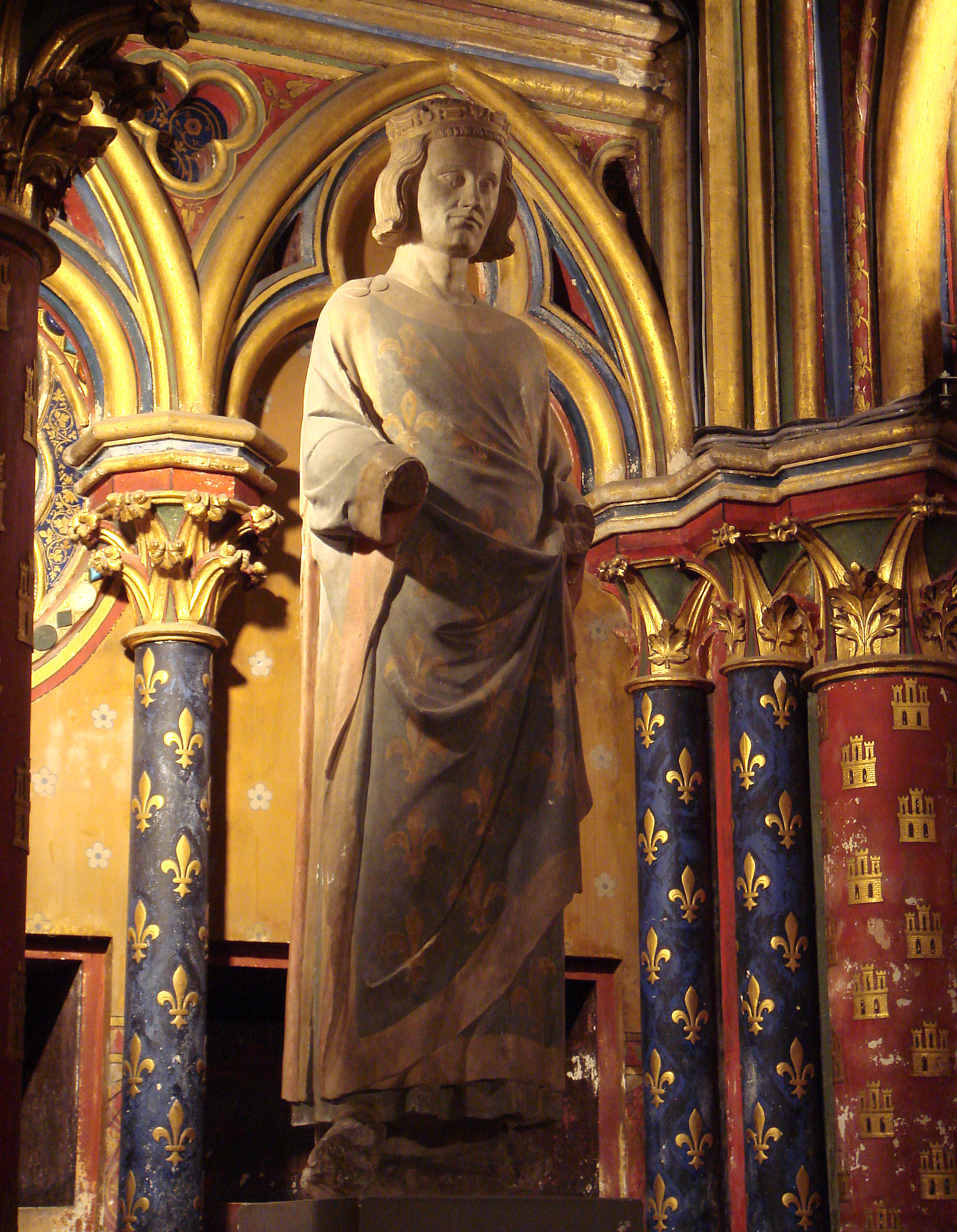
Statua di san Luigi all'interno della Sainte-Chapelle

L'architettura della Sainte-Chapelle fu ispirata da quella delle cappelle episcopali di Laon, Parigi, Noyon e in particolare dell'arcivescovado di Reims. Luigi IX volle poter disporre di un luogo di preghiera tranquillo, pertanto la cappella non fu progettata per accogliere folle di pellegrini: non dispone infatti né di un deambulatorio, né di una tribuna reale, poiché nei giorni ordinari solo il clero, la famiglia reale e i loro ospiti vi potevano accedere.
Nel maggio del 1243, papa Innocenzo IV concesse i privilegi alla futura cappella, mentre nel gennaio del 1246 il re fondò un collegio di canonici per assicurare la cura delle reliquie e la celebrazione delle funzioni. Il 26 aprile 1248, due mesi prima della partenza del re per la crociata, la Sainte-Chapelle venne inaugurata e consacrata da Eudes de Châteauroux e Philippe Berruyer. La costruzione della Sainte-Chapelle fu completata in tempi brevissimi (sembra una decina di anni) a un costo, secondo quanto stimato durante il processo di canonizzazione di san Luigi, di 40 000 tornesi. A quanto pare il re fu spesso presente sul cantiere e lavorò a stretto contatto con il suo architetto. Sui nomi dei progettisti della cappella gli storici sono divisi: secondo Le Goff non è possibile attribuirli con certezza, mentre altri, rifacendosi alla tradizione orale e a un manoscritto del XVI secolo conservato nella Biblioteca nazionale di Francia, indicano Pierre de Montreuil come architetto.

### Rapporti con l'eresia catara

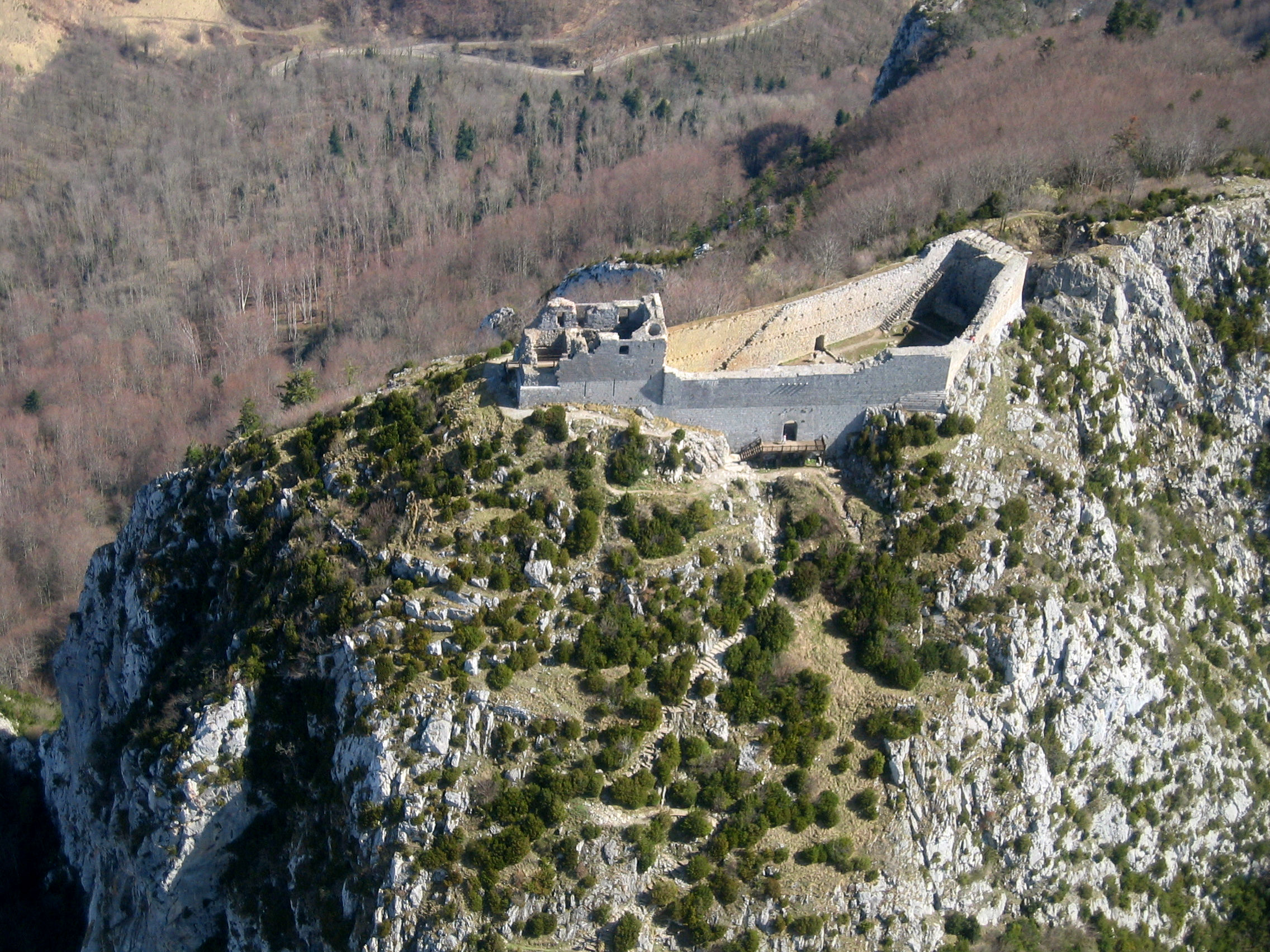
Resti del Castello di Montségur, uno dei più importanti della resistenza catara

La concezione di Luigi del ruolo reale come braccio secolare della Chiesa e protettore della fede lo portò, come i suoi antenati prima di lui, a intervenire contro coloro che venivano indicati come nemici del cattolicesimo. Anche se, dopo la morte di Luigi VIII, il trattato di Parigi del 12 aprile 1229 sembrava aver posto fine alla crociata contro gli Albigesi, quest'ultimi erano tuttavia ancora presenti, in particolare in Linguadoca e, seppur meno visibili e meno numerosi, in Lombardia e in Provenza.
Nel decidere in merito alle misure da adottare nei loro confronti, il re si dotò di un consiglio composto da inquisitori, appartenenti principalmente agli ordini mendicanti, e da eretici convertiti. La volontà di Luigi fu comunque quella di purificare il regno non con il fuoco, sebbene egli accettasse le sentenze di condanna al rogo, ma perlopiù con la conversione e, eventualmente, con le espulsioni.
Tuttavia, a seguito dell'assassinio degli inquisitori di Avignone, avvenuto il 20 maggio 1242 da parte di uomini della guarnigione di Montségur, Bianca di Castiglia e Luigi IX commissionarono il siniscalcato di Carcassonne e Pierre Amiel, arcivescovo di Narbona, per poi assediare il castello. Dopo diversi tentativi falliti, nel maggio del 1243, 6 000 uomini circondarono Montségur che resistette fino al 1º marzo dell'anno successivo, data in cui Pierre-Roger di Mirepoix ottenne una tregua di 15 giorni. Infine, il 16 marzo, la fortezza si arrese. Duecentoventi uomini e donne, che rifiutarono di rinnegare la propria fede, vennero condannati al rogo. Gli ultimi castelli catari, Quéribus e Niort-de-Sault, furono infine conquistati nel 1255.

### Rapporti con la comunità ebraica
Secondo Luigi IX, si scorgeva una sostanziale differenza tra l'ebraismo, che riteneva una vera religione, e l'eresia o l'islam, che considerava invece una parvenza di religione. Tuttavia, la sua posizione riguardo agli ebrei non risultò mai netta. In primo luogo, Luigi dovette osservare che essi erano sia dentro sia fuori dalla religione cristiana: non riconoscono Cristo, osservano un calendario liturgico e riti diversi, ma al contempo obbediscono all'Antico Testamento. Infine, il re era investito di due doveri in contrapposizione: doveva censurare la loro condotta considerata "perversa", poiché i suoi praticanti considerati deicidi, ma doveva anche proteggerli come minoranza. Agli ebrei Luigi impose di applicare sui vestiti la rouelle, un cerchio di stoffa giallo per essere immediatamente distinti, e proibì di uscire di casa nei giorni dell'anniversario della Passione di Cristo, e di esercitare un impiego pubblico.

#### Lotta contro l'usura

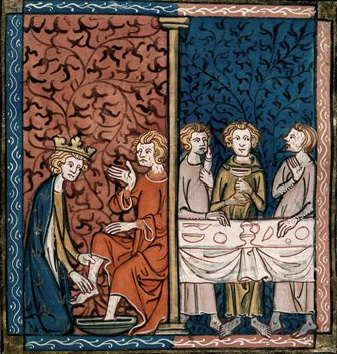
Luigi lava i piedi ai lebbrosi e sfama i poveri. La vita del re fu caratterizzata da un'intensa religiosità.

Mentre gli usurai cristiani si trovavano sotto la giurisdizione dei tribunali ecclesiastici, quelli di fede ebraica e gli stranieri dipendevano dal potere monarchico. Nel dicembre 1230, Bianca di Castiglia e i suoi consiglieri, in nome di Luigi, emanarono l'ordinanza di Melun, contenente le misure disposte da Filippo Augusto contro gli ebrei e l'usura. Con questa, ogni signore poteva, se lo desiderava, prendere semiti dei propri territori come servi e a essi venne proibito a praticare tassi usurai sui capitali prestati.
Nel 1234, con una nuova ordinanza, veniva condonato ai debitori cristiani un terzo del debito verso gli ebrei, proibita la loro reclusione nel caso di mancato pagamento, e si stabiliva che gli ebrei non potessero ricevere pagamenti se non a seguito di una dichiarazione da parte di testimoni affidabili. La "Grande Ordinanza" del 1254 comprendeva anche due passaggi sulla minoranza etnica: l'articolo 32 obbligava i semiti a cessare di praticare l'usura e gli incantesimi, mentre l'articolo 33 proibiva ai baroni e agli agenti reali di aiutarli a recuperare i loro debiti, ribadendo l'obbligo di condannare l'usura. Infine, venne vietata l'incarcerazione dei cristiani o la vendita delle loro proprietà per ripagarne i debiti con gli ebrei.
Nel 1247 i consiglieri di Luigi IX proposero di confiscare i proventi dell'usura degli ebrei per finanziare la settima crociata, ma il re rifiutò di utilizzare beni vergognosamente acquisiti allo scopo di sostenere un'azione così santa. Un'ordinanza del 1257 (o del 1258) nominò una commissione per correggere l'eccessiva applicazione delle misure prese in precedenza contro gli ebrei. Inoltre, le misure contro l'usura vennero estese a tutti e non solamente ai semiti, comunque considerati specialisti di tale pratica: un'ordinanza del 1268 espulse dal regno i banchieri lombardi, fiorentini, caorsini e tutti gli altri usurai stranieri.

#### La disputa di Parigi
L'abate Nicolas Donin, un ebreo convertitosi al cattolicesimo, invitò papa Gregorio IX a non mostrare tolleranza nei confronti del Talmud, uno dei testi sacri ebraici che riteneva contenere osservazioni offensive su Gesù Cristo e la Beata Vergine. Nel 1239 il pontefice indirizzò quindi una lettera con la quale chiedeva ai principi cristiani di requisire tutte le copie esistenti. A differenza di altri sovrani europei, Luigi e sua madre obbedirono e, a partire dal 3 marzo 1240, diedero il via alle confische.
D'altra parte Luigi, preoccupato di mantenere una certa obiettività, volle che si tenesse un approfondito dibattito per giudicare se il libro contenesse o meno insulti contro il cristianesimo. Nel marzo del 1240 fu quindi organizzato il "processo del Talmud" (o disputa di Parigi) e, sotto l'occhio vigile di Bianca di Castiglia e dell'intera corte, alcuni ecclesiastici incluso il vescovo di Parigi discussero con quattro rabbini scelti tra i più colti del regno, tra cui Yechiel di Parigi, il più celebre al tempo. Alla fine della disputa, sebbene l'arcivescovo Gauthier Cornu avesse contestato la sentenza, venne dichiarato che il Talmud fosse un libro infame e quindi dovesse essere bruciato. Il re procedette quindi a un rogo pubblico di ventidue carri di copie manoscritte. L'esecuzione della sentenza si svolse a Parigi, in Place de Grève, alla presenza delle scuole, delle università, del clero, dei preposti e del popolo. Il continuo avanti e indietro tra i conventi in cui erano stati depositati i libri e il luogo del rogo durò due giorni. Il 9 maggio 1244, il nuovo papa, Innocenzo IV, si congratulò con il monarca per la sua azione e lo incoraggiò a continuare con le copie rimanenti. Così, nel 1244, ebbe luogo un secondo rogo pubblico, seguito da altri negli anni successivi.

### Rapporti con il mondo musulmano

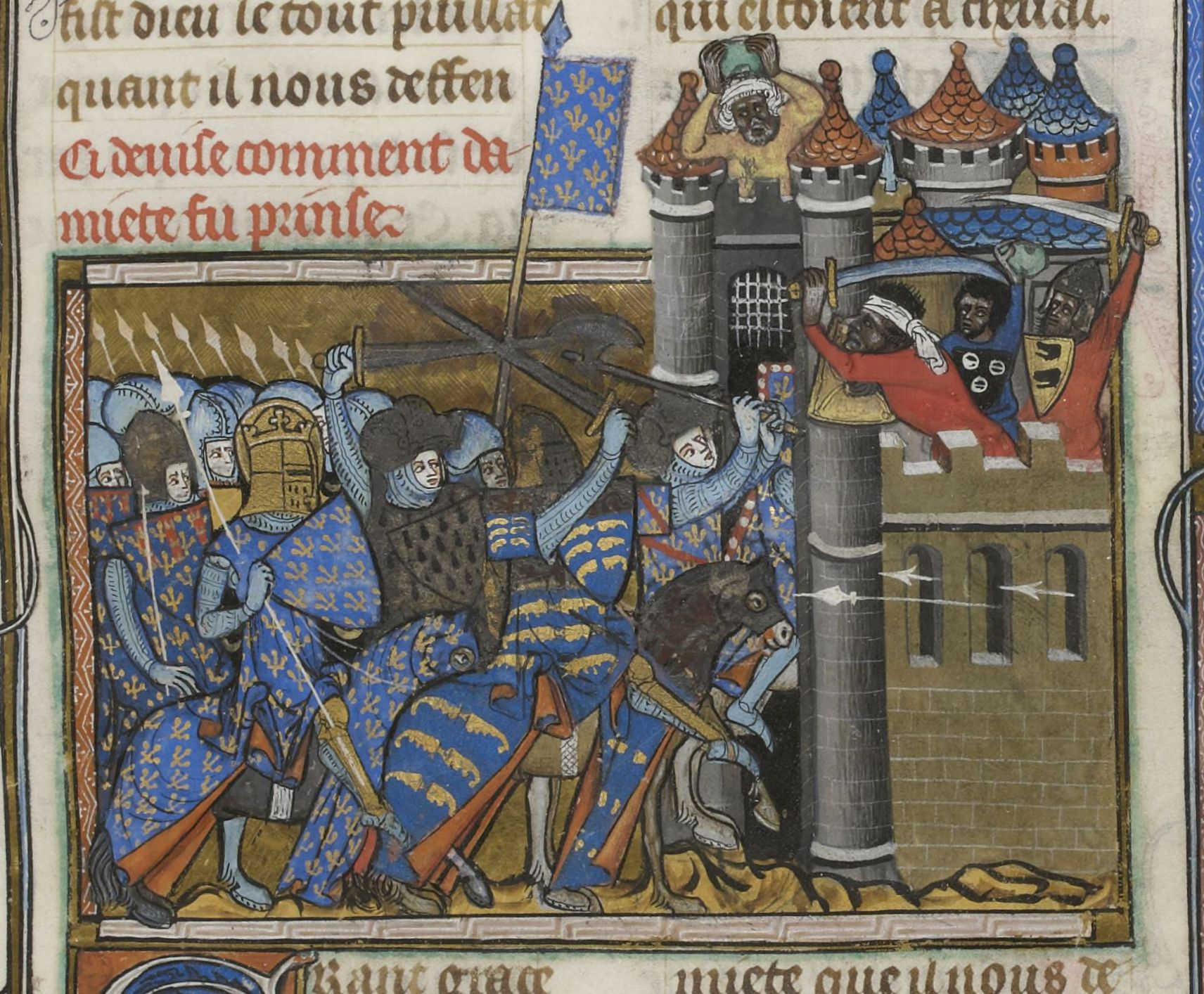
Luigi IX conduce 25000 crociati davanti a Damietta durante la settima crociata

Prima di confrontarsi direttamente con il mondo islamico, come sarebbe avvenuto per la prima volta con la cosiddetta settima crociata del 1248, Luigi riteneva che i musulmani fossero dei pagani senza una vera religione e si prefiggeva lo scopo di convertirli al cristianesimo; il suo fine ideale è quello di arrivare a una pace globale nel segno della cristianità. La crociata, per san Luigi, non è giusta solo dal punto di vista cristiano, ma addirittura doverosa per un fedele devoto. Una volta che ebbe modo di conoscerli più a fondo (dopo la dura sconfitta nella battaglia di Mansura venne fatto prigioniero dell'emiro ayyubide Fakhr al-Dīn ibn al-Shaykh), iniziò a provare una certa stima per loro, riconoscendo uno zelo religioso di cui non pensava, seppur rammaricandosi che essi fossero «affascinati da una dottrina falsa e ignobile propagandata da un mago», come riportano le cronache di Matteo Paris.
Pertanto, per lui i saraceni rimasero degli infedeli, termine con cui abitualmente si riferisce a loro, e non si fece condizionare dalla stima reciproca di cui godeva alla corte del sultano, quando partì per quella che considerava il suo tentativo di rivincita, passato alla storia come ottava crociata, ma che invece gli costò la vita in un accampamento di Tunisi.

#### Tentativo di conversione dei mongoli

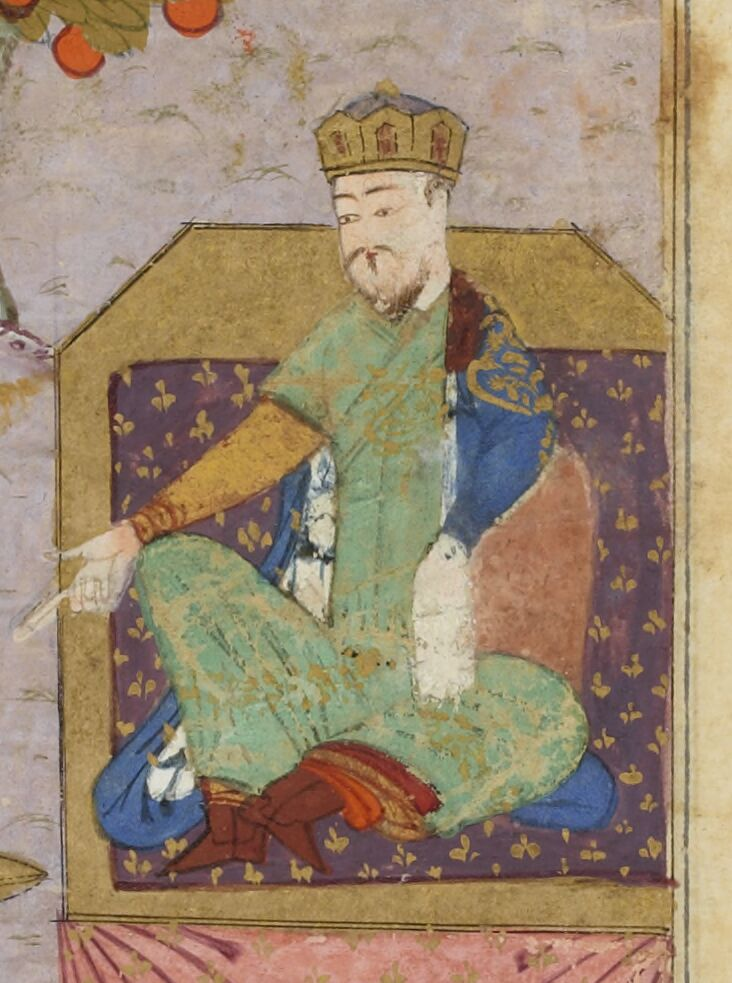
Il gran Khan Güyük, in una miniatura persiana

A partire dal 1245, i cristiani maturarono la speranza di convertire il gran Khan al cristianesimo o, almeno, di portarlo ad allearsi con loro contro i musulmani. È a tal fine che papa Innocenzo IV inviò tre missioni alla ricerca del gran Khan Güyük. I domenicani André de Longjumeau e Ascelino di Lombardia partirono dalla Terra santa, mentre il francescano Giovanni da Pian del Carpine attraversò la Boemia, la Polonia e il Basso Volga. Luigi IX si interessò molto a queste spedizioni.
Nel 1248, mentre si trovava a Cipro per la crociata, il re venne avvicinato dagli inviati di Eljigide, un comandante mongolo con base in Armenia e Persia, i quali lo avvertirono che Güyük era pronto ad aiutarlo a conquistare la Terra santa e a liberare Gerusalemme dai Saraceni, suggerendogli infine di sbarcare in Egitto. Il re inviò quindi al gran Khan due predicatori in grado di parlare l'arabo, tra cui André de Longjumeau, nonché una lussuosa tenda scarlatta allestita come una cappella e contenente immagini che mostravano gli elementi essenziali della fede cristiana. Güyük, tuttavia, morì prima dell'arrivo dell'ambasciatore e la regina Oghul Qaïmich, da quel momento reggente, declinò educatamente l'offerta. Nel 1249 Luigi apprese che Khan Sartak si era convertito al cristianesimo e che era stato battezzato; gli inviò quindi il francescano Guglielmo di Rubruck, ma non in qualità di ambasciatore ufficiale per evitare ulteriori umiliazioni. In realtà Sartak non si era affatto convertito, ma in ogni caso concesse al francescano di recarsi dal nuovo gran Khan Munke, nel Karakorum. Nel 1255 Rubrouck fece ritorno a Cipro senza aver avuto successo.
Il 10 aprile 1262, Luigi ricevette una lettera da Hüleg con la quale chiedeva pace e aiuto, presentandosi come il distruttore delle perfide nazioni saracene, insistette sulla sua benevolenza verso i cristiani residenti nel suo impero e gli annunciò che li aveva liberati tutti dalla prigione o dalla schiavitù nei paesi che aveva conquistato. Non possedendo una flotta per attaccare l'Egitto, chiese al re francese di inviare la propria, promettendo di restituire il Regno di Gerusalemme ai cristiani. Tuttavia, in questa lettera, Hülegü, affermava la sua sovranità su tutto il mondo, causando imbarazzo nel re francese che si rifiutò di rispondere alla richiesta, perdendo definitivamente l'occasione di allearsi con l'Impero mongolo.

## Culto

### La canonizzazione
Considerato già un santo durante la sua vita, subito dopo la morte Luigi IX divenne oggetto di venerazione. A lui vennero attribuite capacità taumaturgiche: ritenuto in vita in grado di curare la scrofola (nome comune dell'epoca per l'adenite tubercolare), durante il passaggio delle sue spoglie mortali in Sicilia vennero riportati diversi miracoli. Immediatamente la Chiesa ne riconobbe due, poi altri due vennero registrati durante il passaggio del feretro nel Nord Italia, mentre un altro avvenne all'ingresso di Parigi, a Bonneuil-sur-Marne. Infine i miracoli si moltiplicarono quando i resti vennero posti a Saint-Denis al punto che dovette essere istituito un servizio d'ordine a presidio della tomba per convogliare le folle che si recavano a implorare la sua intercessione.

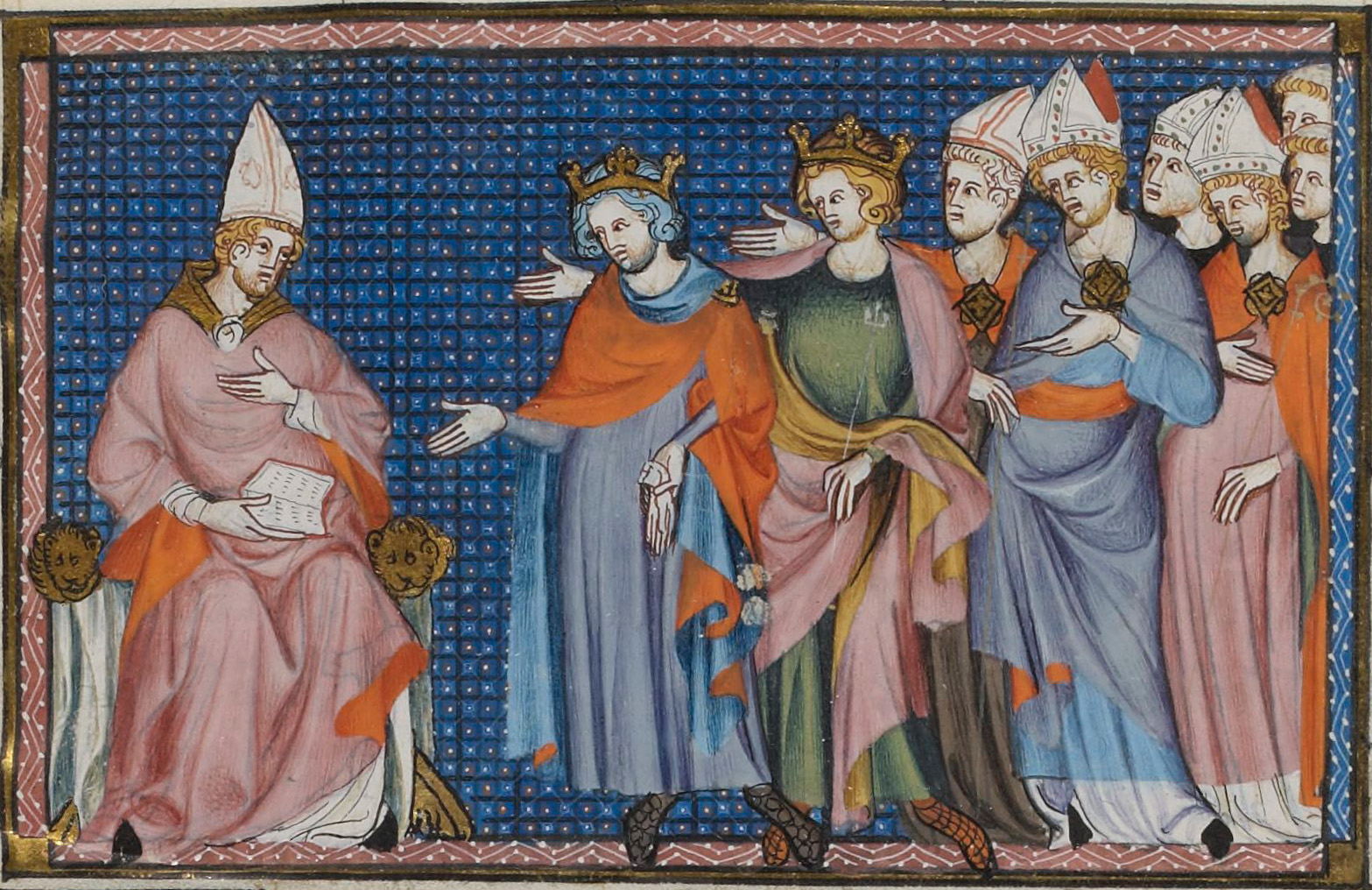
Canonizzazione di san Luigi

Quando re Luigi IX morì, la sede pontificia era vacante da molto tempo, ma il 1º settembre 1271 Tebaldo Visconti da Piacenza divenne papa con il nome di Gregorio X. Il suo primo atto pontificio, al ritorno dalla Terra santa il 4 marzo 1272, fu chiedere a Goffredo di Beaulieu, confessore del re, di fornirgli quante più informazioni possibili sul re, considerato un vero modello per tutti i principi cristiani. Goffredo quindi scrisse, in pochi mesi, una biografia, Vie de saint Louis, composta di cinquanta capitoli, con cui concludeva che Luigi IX fosse degno di essere canonizzato. Nel marzo 1274, Filippo III ricevette un'udienza dal papa a Lione con cui intendeva favorire l'apertura del procedimento, ma Gregorio si dimostrò più interessato all'apertura del Secondo concilio di Lione.
L'anno seguente in molti, tra cui la vox populi, la famiglia reale e la Chiesa di Francia (in particolare i cistercensi, i domenicani e i francescani), fecero pressioni per la canonizzazione del defunto re. Nel giugno del 1275 l'arcivescovo di Reims e i suoi suffraganei inviarono una lettera al papa esortandolo ad aprire il processo di canonizzazione; il mese seguente l'arcivescovo di Sens fece lo stesso, seguito dal priore dei domenicani di Francia. Il papa ordinò quindi a Simon de Brion, cardinale legato in Francia con un trascorso di consigliere reale, di indagare segretamente sulla vita del defunto sovrano. Il suo rapporto venne però considerato dal papa troppo raffazzonato e quindi insufficiente per una decisione definitiva. Gregorio X morì poco dopo, il 10 gennaio 1276, e in meno di un anno e mezzo gli succedettero ben tre papi: il papa Innocenzo V, il papa Adriano V e il papa Giovanni XXI.
Alla fine del 1277, il nuovo papa Niccolò III chiese a Filippo di Francia di fornirgli una documentazione esaustiva sui miracoli attribuiti a suo padre. Incaricato nuovamente Simon de Brion di eseguire ulteriori accertamenti, i risultati vennero inviati al papa, ma anche lui morì dopo un breve pontificato, il 22 agosto 1280. A succedergli fu lo stesso Simon de Brion, con il nome di Martino IV, che così diede un impulso decisivo al processo di canonizzazione. Tuttavia, nonostante il nuovo papa avesse assicurato ai prelati le sue intenzioni, egli espresse anche il desiderio di condurre il procedimento nella giusta forma e, il 23 dicembre 1281, affidò a Guillaume de Flavacourt, arcivescovo di Rouen, e ai vescovi di Auxerre e di Spoleto le indagini finali sulla vita, sugli usi e sui miracoli attribuiti a Luigi IX; chiese poi a loro di indagare sui miracoli che si raccontava accadessero a coloro che si recavano in pellegrinaggio sulla tomba del re. L'indagine, durante la quale vennero interrogati trecentotrenta testimoni riguardo ai miracoli e trentacinque per la vita, iniziò nel maggio del 1282 e finì nel marzo 1283. I risultati dell'indagine vennero, quindi, inviati a Roma; anche questa volta, però, non si non poté concludere il procedimento, poiché Martino si spense il 28 marzo 1285.

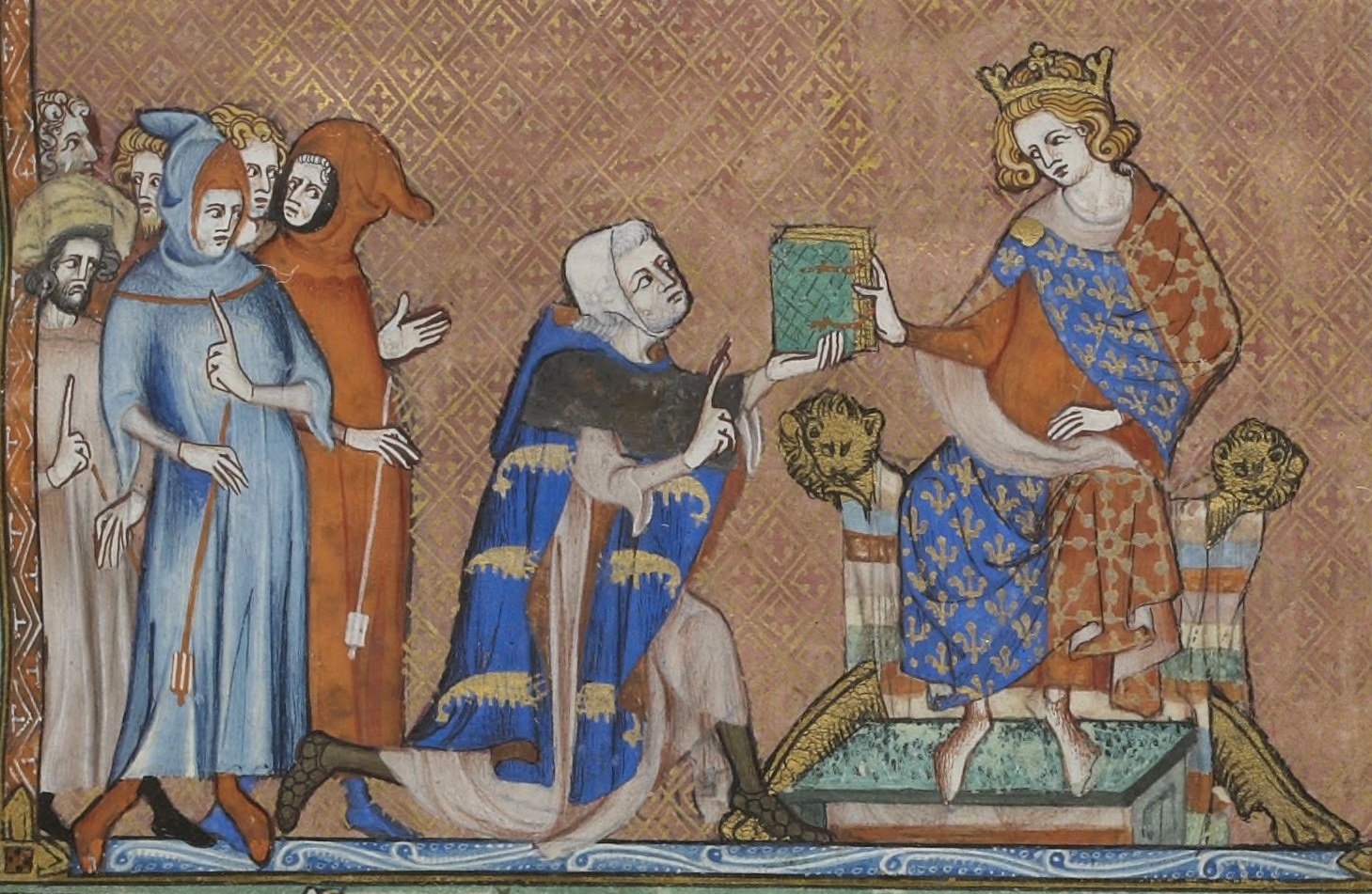
Jean de Joinville presenta la sua Vita di San Luigi a Luigi X, la sua testimonianza fu importante nel procedimento di canonizzazione

Anche il suo successore, papa Onorio IV, si dimostrò interessato alla canonizzazione del re crociato, ma pure il suo pontificato terminò ben presto con la morte avvenuta il 3 aprile 1287. La successiva sede vacante durò quasi un anno. Dopo la sua elezione, Niccolò IV nominò una nuova commissione composta da tre cardinali affinché continuasse a esaminare i miracoli di cui tanto si parlava, ma anch'egli morì, nel 1292, prima del completamento delle indagini. Il soglio pontificio rimase nuovamente privo del titolare per oltre un anno e mezzo e, pochi mesi dopo essere stato eletto, Celestino V, rinunciò all'ufficio per tornare al suo eremitaggio.
Infine, il 24 dicembre 1294, Benedetto Caetani, uno dei cardinali che fece parte della commissione che esaminava i miracoli, divenne papa sotto il nome di Bonifacio VIII. Egli, sinceramente convinto della santità di Luigi, ma anche e soprattutto desideroso di stabilire buoni rapporti con il nuovo re di Francia, Filippo il Bello, dette un forte impulso al procedimento di canonizzazione. Pertanto, il 4 agosto 1297, a Orvieto, poté finalmente annunciare la canonizzazione di Luigi IX. L'11 agosto gli dedicò un sermone, formalizzò la canonizzazione con la bolla pontificia Gloria, laus e ne fissò la festa nell'anniversario della morte, il 25 agosto.

### La dispersione delle reliquie

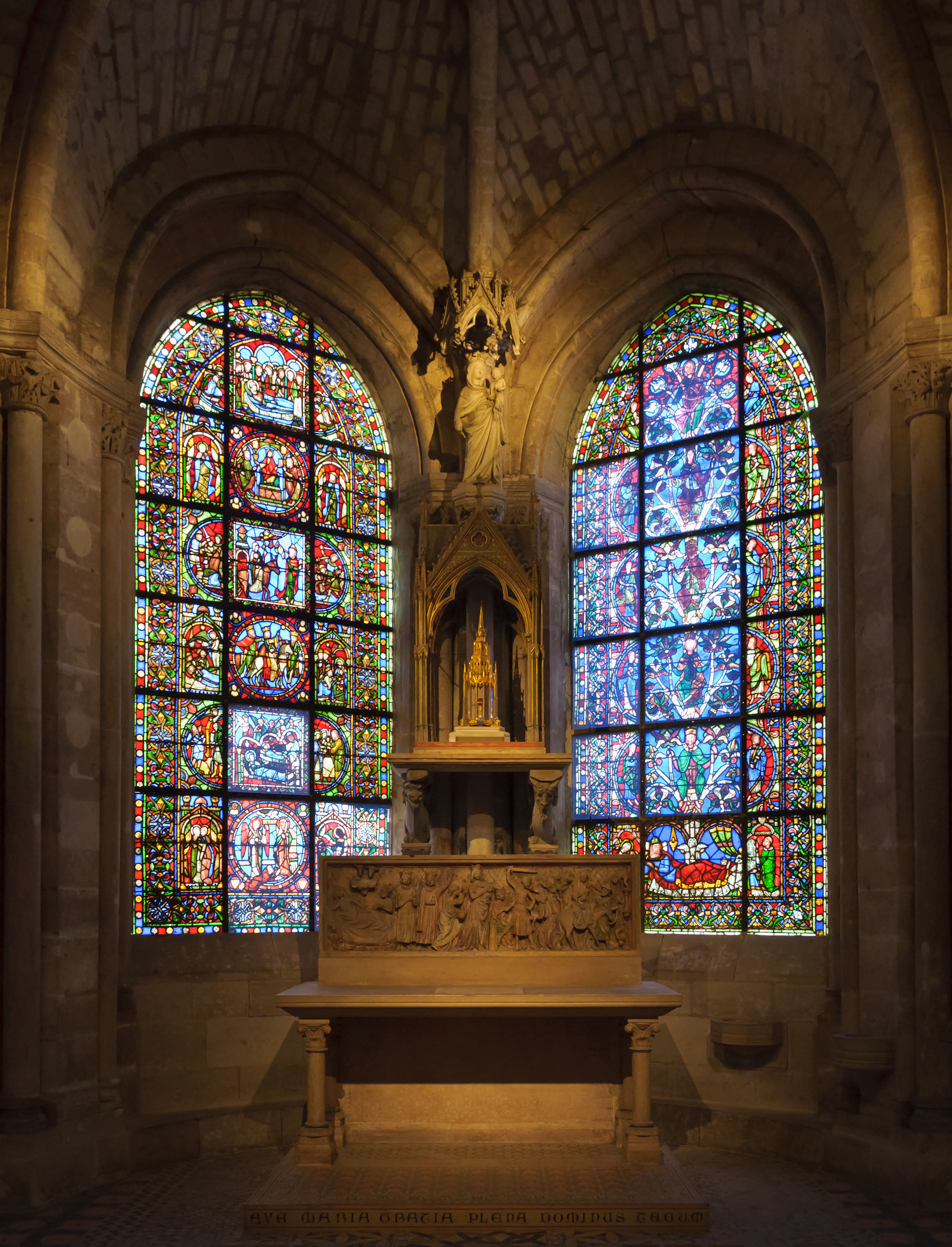
Reliquiario contenente un frammento del polso di san Luigi conservato nella basilica di Saint-Denis

Il 25 agosto 1298, durante una cerimonia tenutasi nella basilica di Saint-Denis alla presenza di numerosi testimoni del processo di canonizzazione, prelati, baroni, chierici, cavalieri, borghesi e gente comune, Filippo il Bello presiedette alla riesumazione del corpo di suo nonno: le ossa vennero quindi solennemente traslate in un santuario d'oro posto dietro l'altare maggiore.
Ma le reliquie di san Luigi subirono, successivamente, un destino particolare e drammatico. Qualche tempo dopo Filippo volle trasferirle nella Sainte-Chapelle in modo che si trovassero più vicino al palazzo reale. Papa Bonifacio VIII, ancora desideroso di mantenere buoni rapporti con Filippo, lo autorizzò a procedere a condizione che lasciasse un braccio o uno stinco ai monaci di Saint-Denis. Tuttavia, dopo il rifiuto di quest'ultimo, Filippo abbandonò il progetto fino alla morte di Bonifacio. Salito al soglio pontificio, Clemente V autorizzò la traslazione nella Sainte-Chapelle ma ai monaci venne comunque lasciato il mento, i denti e la mandibola del santo, mentre una costa venne portata a Notre-Dame de Paris. La solenne traslazione avvenne il 17 maggio 1306. Il cranio venne collocato in un magnifico reliquiario d'oro, decorato con pietre preziose, che era stato commissionato nel 1299 all'orafo Guillaume Julien. Quindi, i monaci fecero realizzare anche un superbo reliquiario per ciò che era stato loro lasciato e lo inaugurarono il 25 agosto 1307, alla presenza del re e di una folla di signori e prelati.

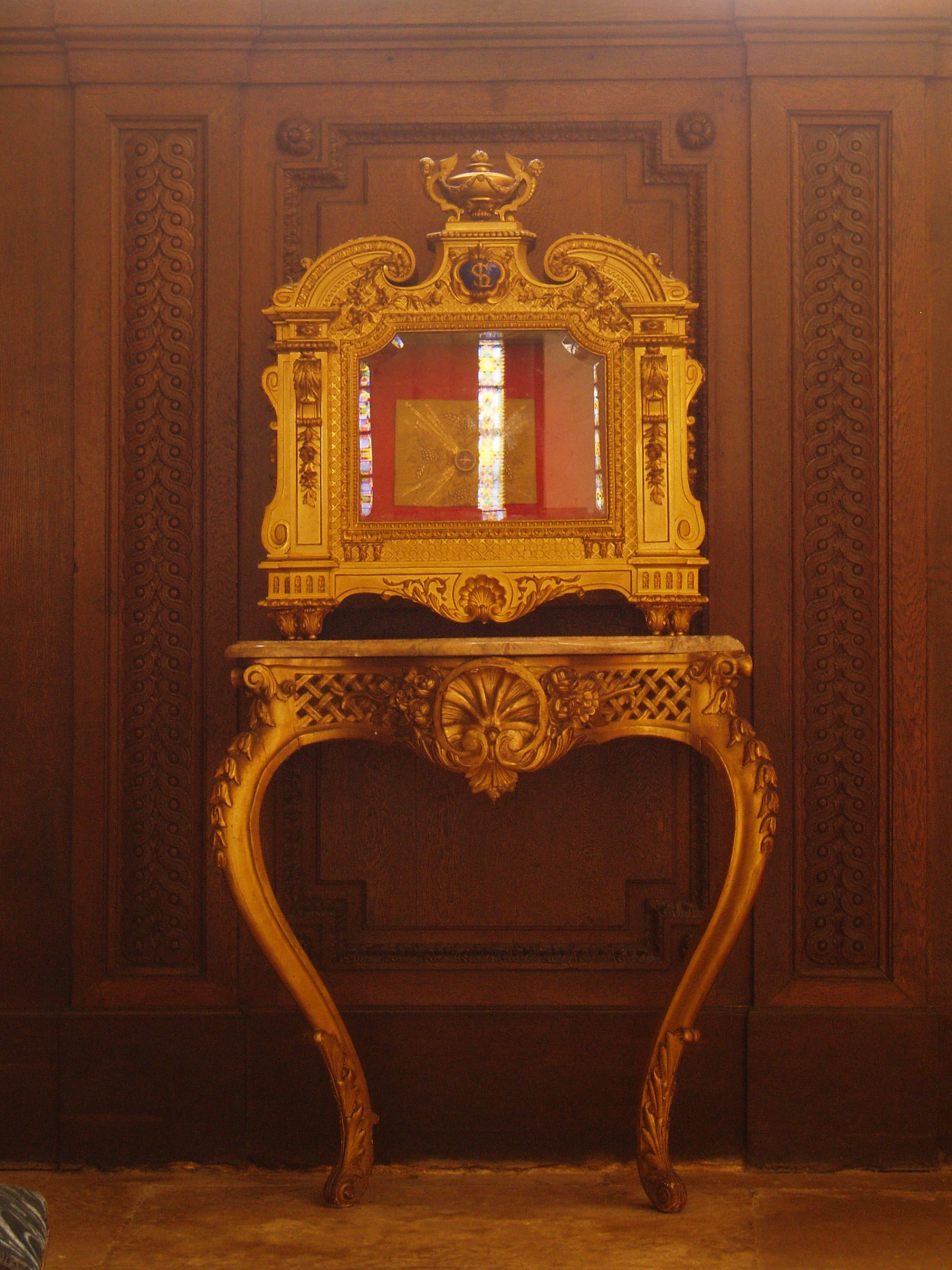
Reliquiario contenente i visceri di san Luigi, conservato nella cattedrale di Versailles

Successivamente, Filippo regalò le falangi delle dita al re Haakon V di Norvegia, che aveva appena fatto costruire una chiesa dedicata al re santo vicino a Bergen, mentre altre reliquie vennero consegnate ai canonici di Notre-Dame, ai domenicani di Parigi e di Reims e alle abbazie di Royaumont e di Pontoise. Tra il 1330 e il 1340, Filippo VI donò alcuni frammenti di ossa a Bianca di Namur, durante il suo passaggio da Parigi mentre era in viaggio per il monastero di Vadstena. Anche l'imperatore del Sacro Romano Impero Carlo IV di Lussemburgo ricevette alcuni frammenti, che inviò alla cattedrale di Praga.
Nel 1392 quello che restava delle ossa di san Luigi andò collocato in un nuovo reliquiario e, in questa occasione, il re francese Carlo VI offrì una costa al papa attraverso Pierre d'Ailly, due ai duchi di Berry e Borgogna e un osso ai prelati presenti durante le cerimonie, in modo che lo condividessero. Intorno al 1430, Ludovico di Baviera ne offrì ulteriori frammenti alla chiesa di Ingolstadt. Nel 1568 tutte le ossa furono raccolte a Parigi per celebrare una processione contro il protestantesimo. Nel 1610 Maria de' Medici ricevette un osso ma, presa dal rimorso, lo restituì in occasione dell'incoronazione di Luigi XIII.
Secondo lo storico Jacques Le Goff, il santuario del 1298 venne probabilmente distrutto e le ossa disperse durante la Rivoluzione francese. Durante questo periodo, si rifuse altresì il reliquiario conservato nella Sainte-Chapelle: un singolo frammento fu conservato e depositato nel gabinetto delle medaglie della Biblioteca Nazionale. Le reliquie conservate a Saint-Denis sfuggirono alla distribuzione e, nel 1926, il cardinale Louis-Ernest Dubois offrì un lembo di costa alla chiesa di Saint-Louis-de-France a Montréal.

### Venerazione
San Luigi fu leggendario già in vita e venne canonizzato velocemente, ma la sua venerazione si diffuse lentamente. È solo a partire dal XVII secolo che divenne un santo dinastico di livello nazionale. Marc-Antoine Charpentier compose in suo onore quattro mottetti, mentre Louis-Nicolas Clérambault un himne di Saint Louis. Divenne così il protettore della Francia e della monarchia. I gesuiti, in particolare, ebbero una vera venerazione per lui, tanto che fu attraverso loro e la loro vasta area di influenza che divenne un santo internazionale. Luigi IX è patrono della Francia, dell'Ordine francescano secolare, dell'ordinariato militare francese, della diocesi di Versailles e di quella di Blois, ma anche dei parrucchieri e dei passamanieri.

## Personalità oltre alla devozione

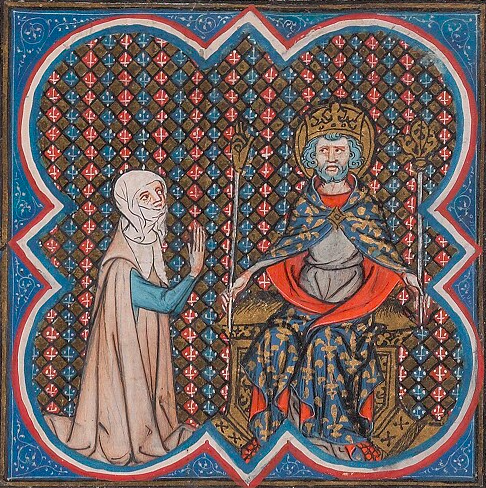
Luigi IX con la madre Bianca di Castiglia

Sebbene la quasi totalità degli agiografi di Luigi IX, chierici impegnati a fornire elementi utili al processo di canonizzazione in corso, si siano concentrati sugli aspetti religiosi della sua vita, alcuni ulteriori tratti della sua personalità profana possono essere desunti da alcune fonti e in particolare nella Vita dell'amico e cavaliere Jean de Joinville che ne tratteggia probabilmente il ritratto più autentico e non «imbevuto dei luoghi comuni del comportamento devoto».
Per Luigi la famiglia costituì un punto cardine della sua vita ed ebbe spesso occasione di dimostrare quanto per lui fosse importante il lignaggio e il prestigio della sua dinastia. Dalle cronache traspare che provasse una viva ammirazione per il nonno Filippo Augusto, grande sovrano francese, nonostante i due avessero un carattere diametralmente opposto. Pochissimo si sa invece del suo rapporto con il padre che morì quando lui aveva solamente dodici anni, facendogli ereditare il trono. Fu così la madre ad avere maggiormente influenza su di lui, occupandosi della sua educazione e assistendolo nell'amministrazione del regno anche dopo che il figlio raggiunse l'età matura, esercitando quasi una co-reggenza insieme al figlio. Fu proprio alla madre che il re, fattosi crociato, affidò il regno durante il suo primo soggiorno in Terra santa. Bianca di Castiglia, la madre, viene descritta come una donna autoritaria e, talvolta, oppressiva, soprattutto con la nuora Margherita di Provenza. Gli storici non hanno fatto a meno di notare quanto la forte personalità della madre e l'assenza del padre possano aver giocato un ruolo notevole nella personalità di Luigi.
I rapporti con la moglie non furono sempre del tutto facili: Joinville ebbe modo di ascoltare un suo sfogo e di tramandarlo, in cui Margherita lamenta l'indifferenza che talvolta il marito nutriva per lei, fino a diventare talvolta persino dispotico; tuttavia anche Margherita riconosce la bontà del re e la sua pia religiosità. Ancora più complesso il rapporto che Luigi ebbe con i figli che praticamente ignorò per gran parte della loro giovinezza, ma di cui iniziò a interessarsi solamente una volta divenuti adulti, preoccupandosi personalmente della loro educazione. Si dice che fosse anche assai autoritario con loro; nonostante ciò, sembra che avesse accettato senza imporsi il rifiuto da parte di alcuni di loro di prendere i voti monastici come lui auspicava: aveva infatti previsto che Giovanni Tristano diventasse un domenicano, Pietro un francescano e Bianca una cistercense nell'abbazia di Maubuisson fondata da sua nonna.
Luigi, contrariamente alle abitudini dei suoi predecessori, sembra che non amasse la caccia, tanto che non vi è alcun documento che attesti che abbia mai preso parte a una battuta. Gran parte degli aspetti della sua quotidianità vennero da lui vissuti all'insegna della moderazione e della sobrietà: evitava gli abusi alimentari, condannava l'ubriachezza, ricercava l'indifferenza nei riguardi del cibo ed era solito praticare il digiuno. Tuttavia le cronache non disdegnano di raccontare che apprezzasse molto la frutta, il buon vino e il pesce, in particolare il luccio. Alla sua tavola non mancavano numerosi commensali con i quali gli piaceva intrattenersi e "parlare di Dio". In più di un'occasione invitò dei poveri a dividere con lui le pietanze servendoli egli stesso.
Contrariamente alle consuetudini osservate dai precedenti re francesi, Luigi usava mostrarsi ai propri sudditi molto più spesso, ma sempre presentandosi con una certa umiltà, soprattutto in occasione di solenni processioni o per la distribuzione delle elemosine. In molti racconti relativi alla sua vita traspare la voglia del re di adottare un comportamento improntato alla semplicità, ad esempio sono diverse le occasioni in cui lo si vede sedersi a terra, come quando riceve i postulanti che si rivolgono a lui o quando nei pressi della quercia di Vincennes amministra la giustizia.
Luigi era inoltre un soldato. Addobbato cavaliere poco prima dell'incoronazione a soli dodici anni, ebbe modo più volte di mettersi in luce per le sue qualità di combattente. Sebbene preferisse, quando possibile, evitare la guerra in quanto possibile fonte di peccato, la riconobbe giusta quando questa fosse a scopo difensivo verso un vassallo ribelle o contro gli infedeli, che fossero musulmani o appartenenti all'eresia albigese, accogliendo pienamente la visione cristiana dell'epoca al riguardo. I racconti parlano di quando, nel 1242, mentre la battaglia di Taillebourg entra nel vivo, il sovrano non indugia a gettarsi nella mischia o quando non si tira certo indietro a respingere personalmente gli attacchi dei Saraceni in Medio Oriente. Lo stesso Joinville, raccontando pieno di ammirazione della gesta del re santo in Egitto, parlò del «più bel cavaliere che egli avesse mai visto».
Sebbene Joinville nutrisse una sincera devozione per il suo signore, non mancò anche di descrivere aspetti della sua personalità che egli giudicava come dei difetti. Oltre a biasimarlo per l'incostante rapporto con la moglie, lo rimprovera di non essersi sempre comportato equamente nel giudicare i suoi sudditi, volendo punire con eccessivo rigore quello che egli riteneva arbitrariamente essere più grave, come nel caso della bestemmia. Inoltre, Joinville non nasconde che tra i suoi difetti vi fosse un'eccessiva impulsività, non coerente per chi volesse definirsi un "re saggio", ricordando l'esempio in cui, appena sbarcato in Egitto insieme con i suoi crociati, si gettò contro i Saraceni di guardia alla spiaggia senza valutare bene i rischi. Anche l'eccessivo lutto che Luigi provò alla morte della madre, secondo il siniscalco, non era confacente a un re che, per le consuetudini dell'epoca, era normale che piangesse in pubblico, ma sempre con una certa misura; un elemento in più che ricorda il fortissimo legame che il re santo ebbe con la madre che tanto influì su di lui.

## Rappresentazioni di Luigi

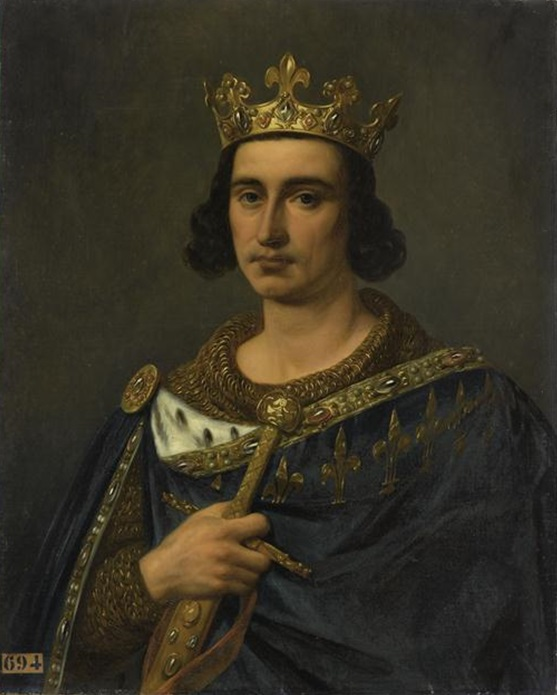
Ritratto ottocentesco di Luigi IX

Le raffigurazioni di san Luigi lo rappresentano come re, con gli attributi del monarca assoluto e, quasi sempre, come un santo. Ad esempio, la statua del XIV secolo conservata nella cappella omonima a Mainneville, o la tela l'Apoteosi di San Luigi, di Simon Vouet conservata nella Gemäldegalerie Alte Meister a Dresda.
Una vetrata del XIII secolo nella Sainte-Chapelle rappresenta diversi episodi della sua vita, in particolare quelle riguardanti la corona di spine. Le scene della sua vita lo mostrano quando visita i malati, porta il cibo ai poveri, lava i piedi ai lebbrosi, compie miracoli, amministra la giustizia. Altre scene sono ispirate alla vita di san Francesco d'Assisi: san Luigi era egli stesso un terziario francescano. A seconda dell'epoca, il volto del santo a volte assumeva le caratteristiche del sovrano francese in carica. Sue rappresentazioni si trovano anche in altri paesi europei, come l'Italia.
I suoi attributi reali sono sempre la corona, con talvolta la mano della giustizia o lo scettro. Altri attributi sono i chiodi della Passione, i gigli di Francia, il cappotto reale o un altro abito con i gigli. Il giglio come attributo è la ragione principale della distruzione di molte rappresentazioni di san Luigi durante la Rivoluzione francese in quanto i rivoluzionari si impegnarono a rimuovere questo simbolo dell'assolutismo monarchico.
Di San Luigi vennero inoltre distribuite nei secoli successivi diverse reliquie.

## Ordine di San Luigi
Nel 1663 il re francese Luigi XIV istituì l'Ordine cavalleresco di San Luigi, conferito esclusivamente a chi potesse vantare alti meriti militari. La sua assoluta esclusività fece sì che farne parte fosse considerata, almeno fino al regno di Luigi XV, un'onorificenza molto ambita. Con la Rivoluzione francese l'ordine venne soppresso nel 1793. Nel 1814 il re Luigi XVIII lo ripristinò, ma la perdita dell'esclusività ne fece un ordine di valore più modesto. Nel 1830 scomparve del tutto. Il simbolo di appartenenza era una croce d'oro con incisi i motti Ludovicus Magnus instituit 1663 e Bellicae virtutis praemium. Anche il Ducato di Lucca istituì, per meriti civili, un altro ordine intitolato a Luigi IX che rimase in vigore tra il 1836 e il 1860.

## Discendenza

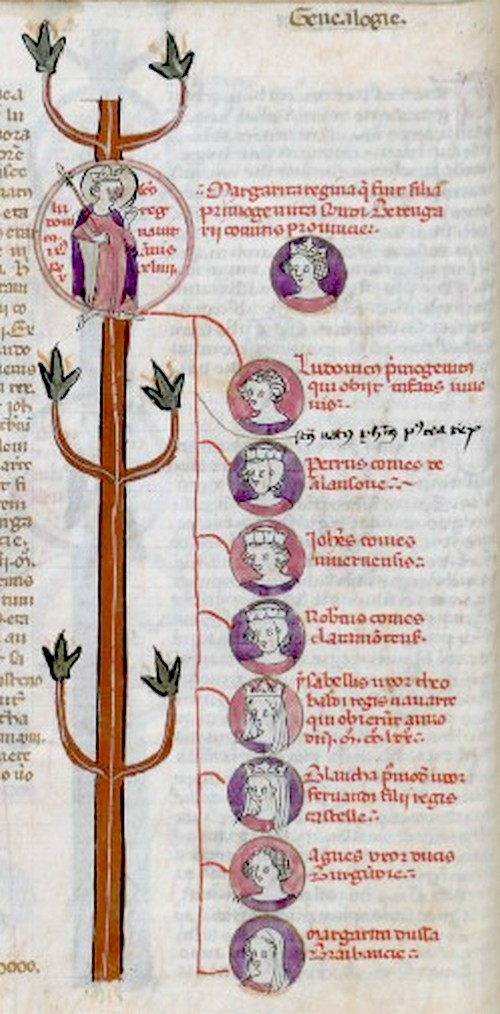
Discendenti di Luigi IX

Luigi e Margherita di Provenza ebbero undici figli:
- Bianca (1240-1243)[N 14];
- Isabella (1242 - maggio 1271), che sposò nel 1258 Tebaldo di Champagne re di Navarra;
- Luigi (24 febbraio 1244 - 1260);
- Filippo III (1º maggio 1245 - 5 ottobre 1285), re di Francia;
- Giovanni (1248);
- Giovanni Tristano (1250 - 3 agosto 1270), conte di Valois e di Nevers;
- Pietro I (1251-1284), conte d'Alençon e Perche;
- Bianca (1253-1320), che sposò nel 1269 Ferdinando de la Cerda (1255-1275) infante di Castiglia;
- Margherita (1254-1271), che sposò nel 1270 Giovanni I, duca di Brabante (1253-1294);
- Roberto (1256-1317) conte di Clermont-en-Beauvaisis, capostipite del casato dei Borbone;
- Agnese (1260-1327), sposa di Roberto II di Borgogna.

## Ascendenza
|                           |                         |                          | Genitori                     |  |  | Nonni |  |  | Bisnonni             |  |  | Trisnonni           |  |
|                           |                         |                          |                              |  |  |       |  |  | Luigi VII il Giovane |  |  | Luigi VI di Francia |  |
|                           |                         |                          |                              |  |  |       |  |  | Luigi VII il Giovane |  |  | Luigi VI di Francia |  |
|                           |                         | Adelaide di Savoia       |                              |  |  |       |  |  | Luigi VII il Giovane |  |  |                     |  |
| Filippo II di Francia     |                         |                          |                              |  |  |       |  |  | Luigi VII il Giovane |  |  |                     |  |
|                           |                         | Adèle di Champagne       | Tebaldo II di Champagne      |  |  |       |  |  |                      |  |  |                     |  |
|                           |                         | Adèle di Champagne       | Tebaldo II di Champagne      |  |  |       |  |  |                      |  |  |                     |  |
|                           |                         | Adèle di Champagne       | Matilde di Carinzia          |  |  |       |  |  |                      |  |  |                     |  |
| Luigi VIII di Francia     |                         | Adèle di Champagne       |                              |  |  |       |  |  |                      |  |  |                     |  |
|                           |                         | Baldovino V di Hainaut   | Baldovino IV di Hainaut      |  |  |       |  |  |                      |  |  |                     |  |
|                           |                         | Baldovino V di Hainaut   | Baldovino IV di Hainaut      |  |  |       |  |  |                      |  |  |                     |  |
|                           |                         | Baldovino V di Hainaut   | Alice di Namur               |  |  |       |  |  |                      |  |  |                     |  |
| Isabella di Hainaut       |                         | Baldovino V di Hainaut   |                              |  |  |       |  |  |                      |  |  |                     |  |
|                           |                         | Margherita I di Fiandra  | Teodorico di Alsazia         |  |  |       |  |  |                      |  |  |                     |  |
|                           |                         | Margherita I di Fiandra  | Teodorico di Alsazia         |  |  |       |  |  |                      |  |  |                     |  |
|                           |                         | Margherita I di Fiandra  | Sibilla d'Angiò              |  |  |       |  |  |                      |  |  |                     |  |
| Luigi IX di Francia       |                         | Margherita I di Fiandra  |                              |  |  |       |  |  |                      |  |  |                     |  |
|                           | Sancho III di Castiglia | Alfonso VII di León      |                              |  |  |       |  |  |                      |  |  |                     |  |
|                           | Sancho III di Castiglia | Alfonso VII di León      |                              |  |  |       |  |  |                      |  |  |                     |  |
|                           | Sancho III di Castiglia | Berengaria di Barcellona |                              |  |  |       |  |  |                      |  |  |                     |  |
| Alfonso VIII di Castiglia | Sancho III di Castiglia |                          |                              |  |  |       |  |  |                      |  |  |                     |  |
|                           |                         | Bianca Garcés di Navarra | García IV Ramírez di Navarra |  |  |       |  |  |                      |  |  |                     |  |
|                           |                         | Bianca Garcés di Navarra | García IV Ramírez di Navarra |  |  |       |  |  |                      |  |  |                     |  |
|                           |                         | Bianca Garcés di Navarra | Margherita de l'Aigle        |  |  |       |  |  |                      |  |  |                     |  |
| Bianca di Castiglia       |                         | Bianca Garcés di Navarra |                              |  |  |       |  |  |                      |  |  |                     |  |
|                           |                         | Enrico II d'Inghilterra  | Goffredo V d'Angiò           |  |  |       |  |  |                      |  |  |                     |  |
|                           |                         | Enrico II d'Inghilterra  | Goffredo V d'Angiò           |  |  |       |  |  |                      |  |  |                     |  |
|                           |                         | Enrico II d'Inghilterra  | Matilde d'Inghilterra        |  |  |       |  |  |                      |  |  |                     |  |
| Eleonora d'Inghilterra    |                         | Enrico II d'Inghilterra  |                              |  |  |       |  |  |                      |  |  |                     |  |
|                           |                         | Eleonora d'Aquitania     | Guglielmo X di Aquitania     |  |  |       |  |  |                      |  |  |                     |  |
|                           |                         | Eleonora d'Aquitania     | Guglielmo X di Aquitania     |  |  |       |  |  |                      |  |  |                     |  |
|                           |                         | Eleonora d'Aquitania     | Eleonora di Châtellerault    |  |  |       |  |  |                      |  |  |                     |  |
|                           |                         | Eleonora d'Aquitania     |                              |  |  |       |  |  |                      |  |  |                     |  |

### Esplicative
1. ↑  La mortalità perinatale di quel tempo è stimata per essere stata intorno al 25-30%, quindi le cronache reali non elencano tutti i nati morti. In Gouguenheim, 2009, p. 244.
2. ↑  Secondo lo storico Jacques Le Goff, Bianca di Castiglia avrebbe dato alla luce "due o tre primi figli morti in tenera età, di cui non si conosce il numero esatto, il sesso, né la date di nascita e di morte". In Le Goff, 1996, p. 6.
3. ↑  I cronisti hanno spesso fornito ragioni politiche per queste assenze, ma secondo Jacques Le Goff, anche se è indubbiamente vero che per alcuni valessero motivi politici, più semplicemente molti non ebbero il tempo di mettersi in viaggio dati i tempi stretti con cui fu organizzata la cerimonia. Inoltre l'incoronazione di un bambino non era certamente un evento così attraente per i prelati e i grandi signori del tempo. In Le Goff, 1996, pp. 62-66.
4. ↑  In cambio, Filippo Hurepel si impegnò, per sé e per i suoi eventuali eredi, a non rivendicare la parte della sua eredità. Inoltre, le sue terre, donategli dal padre Filippo Augusto e dal fratello Luigi VIII, avrebbero dovuto tornare nel regno di Francia se egli fosse morto senza discendenti (cosa che avvenne nel 1236). In Le Goff, 1996, p. 66.
5. ↑  Questo ipotizza Le Goff: fu solamente nel 1375 con Carlo V di Francia infatti, che venne fissata la maggiore età a 14 anni. In Le Goff, 1996, p. 91.
6. ↑  Luigi e Margherita avevano come antenato comune il bis-bis-bisnonno, Raimondo Berengario I di Barcellona. In Sivéry, 1990, p. 302.
7. ↑  Alla lega aderì anche il Siniscalco di Guyenne, le città di Bordeaux, Bayonne, La Réole e Saint-Émilion, Raimondo VII di Tolosa e la maggior parte dei baroni della Linguadoca. In Le Goff, 1996, pp. 111-112.
8. ↑  Secondo Jacques Le Goff, la sottomissione di Ugo X fu spettacolare. Si presentò con la moglie e tre figli, piangendo, inginocchiandosi davanti a Luigi chiedendogli platealmente perdono. Il re allora lo fece alzare e lo perdonò a condizione che desse ad Alfonso tutti i castelli che gli aveva tolto e che ne desse tre come pegno. In Le Goff, 1996, p. 114.
9. ↑  Luigi rinnovò il suo voto in modo brusco, teatrale, come spesso gli piaceva fare secondo Jacques Le Goff. Poi strappa violentemente la croce cucita sulla veste e ordina a Guillaume d'Auvergne di restituirgliela "così che non si possa più dire che l'aveva presa senza sapere cosa stava facendo". In Le Goff, 1996, p. 120.
10. ↑  Luigi ordinò a gran parte dei suoi più stretti famigliari di seguirlo. Solo madre, i suoi figli piccoli e sua cognata, la contessa d'Artois, la cui gravidanza stava volgendo al termine, rimasero in Francia. In Le Goff, 1996, p. 143.
11. ↑  Secondo Matteo Paris, poiché le barche erano troppo poche per imbarcare tutti i soldati, il re fu costretto a lasciare mille mercenari, per lo più italiani, ad Aigues-Mortes, dei quali, secondo Jacques Le Goff, San Luigi non si fidava completamente. In Le Goff, 1996, p. 144.
12. ↑  Secondo Guillaume de Chartres quando Luigi viene a sapere che i suoi uomini avevano sottratto ai musulmani 40 000 bisanti del pagamento del riscatto si adirò, in quanto riteneva che la sua parola dovesse essere rispettata anche nei confronti dei miscredenti. Durante il suo processo di canonizzazione l'evento fu considerato uno degli atti più virtuosi di San Luigi. In Le Goff, 1996, p. 149.
13. ↑  Tra coloro che furono sentiti per testimoniare riguardo alla vita di San Luigi vi furono il fratello, il re Carlo I di Sicilia, i suoi figli, il re Filippo III e il conte Pietro I d'Alençon, i reggenti Matteo di Vendôme e Simone II di Clermont-Nesle, l'amico Jean de Joinville, cavalieri, religiosi e tre suore ospedaliere. In Le Goff, 1996, p. 244.
14. ↑  La coppia ebbe la prima figlia nel 1240, sei anni dopo il matrimonio. Secondo Jacques Le Goff, Margherita di Provenza divenne fertile tardi e avrebbe subito diversi aborti spontanei. È anche possibile, ma improbabile, che abbia dato alla luce bambini morti, di cui i documenti e i cronisti dell'epoca non parlano. In Le Goff, pp. 615-616.

### Bibliografiche
1. 1 2 3 4 5  Parent du Châtelet, 1837, p. 346.
2. 1 2 3 4  Le Goff, 1996, p. 174.
3. ↑  Le Goff, 1996, pp. 255-257.
4. ↑  Le Goff, 1996, pp. 389-396.
5. ↑  Le Goff, 1996, pp. 268-271.
6. ↑  Le Goff, 1996, pp. 335-336.
7. ↑  Le Goff, 1996, p. 272.
8. 1 2  Le Goff, 1996, pp. 5-6.
9. ↑  Le Goff, 1996, p. 8.
10. ↑  Le Goff, 1996, pp. 8-9.
11. ↑   Sacred Worship | Archdiocese of St Louis, su www.archstl.org. URL consultato il 25 luglio 2022 (archiviato dall'url originale il 22 gennaio 2019).
12. ↑  Le Goff, 1996, pp. 9-10.
13. ↑  Le Goff, 1996, p. 49.
14. ↑  Le Goff, 1996, p. 50.
15. ↑  Le Goff, 1996, p. 55.
16. ↑  Le Goff, 1996, p. 59.
17. ↑  Le Goff, 1996, pp. 53-55.
18. ↑  Le Goff, 1996, p. 62.
19. ↑  Casanova, 2014, p. 44.
20. ↑  Le Goff, 1996, pp. 53-54.
21. ↑  Le Goff, 1996, pp. 66-67.
22. 1 2  Le Goff, 1996, p. 67.
23. 1 2  Le Goff, 1996, p. 68.
24. ↑  Le Goff, 1996, pp. 68-69.
25. ↑  Le Goff, 1996, p. 69.
26. ↑  Le Goff, 1996, pp. 69-70.
27. ↑  Le Goff, 1996, p. 70.
28. 1 2 3  Le Goff, 1996, p. 71.
29. 1 2  Le Goff, 1996, p. 72.
30. ↑  Le Goff, 1996, pp. 72-73.
31. ↑  Le Goff, 1996, pp. 73-74.
32. ↑  Sivéry, 1990, p. 47.
33. ↑  Sivéry, 1990, p. 27.
34. ↑  Le Goff, 1996, p. 92.
35. ↑  Sivéry, 1990, pp. 27-28.
36. ↑  Sivéry, 1990, p. 28.
37. 1 2  Sivéry, 1990, p. 34.
38. 1 2 3  Le Goff, 1996, p. 94.
39. ↑  Le Goff, 1996, p. 95.
40. ↑  Le Goff, 1996, pp. 95-96.
41. 1 2  Le Goff, 1996, p. 97.
42. ↑  Le Goff, 1996, pp. 97-98.
43. ↑  Goffredo di Crollalanza, Enciclopedia araldico cavalleresca, Pisa, 1878, pp.83-84.
44. 1 2 3 4  Le Goff, 1996, p. 111.
45. ↑  Le Goff, 1996, pp. 110-111.
46. ↑  Le Goff, 1996, p. 112.
47. 1 2  Le Goff, 1996, p. 113.
48. ↑  Le Goff, 1996, pp. 113-114.
49. 1 2  Le Goff, 1996, p. 114.
50. ↑  Le Goff, 1996, p. 115.
51. ↑  Le Goff, 1996, p. 116.
52. ↑  Le Goff, 1996, pp. 115, 204.
53. ↑  Le Goff, 1996, pp. 122-123.
54. ↑  Le Goff, 1996, p. 123.
55. ↑  Le Goff, 1996, p. 124.
56. ↑  Le Goff, 1996, p. 125.
57. ↑  Le Goff, 1996, pp. 125-126.
58. ↑  Le Goff, 1996, p. 126.
59. ↑  Richard, 1983, p. 227.
60. ↑  Le Goff, 1996, p. 117.
61. ↑  Le Goff, 1996, pp. 117-118.
62. ↑  Le Goff, 1996, p. 120.
63. ↑  Riley-Smith, 2017, p. 287.
64. ↑  Le Goff, 1996, p. 141.
65. ↑  Le Goff, 1996, pp. 142-143.
66. 1 2  Le Goff, 1996, p. 143.
67. ↑  Le Goff, 1996, pp. 143-144.
68. 1 2  Le Goff, 1996, p. 145.
69. ↑  Riley-Smith, 2017, p. 293.
70. 1 2  Le Goff, 1996, p. 147.
71. ↑  Riley-Smith, 2017, pp. 293-294.
72. ↑  Riley-Smith, 2017, p. 294.
73. ↑  Le Goff, 1996, pp. 150-151.
74. ↑  Le Goff, 1996, p. 148.
75. ↑  Le Goff, 1996, p. 149.
76. ↑  Le Goff, 1996, pp. 160-162.
77. ↑  Le Goff, 1996, p. 163.
78. 1 2  Le Goff, 1996, p. 166.
79. ↑  Mayeur, Venard, Pietri e Vauchez, 1993, p. 721.
80. ↑  Le Goff, 1996, p. 204.
81. ↑  Le Goff, 1996, pp. 203-204.
82. ↑  Montanari, 2006, p. 214.
83. ↑  Le Goff, 1996, p. 205.
84. ↑  Le Goff, 1996, pp. 205-206.
85. 1 2  Le Goff, 1996, p. 199.
86. ↑  Le Goff, 1996, p. 200.
87. ↑  Le Goff, 1996, pp. 200-201.
88. 1 2  Mousnier, 1982, p. 102.
89. ↑  Le Goff, 1996, p. 209.
90. 1 2  Le Goff, 1996, p. 210.
91. ↑  Riley-Smith, 2017, p. 295.
92. ↑  Le Goff, 1996, p. 232.
93. 1 2  Riley-Smith, 2017, p. 313.
94. 1 2  (FR) Vincent Gourdon, Mort de Louis IX, su Encyclopædia Universalis. URL consultato il 15 maggio 2016.
95. ↑  Le Goff, 1996, p. 233.
96. 1 2  Riley-Smith, 2017, pp. 314-315.
97. ↑  Le Goff, 1996, pp. 233-234.
98. ↑  Le Goff, 1996, p. 235.
99. ↑  Le Goff, 1996, p. 237.
100. ↑  Riley-Smith, 2017, p. 314.
101. ↑  Le Goff, 1996, pp. 237-238.
102. ↑  (FR) Bernadette Arnaud, Saint Louis a-t-il été victime d'une maladie tropicale ?, in Sciences et Avenir, 26 ottobre 2015. URL consultato il 15 maggio 2016 (archiviato il 24 giugno 2016).
103. ↑  (FR) Marie Privé, Peste, scorbut, dysenterie… De quoi est vraiment mort Saint Louis ?, su geo.fr, 28 giugno 2019. URL consultato il 18 febbraio 2020 (archiviato il 18 febbraio 2020).
104. ↑  Le Goff, 1996, p. 239.
105. ↑  Le Goff, 1996, p. 240.
106. ↑  Le Goff, 1996, pp. 240-241.
107. ↑  Le Goff, 1996, pp. 241-242.
108. ↑  Le tombeau de Saint-Louis Archiviato il 2 aprile 2015 in Internet Archive..
109. ↑  Vie de Saint-Louis Archiviato il 20 aprile 2019 in Internet Archive..
110. ↑  Le livre d'heures de Jeanne d'Évreux Archiviato il 6 agosto 2020 in Internet Archive..
111. ↑  (FR) Bernard Lecomte, Saint Louis, le roi chrétien, in L'Express, 11 gennaio 1996. URL consultato il 14 giugno 2020 (archiviato il 15 giugno 2020).
112. ↑  Le Goff, 1996, p. 571.
113. ↑   Henri François Juillerat e Théodore Monod, Archives du christianisme au XIXe siècle: journal religieux, Parigi, Juillerat-Chasseur, 1831,  pp. 66, 67, ISSN 1245-706X (WC · ACNP), OCLC 716199906.
114. ↑  Nachet, 1830, p. 129.
115. ↑  (FR) Louis IX ou Saint Louis, su larousse.fr, encyclopédie Larousse, éditions Larousse, 2014. URL consultato il 17 giugno 2020 (archiviato il 12 giugno 2020).
116. ↑  Le Goff, 1996, p. 168.
117. ↑  Le Goff, 1996, pp. 168-169.
118. ↑  La Marche, 1900, p. 336.
119. 1 2  Le Goff, 1996, p. 169.
120. ↑  Le Goff, 1996, p. 170.
121. ↑  Le Goff, 1996, p. 176.
122. ↑  Le Goff, 1996, p. 191.
123. 1 2 3  Le Goff, 1996, p. 193.
124. ↑  Le Goff, 1996, pp. 194-195.
125. ↑  Otis, 2009, pp. 19-24, 36-37, 70, 72, 107, 163, 175, 236.
126. ↑  Le Goff, 1996, p. 475.
127. ↑  Le Goff, 1996, p. 476.
128. ↑  Le Goff, 1996, pp. 476-477.
129. ↑  Le Goff, 1996, p. 85.
130. ↑  Le Goff, 1996, pp. 85-86.
131. ↑  Erlande, 2004, pp. 30, 33.
132. ↑  Le Goff, 1996, pp. 86-87.
133. ↑  Le Goff, 1996, pp. 476-480.
134. ↑  Glorieux, 1996, p. 35.
135. ↑  Weygand, 2003, p. 29.
136. ↑  Weygand, 2003, p. 30.
137. ↑  Weygand, 2003, p. 31.
138. ↑  Weygand, 2003, p. 33.
139. ↑  Villeneuve, 1839, p. 156.
140. ↑  Villeneuve, 1839, p. 164.
141. ↑  Villeneuve, 1839, p. 166.
142. ↑  (FR) Dominique Letellier-d'Espinose e Olivier Biguet, Fortification d'agglomération dite enceinte de Saint Louis, su patrimoine.paysdelaloire.fr, 2006. URL consultato il 13 maggio 2016 (archiviato dall'url originale l'11 giugno 2016).
143. ↑  Le Goff, 1996, p. 133.
144. ↑  Le Goff, 1996, pp. 541-542.
145. ↑  Le Goff, 1996, p. 622.
146. ↑  Le Goff, 1996, pp. 720-721.
147. ↑  Le Goff, 1996, p. 624.
148. ↑   Art. 94, Enseignements de saint Lewis a Philip soun fitz: Introduction | Robbins Library Digital Projects, su d.lib.rochester.edu. URL consultato il 25 luglio 2022.
149. ↑  Le Goff, 1996, p. 102.
150. ↑  Le Goff, 1996, p. 103.
151. ↑  Le Goff, 1996, p. 104.
152. 1 2  Le Goff, 1996, p. 105.
153. ↑  Le Goff, 1996, pp. 104-105.
154. ↑  Le Goff, 1996, pp. 105-106.
155. 1 2  Le Goff, 1996, p. 107.
156. ↑  Leniaud e Perrot, 2007, p. 15.
157. ↑  Leniaud e Perrot, 2007, p. 86.
158. ↑  Leniaud e Perrot, 2007, p. 91.
159. ↑  Le Goff, 1996, pp. 107-108.
160. ↑  de Finance, 1999, p. 7.
161. ↑  Riley-Smith, 2017, p. 289.
162. ↑  Le Goff, 1996, p. 108.
163. ↑  Leniaud e Perrot, 2007, pp. 82-86.
164. ↑  Le Goff, 1996, p. 657.
165. ↑  Le Goff, 1996, pp. 657-658.
166. ↑  Le Goff, 1996, p. 659.
167. ↑  Vallaud, 2011, pp. 49, 50.
168. ↑  Le Goff, 1996, pp. 665-666.
169. ↑  Le Goff, 1996, p. 667.
170. ↑  Philippe, p. 48.
171. 1 2  Le Goff, 1996, p. 555.
172. ↑  Le Goff, 1996, p. 554.
173. 1 2  Le Goff, 1996, pp. 671-672.
174. ↑  Richard, 1983, p. 215.
175. ↑  (EN) Joseph Jacobs e Israël Lévi, Under Louis VIII and St. Louis, in Jewish Encyclopedia, The Kopelman Foundation, 2002-2011. URL consultato l'11 luglio 2020 (archiviato l'11 luglio 2020)..
176. ↑  Le Goff, 1996, pp. 680-681.
177. ↑  Le Goff, 1996, p. 680.
178. ↑  Nachet, 1830, p. 129.
179. ↑  Le Goff, 1996, pp. 673-674.
180. 1 2  Richard, 1983, p. 108.
181. ↑  Le Goff, 1996, p. 675.
182. ↑  La Marche, 1900, p. 214.
183. ↑  Philippe, Kriege e Roche, 1997, p. 49.
184. ↑  Le Goff, 1996, pp. 675-676.
185. 1 2  Le Goff, 1996, pp. 660-662.
186. ↑  Le Goff, 1996, p. 457.
187. ↑  Le Goff, 1996, pp. 457-458.
188. ↑  (EN) Peter Jackson, The Crisis in the Holy Land in 1260, in The English Historical Review, vol. 95, n. 376, luglio 1980,  pp. 481–513, DOI:10.1093/ehr/XCV.CCCLXXVI.481, ISSN 0013-8266 (WC · ACNP), JSTOR 568054..
189. 1 2  Le Goff, 1996, p. 458.
190. ↑  Le Goff, 1996, pp. 458-459.
191. ↑  Le Goff, 1996, p. 459.
192. ↑  Le Goff, 1996, p. 242.
193. ↑  Carolus-Barré, 1971, pp. 19-29.
194. ↑  Le Goff, 1996, p. 243.
195. 1 2  Le Goff, 1996, pp. 243-244.
196. ↑  Le Goff, 1996, pp. 244-245.
197. 1 2 3  Le Goff, 1996, p. 245.
198. ↑  Minois, 2005, p. 151.
199. ↑  Le Goff, 1996, p. 246.
200. ↑  Le Goff, 1996, pp. 246-247.
201. 1 2 3  Le Goff, 1996, pp. 247-248.
202. ↑  Duchet-Suchaux e Pastoureau, 1990, p. 206.
203. ↑  (FR) Louis IX, roi de France (✝ 1270), su nominis.cef.fr. URL consultato il 1º maggio 2016 (archiviato il 21 aprile 2016).
204. ↑  Le Goff, 1996, pp. 390, 527.
205. ↑  Le Goff, 1996, pp. 589-591.
206. ↑  Le Goff, 1996, pp. 597-599.
207. ↑  Le Goff, 1996, pp. 612-613.
208. ↑  Le Goff, 1996, pp. 617-618.
209. ↑  Le Goff, 1996, pp. 577-578.
210. ↑  Le Goff, 1996, pp. 520-522, 257.
211. ↑  Le Goff, 1996, pp. 522-523.
212. ↑  Le Goff, 1996, pp. 584-585.
213. ↑  Le Goff, 1996, p. 389.
214. ↑  Le Goff, 1996, pp. 390, 541-542.
215. ↑  Le Goff, 1996, pp. 403-404.
216. 1 2 3 4 5  Duchet-Suchaux e Pastoureau, 1990, p. 207.
217. ↑  Ad esempio nella Chiesa di San Luigi dei Francesi a Roma, vedi  San Luigi dei Francesi, in Roma e dintorni, Touring Club Italiano, 1977,  p. 190.
218. ↑  Tra di esse una (il Reliquiario della Sacra Spina) è conservata a Vicenza nella medievale Chiesa di Santa Corona, vedi  Santa Corona, in Vicenza e dintorni, collana Guide d'Italia, Touring Club Italiano, 1998,  p. 32.
219. ↑   Luigi IX re di Francia, santo, in Enciclopedia fridericiana, Roma, Istituto dell'Enciclopedia Italiana, 2005.